# 魚類
魚類（ぎょるい）は、脊椎動物亜門 Vertebrataから四肢動物を除外した動物群であり、日本語の日常語で魚（さかな、うお）と呼ばれる動物である。なお、「魚類」という名称は、分類体系における位置づけが明確でない。
基本的に一生の間水中生活を営み、えら（鰓）呼吸を行い、ひれ（鰭）を用いて移動する。体表はうろこ（鱗）で覆われている。
ほとんどの種は外界の温度によって体温を変化させる変温動物である。マグロやカジキ、一部の軟骨魚類は奇網と呼ばれる組織により、体温を海水温よりも高く保つことができる。
魚類は地球上のあらゆる水圏環境に放散し、その生息域は熱帯から極地、海洋の表層から深層、また内陸の淡水域まで多岐におよぶ。その生態や形態も実に様々である。魚類全体の種数は2万5000種から3万種以上にも昇るとされ、脊椎動物全体の半数以上を占めている。
大きさは種により大きく異なる。現生種で最大のものは体長13.7メートルに達するジンベエザメである。また化石種を含めると、約1億6,500万年前のリードシクティス・プロブレマティカスに、推定の仕方に違いがあるが28メートル以上もしくは16.7メートルの個体が発見されている。一方、現生種で最小のものはパエドキプリス・プロゲネティカであり、成魚でも7.9ミリメートルにしかならない。

## 定義
冒頭文の定義では煩雑な表現をとったが、これは現在の系統学の立場からこの群を定義する他の方法が無いからである。古くは単に魚と考えればひとくくりに出来る感覚であり、20世紀半ばまではそれらを魚綱として一つにまとめ、その下に無顎類、軟骨魚類と硬骨魚類の三群を置くのが普通であった。これらは脊椎や頭部、脊髄と脳などの脊椎動物の基本構成の体制を持ち、鰓裂を鰓として持ち、鰭があって水中を遊泳するのに都合のいい構造をもっている。だが、これらはすべて、脊椎動物のきわめて祖先的形態にすぎない。
現在の分類学的観点からすると古典的な魚綱という群は単系統群ではなく側系統群であり、互いにかなり異質な系統を包含している。たとえば硬骨魚類は四肢動物とともに軟骨魚類や無顎類と別の単系統群を構成するし、そもそも硬骨魚類と軟骨魚類はともに無顎類とは別の単系統群である顎口上綱を構成する。そのため、最古の魚類であるミロクンミンギア、ハイコウイクチスから現代に生息している種までを一つの概念としてまとめようとした場合、このような表現にならざるを得ないのである。
進化の観点から言えば、ヒトを含む陸上脊椎動物の遠い祖先も魚類である。脊椎動物は水中で多様な群に分化し、その一部から陸上進出が行われ、それらがさらに分岐し多様な進化を遂げた。現在の魚類はこれらのうち、水中段階にとどまっているもの（上陸後に水中に戻ったものを除いて）をまとめたもの、といってもよい。ある意味でやはり陸上進出によって多様化した群の中で原始的構造をとどめたものをまとめたものであるシダ植物という群の位置づけに近い。
なお、定義に関連していえば、日本語の基礎語彙としての「魚（さかな）」と学術用語である「魚類」とは別語である。後者が分類学の手法でしか定義されないのに対し、前者は元来、生物学の知識の全くない人でも扱うことのできる語彙で、それで差し支えない範囲の中において用いられるものであった。

## 体の構造
解剖学的に見ると、魚類の体は水の特徴（空気に比べて粘性が高い、溶存酸素が少ない、光を吸収し透過しにくいなど）に適応したものだと言える。近年まで脳の構造上痛みを感じないといわれたが、魚類の痛覚には諸説あり、ニジマスの痛覚実験で痛覚受容体が存在するとした論文も掲載されている為、魚に痛覚があることも大いに考えられる。

### 体

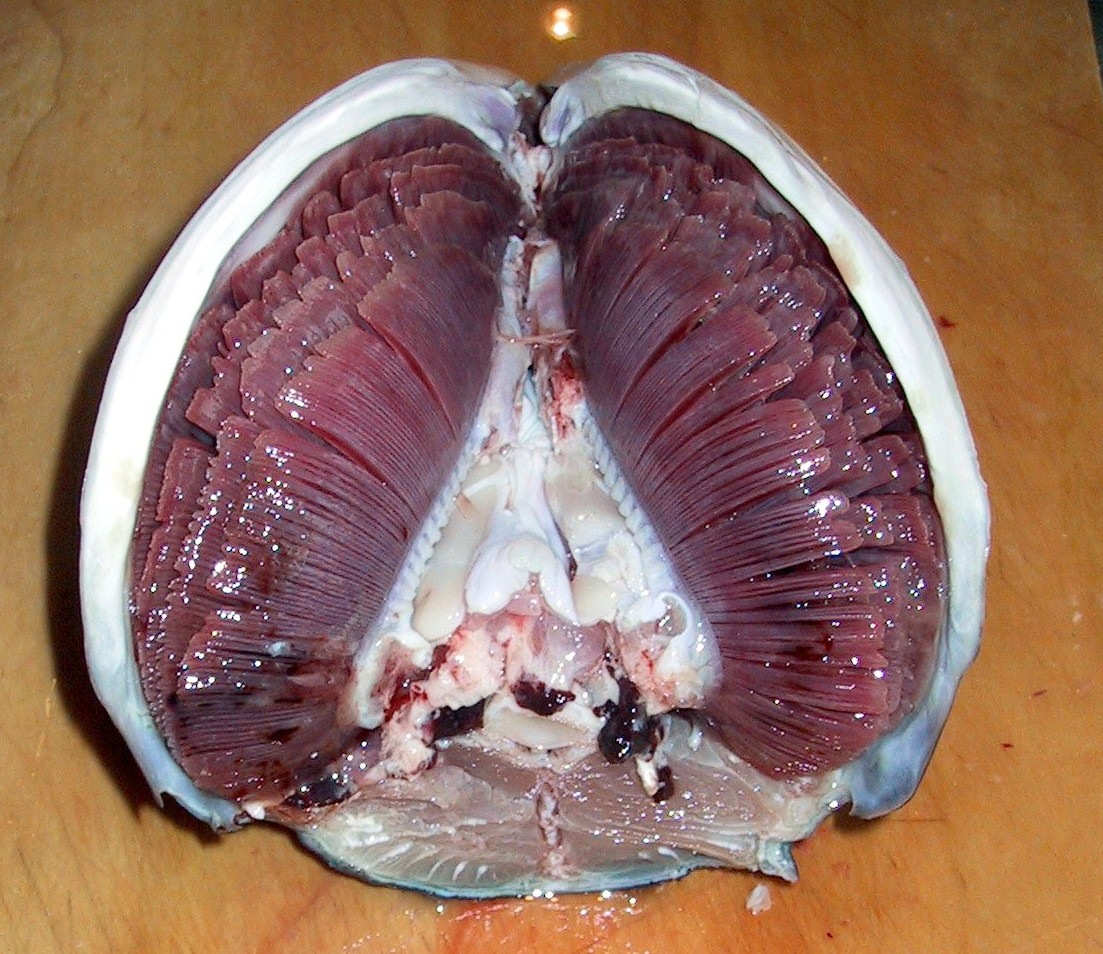
マグロのえら。体の後部から見ており、頭部は裏側にあたる

水の抵抗を受けにくい流線型である種が多い。特に、活発に泳ぎ回る種に多い。
体は頭部、胴部、尾部の3つに分けられる。
頭部に含まれるものは、眼から上あごの先端部までの吻部、えら蓋、頬部（眼から前鰓蓋骨まで）および下あごである。頭には長いヒゲやトゲを持つものもいる。鼻孔には様々な形や深さのものがあるが、多くの場合には、前鼻孔と後鼻孔とが皮下で連結したU字型の管になっており、鼻孔と口腔とは繋がらない。吻の前部にある前鼻孔から入った水は、そのまま後部にある後鼻孔から流出するようになっている。
胴部は頭部以降から肛門の位置までで、外見上は臀鰭の前までである。消化器官は全てここまでに含まれる。
尾部は肛門以降、尾びれまでである。背面の筋肉が胴部から尾部へと連続的に発達しているので、外見上は尾の区別がはっきりしない。つまり、胴部から尾部をまとめて運動に使用しているとも言える。尾部の比率は比較的高く、多くの種で3割以上、ウナギ目の魚などは7割以上が尾である。

### えら（鰓）
水中の少ない溶存酸素を利用するために、えら（鰓）という器官を発達させている。魚類の属する脊索動物門の鰓の基本構造は、口から咽頭に吸い込んだ外界水を排出する鰓裂（さいれつ）というスリット、スリット間の鰓弓（さいきゅう）という支柱、鰓弓に生じた鰓弁（さいべん）というガス交換器官から成っている。硬骨魚類では、これらの基本構造のセットが頭部の後方にある1対の鰓蓋骨（さいがいこつ、いわゆるえらぶた）で覆われていて、弓上の骨に支えられた鰓弓が4対存在する。鰓弓からは一次鰓弁が何本も伸び、さらに一次鰓弁上には表面積を拡げるための二次鰓弁が多数存在して、ガス交換に用いられる表面積を著しく拡大している。鰓弁には血管が高密度に通っており、外界（海水、淡水）と直接ガス交換を行う。そのためえらは赤く見える。えらはガス交換の他にも、塩類細胞によるイオンの排出・取り込みや窒素排泄物であるアンモニアの排泄を行っている。鰓弓を挟んで鰓弁の反対側にはしばしば鰓耙（さいは）というくし状の突起が発達し、口から吸いこんだ水や堆積物の中から食物をより分けたり漉し分けて食道へと送る機能を持っている。

### ひれ（鰭）

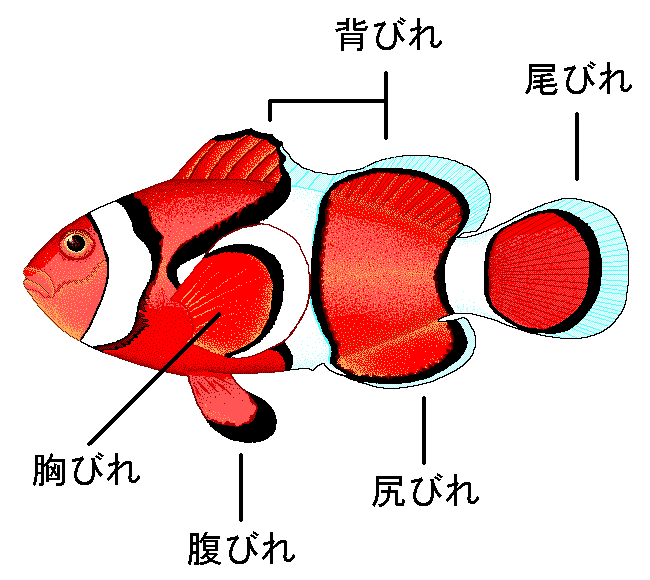
魚のひれ（カクレクマノミ）

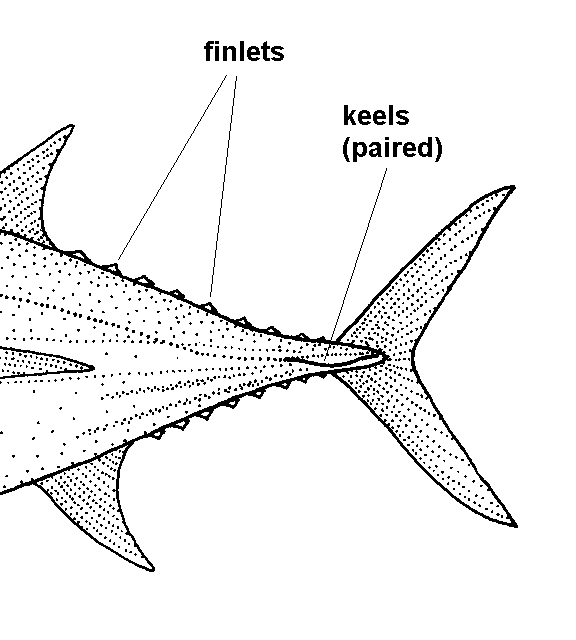
小離鰭（finlet）。アジ科やサバ科、サンマ科などの魚類にみられる

ひれ（鰭）は体から突き出した薄膜状の構造である。基部には骨格や筋肉があり、動かせる。泳いだり、海底や地上を這ったり砂に潜ったりするのに使われる。
ひれは体につく位置により次のように分類される。
- 胸鰭（きょうき・むなびれ） Pectoral fins - 頭の後方、体の側面に位置する一対のひれ。両生類以降の前肢に変化したとされる。
- 背鰭（はいき・せびれ） Dorsal fin - 背側にあるひれ。種によって数が異なり、第一背鰭・第二背鰭などと区別する。
- 腹鰭（ふっき・はらびれ） Pelvic fins (Ventral fins) - 腹側の肛門より頭側にある一対のひれ。両生類以降の後肢に変化したとされる。
- 臀鰭（でんき・しりびれ） Anal fin - 腹側の肛門より尾側にあるひれ。
- 尾鰭（びき・おびれ） Caudal fin (Tail fin) - 体の最も後方にあるひれ。
- 脂鰭（しき・あぶらびれ） Adipose fin - サケなどに見られる、背びれの後方にある1 つの小さなひれ。
- 小離鰭（しょうりき・はなれびれ） Finlets - サバやマグロなどの尾部に見られる、多数の小さなひれ。

- 頭鰭（とうき・あたまびれ）- イトマキエイ類の頭部にある1対の角のようなひれ。

胸びれと腹びれは左右1対あり、これらを対鰭（ついき）、それ以外を不対鰭（ふついき）と呼ぶ。また背びれの数は1基、2基、3基と数え、前から順に第1背鰭、第2背鰭、第3背鰭と呼ぶ。
ひれの形態は、軟骨魚類、肉鰭類、条鰭類で大きく異なる。
- サメ・エイなど軟骨魚綱では、ひれは厚い皮膚で覆われ、中は輻射軟骨で支えられる。硬骨魚類のようにあまり自由に動かすことはできず、後退などの動作ができない。サメのものは鱶鰭（ふかひれ)と呼ばれ、高級食材として名高い。
- シーラカンス・ハイギョなど肉鰭綱では、ひれの基部が筋肉で覆われる。一部の肉鰭類では、胸びれや腹びれが陸上を這う脚となり、四肢動物へと進化していったと考えられている。
- 条鰭綱ではひれは膜状の構造物であり、体の正中線、あるいはその左右に対になって張り出す。膜を支えるようにひれには多数の筋（鰭条）が入っていて、基部では骨と筋肉が接続しているのが普通である。鰭条には軟条（なんじょう）と棘条（きょくじょう）の2 種類があり、棘条には毒腺（刺毒装置 しどくそうち）を備えているものもある。

ひれが遊泳以外の目的に進化している場合もある。また進化の過程で、一部のひれが退化していることも多い。
- トビウオの仲間は、体に対して非常に大きな胸びれを持ち、空中を滑空することができる。
- ハゼやウバウオの仲間では腹びれが吸盤に変化して、岩や海藻などにくっつくのに都合が良い。
- コバンザメでは第一背鰭が吸盤に変化し、大型の魚にくっついて移動する習性を持っている。
- アンコウの仲間は、背びれが釣竿のような形状に変化（エスカ・擬餌状体）し、先端はルアーになっている。
- チョウチンアンコウの仲間はルアーの部分に発光器を備える。
- ミノカサゴやゴンズイなどは、棘条に毒腺を発達させて身を守っている。
- ホウボウは腹びれが脚のようになっており、海底を這って歩くのに適している。
- マンボウは尾びれと臀びれがつながって特殊な形態（舵鰭 かじびれ）をなしている。
- 遊泳力の強いマグロやカジキなどは2基の背びれを持ち、前方にある第1背鰭は溝に折りたたむことができる。それぞれのひれは極限まで水の抵抗を減らすように設計され、高速遊泳に特化している。

### うろこ（鱗）
うろこは1つ1つは小さな板や棘（とげ）のような形のもので、これが多数集まって体の表面を覆う。外部の衝撃から皮膚や筋肉、内臓を保護する役割を担う。種によって大きさや形は異なり、うろこを持たない種もいる。硬骨魚類のうろこには樹木の年輪に相当する模様が刻まれており、年齢を知るのに役立つ。
うろこは大きく4種類に分けられる。現存する硬骨魚類の多くは円鱗（えんりん）あるいは櫛鱗（しつりん）を持つ。ヒラメのように体の部分によって円鱗と櫛鱗を有する種類もいる。
楯鱗（じゅんりん、placoid scale）
軟骨魚類にのみ見られる。棘状のうろこで、真皮から伸びた髄の上をエナメル質、象牙質が覆う。棘は体の後方を向いているため、尾から頭に向かってなでるとざらざらする。いわゆるサメ肌である。
硬鱗（こうりん、ganoid scale）
あまり重なりあわずに体を覆っている平たいうろこ。骨質の外部をエナメル質が覆う構造になっている。チョウザメ、ガー、ポリプテルスなどの原始的な硬骨魚類に見られる。
円鱗（えんりん、cycloid scale）
年輪のある小さな楕円状のうろこ。アジ、カツオ、コバンザメ、コイなど。
櫛鱗（しつりん、ctenoid scale）
円鱗に似ているが、一端に小棘を有することで区別される。櫛鱗は小棘の違いからさらに crenate、spinoid、ctenoid の3つに分けられる。スズキ、サバ、マダイなどに見られる。

### ひょう（鰾）

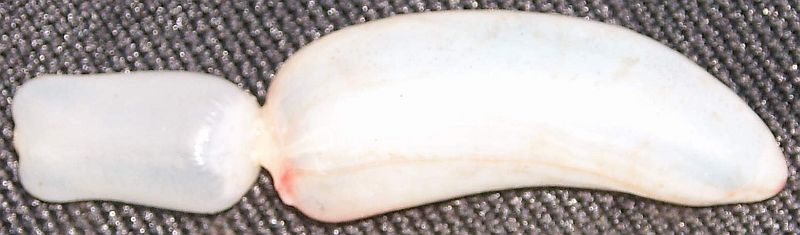
コイ科の の浮き袋。前室（左）と後室に分かれ、ウェーバー器官と連続する

鰾は主に条鰭類が持つ器官である。浮き袋とも呼ばれる。
魚類の体は海水より比重が大きく、何もしなければ沈降してしまう。そこで、簡単に浮力を得るために鰾を発達させている。鰾は伸縮性に富む風船のような器官で、ガスを溜めたり抜いたりして浮力調節を行う。
原始的な鰾は消化管から枝分かれしており、水面に口を出して空気を出し入れする開鰾（有気管鰾）である。しかし一部の種は消化管から分離した閉鰾（無気管鰾）を持ち、鰾の周囲にある奇網からガス腺と呼ばれる細胞を介してガスを取り込む。
鰾は四肢動物の肺と相同である。かつては鰾が肺に進化したと考えられていたが、現在では肺から鰾が進化したと考えられている。初期の硬骨魚類は、淡水生活の中で空気呼吸の必要から肺を発達させたが、水中生活へ適応した条鰭類では肺が鰾となった。そのため、硬骨魚類が肺を獲得する前に分岐したサメ・エイなどの軟骨魚類には鰾も肺もない。軟骨魚類では鰾の代わりに肝臓に脂質を蓄積することで浮力を得ている。条鰭類が肺を鰓に変化させる前に分岐した肉鰭類は、鰾の代わりに肺を持つ。ただし例外的に、現生シーラカンスのラティメリアは脂肪で満たされた鰾を持つ。
条鰭類でも一部の原始的な種では、鰾は肺の機能を残しており、鰓呼吸とは別に肺呼吸を行う。また、底生魚類や深海魚の中には、鰾を二次的に喪失したか非常に小さくなったものが多い。

### 目
魚類の目は哺乳類の目とは異なり、4種類の錐体細胞を持ち、紫外線領域の視覚をも持つ。このため、人の目にはオスとメスの区別がほとんどできない種でも、紫外線の反射率がオスとメスで大きな差があることから、魚自身には両者の視覚上の差は明瞭である可能性がある。

### 顎・口腔

シクリッドの頭骨。紫色が口顎、青色が咽頭顎

歯を持たないもの、細かい歯をもつもの、牙状の歯、甲殻類などをかみ砕きやすい丸い歯を面状に並べた歯など食性によって様々なタイプがある。
ウツボなどには喉の奥に咽頭顎という第二の顎を持つ。また、コイ科やサッカー科などでは、あごや口内に歯がなく喉の奥に咽頭歯を持つ。
舌も持ち、さらに舌には舌歯を持つ場合もある。

### その他
輸卵管 - 総排出腔
魚類体表粘液
魚骨
トリメチルアミン - 魚臭の主成分の一つ。
魚の年齢 - 魚の鱗や耳石に刻まれる輪紋から年齢が推測できる（耳石横断薄片法）。
魚の感覚器

## 分布と生息環境
魚類は水中生活である。分布は世界中に渡り、その環境によって異なった種が見られる。
生活している塩分環境によって、海で生活する海水魚と河川や湖沼など内陸の淡水で生活する淡水魚に大別される。しかし、海水と淡水の混じり合う河口などの汽水域で生活する汽水魚や、海水・淡水どちらでも生きられる魚もおり、海水魚と淡水魚の区別は厳密でない。また、海水魚は塩湖に生息する魚も含めて塩水魚と呼ばれることもある。
海では海岸線から外洋、深海まであらゆる所に生息する種がある。特に水深200メートル以深の深海に生息するものを深海魚という。インド洋から太平洋に多くの種があり、大西洋には種数が少ない。これは大西洋が比較的新しく生じた海であるためである（ボトルネック効果）。
陸水では湖や池、川に多くの種があり、洞窟の中だけに見られる魚や地下水に生息するものもいる。陸水は陸と海水によってそれぞれ孤立しているので、淡水魚には地域による種分化が見られることが多い。しかし、上位分類群はごく広い分布域を持つものが多い。これは魚類の進化の多くが大陸移動以前から起こってきたためである。
一部の種は生活史の中で海と河川を往復する。このような魚類は「通し回遊魚」と呼ばれる。
ほとんどの魚類は水が無い環境では生活できない。これには陸上で体を支えるしくみを持たないこと、水中でしか呼吸できないことが大きい。一部には、体の下面にあるひれで体を支えて移動したり、肺・腸・皮膚などで空気中でも呼吸できるものもあり、干潟や湿地などの陸上である程度生活できる種もある。しかしこれらの大部分も主な生活は水中であり、トビハゼのように水中より陸にいる時間が長いような種も、皮膚の乾燥には耐えられないし、生殖や仔魚・稚魚（幼魚）の生活は水中である。
乾期に干あがる河川で魚類が生息している事がある。これはほとんどの場合は、水がある時期に外から侵入してくるためである。しかし、一部の種は乾燥期を特殊な方法で乗り切る。たとえば肺魚には泥の中に繭を作ってそこにこもり、水がない季節を耐える。カダヤシ目のノソブランキウスなどは、卵が土の中で生き延び、水が入ると孵化する。しかし、節足動物のアルテミアのように完全に乾燥した状態に耐えるものはない。

## 繁殖と発生

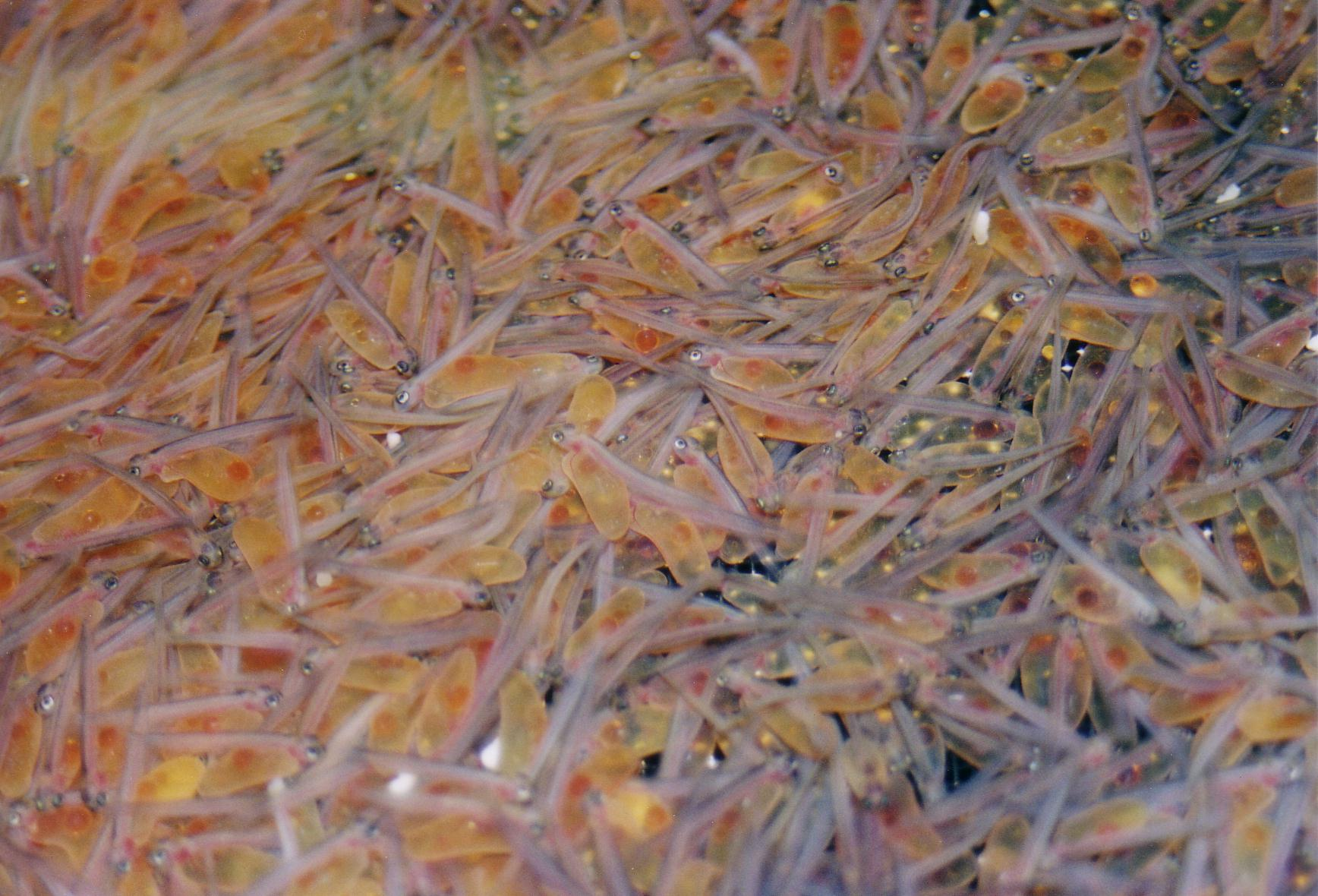
生まれたばかりの仔魚

繁殖形態は卵生および胎生（卵胎生）である。卵は卵黄（栄養分）の割合が比較的多く、卵割は盤割を行うものが多く、小さな胚が大きな卵黄にくっついたような状態で発生がすすむ。孵化した仔魚は卵黄を抱え、しばらくは卵黄の栄養分を使って成長する。サメ類、エイ類、カダヤシ、カサゴ、ウミタナゴなどの仲間には、体内で卵を孵化させて子供を産む卵胎生のものもいる。
繁殖習性も様々である。卵胎生のものは体内受精だが、大多数は体外受精を行う。その際に多数が集まって抱卵放精を行うものから、雌雄一対によるものまで様々な配偶行動が見られる。

### 変態
大部分の魚類（無顎類以外）の幼生は、すべて魚類の体制を備えて孵化する。その点では直接発生的である。しかし、種によっては成長するにつれた見かけ上の姿が大きく変わるものもある。

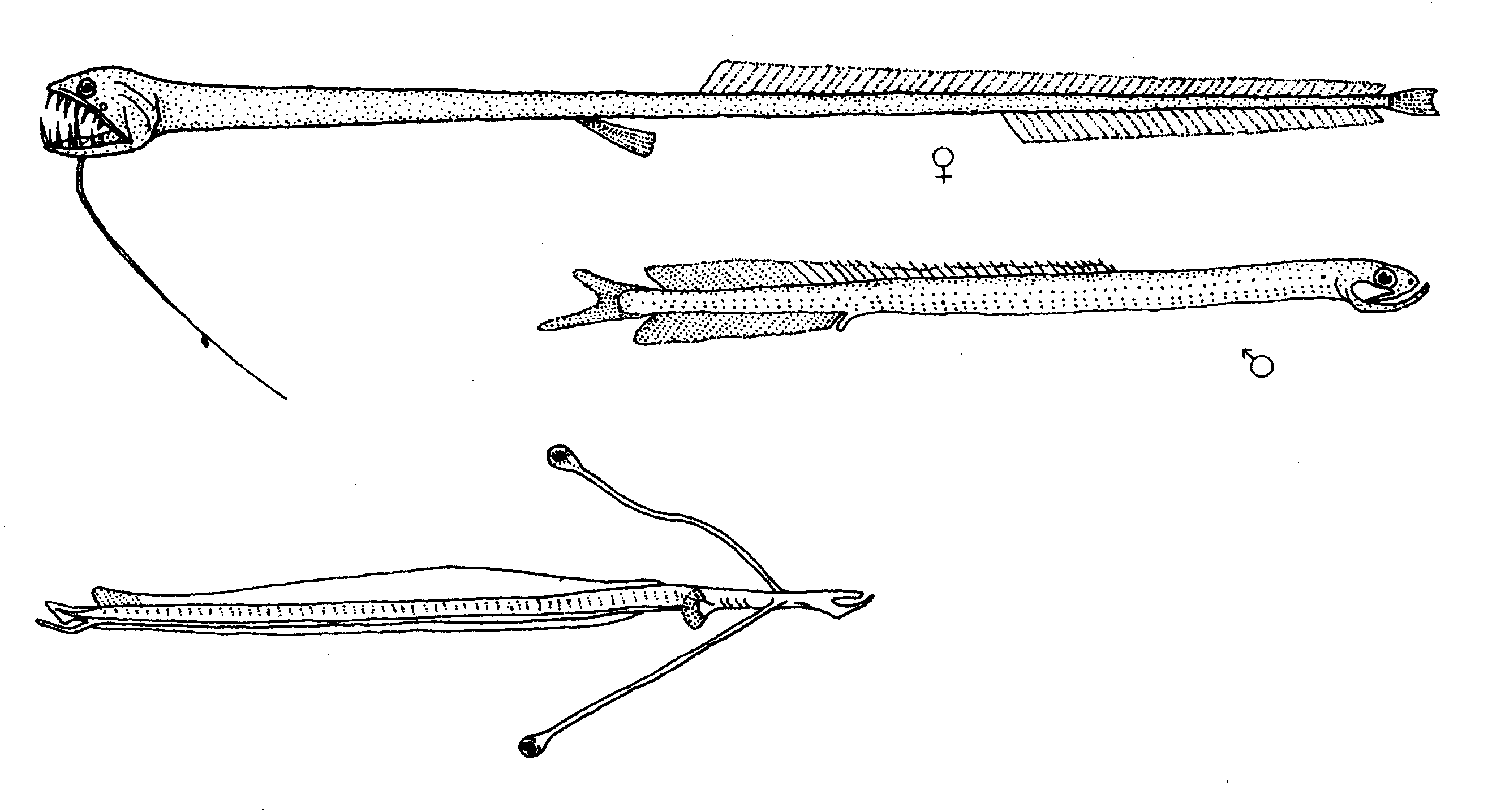
ミツマタヤリウオの仲間、一番下が仔魚

とくに真骨魚類は生まれたばかりの幼生を仔魚（しぎょ）、少し成長した幼生を稚魚（ちぎょ）といって区別する。両者の間には明確な形態的変化があり、これを変態と呼ぶ。稚魚は体の大きさこそ小さいが、成魚と同じ形質を備えている。それに対して仔魚は成魚と形態的にもかなり異なっている場合が多い。いくつかの種では「〜幼生」と名前がついているが、そういうものは、発見時に親とは別の種だと思われて付けられた名前の名残であるもの多い。ただし、全ての種が変態を行うわけではなく、仔魚・稚魚の区別がはっきりしない種もある。
- ヒラメ・カレイの仲間 - 仔魚は体の両側に眼を備え、左右対称な普通の魚と同じ姿をしている。変態を行うことで片方の眼が反対側に移動し、成魚と同じ左右非対称の体になる。ウシノシタの仲間では、片眼が顔の中を貫通して移動するものも知られている。
- ウナギの仲間 - レプトケファルス幼生 Leptocepharus。仔魚は円筒形の体ではなく、細長く側偏した柳の葉のような体型をしている。体も透明である。この幼生のタイプはウナギに限らず、カライワシ上目Elopomorpha の魚に共通のものである。
- チョウチョウウオの仲間 - トリクティス幼生 Tholichthys。幼生は頭部が大きく、まるで兜をかぶっているように見える。
- アンコウの仲間 - 仔魚は浮遊生活を送る。胸鰭が巨大になり、ひらひらとして浮きやすい。稀種のミノアンコウでは、体全体が蓑をまとったように多くの糸状構造物で覆われる。
- ミツマタヤリウオの仲間 - 仔魚の両眼は体から離れ、コードのようなものでつながっている。

仔魚期に特徴的な形態をとるのは、多くの場合は浮遊生活への適応のためである。まだ十分な遊泳力を持たないため、水平方向に泳げないばかりか、そのままでは海底に沈んでしまう。そこで体に大きな棘や糸状の構造物を生やしたり、ひれを大きくしたりして浮力を得ている。棘は捕食に対する抵抗でもある。また、外見からは分からないが、体液の代わりに比重の軽い水や油、気体を溜めて沈降を防いでいる場合もある。
無顎類であるヤツメウナギは、幼生はより単純なアンモシーテス幼生の時期を持つ。アンモシーテス幼生は両眼を欠き、砂泥の中で生活する。アンモシーテス幼生をナメクジウオに対応させる考えもある。

## 認知能力と感受性
近年の動物の苦痛の研究は、軟体動物、甲殻類、魚などのさまざまな水生動物が、苦痛を認識している可能性を示している。多くの科学者たちは魚が情感を備えると認めており、魚は不安を経験していると推測されている。例えば、アメリカの海洋生物学者のシルビア・アリス・アール博士は次のように述べている。
「魚は痛みを感じるか？それは科学者にとっては常識だ。魚には神経系があって脊椎動物としての基本的な機能を持っている。彼らは私たちが考える以上に、感じることができる。人に触覚があるように、魚には側線という器官がある。側線で水の微妙な動きを感知して、群で泳ぐことを可能にしている。『彼らは痛みを感じないから、恐怖を感じないから何をしてもいい』という人は魚のことを分かっていない。罪なき生き物への卑劣な行為を正当化したいだけ。そうでなければ魚をあんなに野蛮に扱う説明がつかない。」—映画「SEASPIRACY」
また魚は、人間同様「うつ」になるとも考えられている。自然界にはないストレス（過密、他の魚からの攻撃、人間による扱い、ワクチン接種など）にさらされた養殖のサケが、深刻なうつ状態にあることが示唆される研究や、ゼブラフィッシュにエタノールを2週間与え続けたあとでその供給をストップして強制的にうつ状態にさせたあと、抗うつ剤をゼブラフィッシュに与えるという研究では、エタノールの供給を絶たれて動きが緩慢になり底のほうに停滞するゼブラフィッシュが、抗うつ剤投与で水槽の上から下へと泳ぎ回りはじめる様子が観察されている。この研究では「うつ状態」のゼブラフィッシュは、うつの人々と同じように、食べ物、おもちゃ、探検など、ほぼすべてに興味を失う様子を見せた。
魚にとって、生活環境は重要で、小石や植物など飼育環境に工夫を施した水槽か、何もない水槽かのどちらかを選択するように提示されたゼブラフィッシュは、一貫して前者を選択する。水槽に有害な酢酸 (酢) を注入してもこの選択が持続した。
魚は痛みを感じる。情動をつかさどる大脳辺縁系にあたる部分が魚類にもあることがわかっており、ダメージや損傷があった時の魚の行動は、注意散漫になったり、損傷部分をかばったり、異物を取り除こうとしたり、食欲が低下したりする。そして、痛みを和らげるモルヒネを投与すると、注意力を取り戻し、通常の行動を取ることが可能になるといった人間が痛みを感じた時と同じ反応を示す。
認知能力については、ホンソメワケベラは鏡に映った自分の姿を観察したり、自分の体につけられた斑点を鏡をみてこすり落とそうとするなど鏡像認知し、多くの魚種が、相手の顔を識別し、親しい個体と知らない個体を区別する。タラは音で会話する。
魚類の中ではマンタ(オニイトマキエイ、ナンヨウマンタ)が最も脳化指数が高い種類の一つとされ大型の哺乳類と同等の知性を持っているとされており、脳のサイズはジンベエザメの10倍あり脳の対比は魚類の中では最大である。また、マンタは鏡像認知をした可能性が高い生物にも数えられている。また、マンタは少なくとも一種は特定の個体を識別し友情を築くことが判明した。
魚の認知能力や感受性についての世論は一致しており、 9,000 人のヨーロッパ人を対象とした 2018 年の調査では、79% が魚の福祉は他の家畜の福祉と同じくらい保護されるべきだと考えていることがわかった。また、2021年にオーストラリア、バングラデシュ、ブラジル、チリ、中国、インド、マレーシア、ナイジェリア、パキスタン、フィリピン、スーダン、タイ、英国、米国の14か国の市民を対象に行った調査では、いずれの国でも60％以上が「魚が痛みや感情を持っている」ことに同意している。
このような、魚の情感に対する認知の広がりを背景に、魚の福祉基準が策定されるなど動物福祉への取り組みが進んでいる。漁業では捕獲した魚をスラリーアイス（シャーベット状の氷）で保存することが多いが、スラリーアイスに浸けられた鯛は最大 40 分、マスの場合は 200 分、死ぬまでに時間がかかる。イギリス大手のスーパーマーケット セインズベリーが、魚の飼育密度の規定や体の切除の禁止、屠殺方法などの動物福祉基準を設けたり、スロバキアでは生きた鯉の販売はクリスマスの伝統の一部であったが、2021年以降、小売業者Kaufland、テスコ、 Billaが、2022年以降スロバキアでの生きたコイの販売を終了することを約束したりするなどの魚に配慮する動きが近年見られる。また、イタリアのモンツァ市、ボローニャ市が球形の金魚鉢での金魚の飼育を禁止し、またベルギーでも「表面積の小さい球形の金魚鉢は魚にストレスを与える」として、丸いボウルの販売禁止法案が検討中である（2022年3月時点）。

## 系統樹
2018年（平成30年）現在、魚類の系統仮説は以下の通りである。なお下表では魚類ではない四肢類を太字で表した:
| 真正板鰓亜綱 | ネズミザメ目、ガンギエイ目など |
|              | ネズミザメ目、ガンギエイ目など |
| 全頭亜綱     | ギンザメ目                     |
|              | ギンザメ目                     |

| 輻鰭下綱     | シーラカンス目                                                                                    |
|              | シーラカンス目                                                                                    |
|              | \| ハイギョ下綱 \| ハイギョ目 \| \| \| ハイギョ目 \| \| 四肢動物下綱 \| 四肢類 \| \| \| 四肢類 \| |
|              |                                                                                                   |
| ハイギョ下綱 | ハイギョ目                                                                                        |
|              | ハイギョ目                                                                                        |
| 四肢動物下綱 | 四肢類                                                                                            |
|              | 四肢類                                                                                            |

| ハイギョ下綱 | ハイギョ目 |
|              | ハイギョ目 |
| 四肢動物下綱 | 四肢類     |
|              | 四肢類     |

|  | アミア目 |
|  |          |
|  | ガー目   |
|  |          |

| アロワナ団     | アロワナ目、ヒオドン目 |
|                | アロワナ目、ヒオドン目 |
|                | \| ニシン・骨鰾団 \| ニシン目、セキトリイワシ目、ネズミギス目、コイ目、ナマズ目など \| \| \| ニシン目、セキトリイワシ目、ネズミギス目、コイ目、ナマズ目など \| \| 正真骨団 \| 原棘鰭上目、キュウリウオ上目、シャチブリ上目、円鱗上目、ハダカイワシ上目、アカマンボウ上目、側棘鰭上目、棘鰭上目 \| \| \| 原棘鰭上目、キュウリウオ上目、シャチブリ上目、円鱗上目、ハダカイワシ上目、アカマンボウ上目、側棘鰭上目、棘鰭上目 \| |
|                | |
| ニシン・骨鰾団 | ニシン目、セキトリイワシ目、ネズミギス目、コイ目、ナマズ目など |
|                | ニシン目、セキトリイワシ目、ネズミギス目、コイ目、ナマズ目など |
| 正真骨団       | 原棘鰭上目、キュウリウオ上目、シャチブリ上目、円鱗上目、ハダカイワシ上目、アカマンボウ上目、側棘鰭上目、棘鰭上目 |
|                | 原棘鰭上目、キュウリウオ上目、シャチブリ上目、円鱗上目、ハダカイワシ上目、アカマンボウ上目、側棘鰭上目、棘鰭上目 |

| ニシン・骨鰾団 | ニシン目、セキトリイワシ目、ネズミギス目、コイ目、ナマズ目など                                                   |
|                | ニシン目、セキトリイワシ目、ネズミギス目、コイ目、ナマズ目など                                                   |
| 正真骨団       | 原棘鰭上目、キュウリウオ上目、シャチブリ上目、円鱗上目、ハダカイワシ上目、アカマンボウ上目、側棘鰭上目、棘鰭上目 |
|                | 原棘鰭上目、キュウリウオ上目、シャチブリ上目、円鱗上目、ハダカイワシ上目、アカマンボウ上目、側棘鰭上目、棘鰭上目 |

| アロワナ団     | アロワナ目、ヒオドン目 |
|                | アロワナ目、ヒオドン目 |
|                | \| ニシン・骨鰾団 \| ニシン目、セキトリイワシ目、ネズミギス目、コイ目、ナマズ目など \| \| \| ニシン目、セキトリイワシ目、ネズミギス目、コイ目、ナマズ目など \| \| 正真骨団 \| 原棘鰭上目、キュウリウオ上目、シャチブリ上目、円鱗上目、ハダカイワシ上目、アカマンボウ上目、側棘鰭上目、棘鰭上目 \| \| \| 原棘鰭上目、キュウリウオ上目、シャチブリ上目、円鱗上目、ハダカイワシ上目、アカマンボウ上目、側棘鰭上目、棘鰭上目 \| |
|                | |
| ニシン・骨鰾団 | ニシン目、セキトリイワシ目、ネズミギス目、コイ目、ナマズ目など |
|                | ニシン目、セキトリイワシ目、ネズミギス目、コイ目、ナマズ目など |
| 正真骨団       | 原棘鰭上目、キュウリウオ上目、シャチブリ上目、円鱗上目、ハダカイワシ上目、アカマンボウ上目、側棘鰭上目、棘鰭上目 |
|                | 原棘鰭上目、キュウリウオ上目、シャチブリ上目、円鱗上目、ハダカイワシ上目、アカマンボウ上目、側棘鰭上目、棘鰭上目 |

| ニシン・骨鰾団 | ニシン目、セキトリイワシ目、ネズミギス目、コイ目、ナマズ目など                                                   |
|                | ニシン目、セキトリイワシ目、ネズミギス目、コイ目、ナマズ目など                                                   |
| 正真骨団       | 原棘鰭上目、キュウリウオ上目、シャチブリ上目、円鱗上目、ハダカイワシ上目、アカマンボウ上目、側棘鰭上目、棘鰭上目 |
|                | 原棘鰭上目、キュウリウオ上目、シャチブリ上目、円鱗上目、ハダカイワシ上目、アカマンボウ上目、側棘鰭上目、棘鰭上目 |

|  | アミア目 |
|  |          |
|  | ガー目   |
|  |          |

| アロワナ団     | アロワナ目、ヒオドン目 |
|                | アロワナ目、ヒオドン目 |
|                | \| ニシン・骨鰾団 \| ニシン目、セキトリイワシ目、ネズミギス目、コイ目、ナマズ目など \| \| \| ニシン目、セキトリイワシ目、ネズミギス目、コイ目、ナマズ目など \| \| 正真骨団 \| 原棘鰭上目、キュウリウオ上目、シャチブリ上目、円鱗上目、ハダカイワシ上目、アカマンボウ上目、側棘鰭上目、棘鰭上目 \| \| \| 原棘鰭上目、キュウリウオ上目、シャチブリ上目、円鱗上目、ハダカイワシ上目、アカマンボウ上目、側棘鰭上目、棘鰭上目 \| |
|                | |
| ニシン・骨鰾団 | ニシン目、セキトリイワシ目、ネズミギス目、コイ目、ナマズ目など |
|                | ニシン目、セキトリイワシ目、ネズミギス目、コイ目、ナマズ目など |
| 正真骨団       | 原棘鰭上目、キュウリウオ上目、シャチブリ上目、円鱗上目、ハダカイワシ上目、アカマンボウ上目、側棘鰭上目、棘鰭上目 |
|                | 原棘鰭上目、キュウリウオ上目、シャチブリ上目、円鱗上目、ハダカイワシ上目、アカマンボウ上目、側棘鰭上目、棘鰭上目 |

| ニシン・骨鰾団 | ニシン目、セキトリイワシ目、ネズミギス目、コイ目、ナマズ目など                                                   |
|                | ニシン目、セキトリイワシ目、ネズミギス目、コイ目、ナマズ目など                                                   |
| 正真骨団       | 原棘鰭上目、キュウリウオ上目、シャチブリ上目、円鱗上目、ハダカイワシ上目、アカマンボウ上目、側棘鰭上目、棘鰭上目 |
|                | 原棘鰭上目、キュウリウオ上目、シャチブリ上目、円鱗上目、ハダカイワシ上目、アカマンボウ上目、側棘鰭上目、棘鰭上目 |

| アロワナ団     | アロワナ目、ヒオドン目 |
|                | アロワナ目、ヒオドン目 |
|                | \| ニシン・骨鰾団 \| ニシン目、セキトリイワシ目、ネズミギス目、コイ目、ナマズ目など \| \| \| ニシン目、セキトリイワシ目、ネズミギス目、コイ目、ナマズ目など \| \| 正真骨団 \| 原棘鰭上目、キュウリウオ上目、シャチブリ上目、円鱗上目、ハダカイワシ上目、アカマンボウ上目、側棘鰭上目、棘鰭上目 \| \| \| 原棘鰭上目、キュウリウオ上目、シャチブリ上目、円鱗上目、ハダカイワシ上目、アカマンボウ上目、側棘鰭上目、棘鰭上目 \| |
|                | |
| ニシン・骨鰾団 | ニシン目、セキトリイワシ目、ネズミギス目、コイ目、ナマズ目など |
|                | ニシン目、セキトリイワシ目、ネズミギス目、コイ目、ナマズ目など |
| 正真骨団       | 原棘鰭上目、キュウリウオ上目、シャチブリ上目、円鱗上目、ハダカイワシ上目、アカマンボウ上目、側棘鰭上目、棘鰭上目 |
|                | 原棘鰭上目、キュウリウオ上目、シャチブリ上目、円鱗上目、ハダカイワシ上目、アカマンボウ上目、側棘鰭上目、棘鰭上目 |

| ニシン・骨鰾団 | ニシン目、セキトリイワシ目、ネズミギス目、コイ目、ナマズ目など                                                   |
|                | ニシン目、セキトリイワシ目、ネズミギス目、コイ目、ナマズ目など                                                   |
| 正真骨団       | 原棘鰭上目、キュウリウオ上目、シャチブリ上目、円鱗上目、ハダカイワシ上目、アカマンボウ上目、側棘鰭上目、棘鰭上目 |
|                | 原棘鰭上目、キュウリウオ上目、シャチブリ上目、円鱗上目、ハダカイワシ上目、アカマンボウ上目、側棘鰭上目、棘鰭上目 |

|  | アミア目 |
|  |          |
|  | ガー目   |
|  |          |

| アロワナ団     | アロワナ目、ヒオドン目 |
|                | アロワナ目、ヒオドン目 |
|                | \| ニシン・骨鰾団 \| ニシン目、セキトリイワシ目、ネズミギス目、コイ目、ナマズ目など \| \| \| ニシン目、セキトリイワシ目、ネズミギス目、コイ目、ナマズ目など \| \| 正真骨団 \| 原棘鰭上目、キュウリウオ上目、シャチブリ上目、円鱗上目、ハダカイワシ上目、アカマンボウ上目、側棘鰭上目、棘鰭上目 \| \| \| 原棘鰭上目、キュウリウオ上目、シャチブリ上目、円鱗上目、ハダカイワシ上目、アカマンボウ上目、側棘鰭上目、棘鰭上目 \| |
|                | |
| ニシン・骨鰾団 | ニシン目、セキトリイワシ目、ネズミギス目、コイ目、ナマズ目など |
|                | ニシン目、セキトリイワシ目、ネズミギス目、コイ目、ナマズ目など |
| 正真骨団       | 原棘鰭上目、キュウリウオ上目、シャチブリ上目、円鱗上目、ハダカイワシ上目、アカマンボウ上目、側棘鰭上目、棘鰭上目 |
|                | 原棘鰭上目、キュウリウオ上目、シャチブリ上目、円鱗上目、ハダカイワシ上目、アカマンボウ上目、側棘鰭上目、棘鰭上目 |

| ニシン・骨鰾団 | ニシン目、セキトリイワシ目、ネズミギス目、コイ目、ナマズ目など                                                   |
|                | ニシン目、セキトリイワシ目、ネズミギス目、コイ目、ナマズ目など                                                   |
| 正真骨団       | 原棘鰭上目、キュウリウオ上目、シャチブリ上目、円鱗上目、ハダカイワシ上目、アカマンボウ上目、側棘鰭上目、棘鰭上目 |
|                | 原棘鰭上目、キュウリウオ上目、シャチブリ上目、円鱗上目、ハダカイワシ上目、アカマンボウ上目、側棘鰭上目、棘鰭上目 |

| アロワナ団     | アロワナ目、ヒオドン目 |
|                | アロワナ目、ヒオドン目 |
|                | \| ニシン・骨鰾団 \| ニシン目、セキトリイワシ目、ネズミギス目、コイ目、ナマズ目など \| \| \| ニシン目、セキトリイワシ目、ネズミギス目、コイ目、ナマズ目など \| \| 正真骨団 \| 原棘鰭上目、キュウリウオ上目、シャチブリ上目、円鱗上目、ハダカイワシ上目、アカマンボウ上目、側棘鰭上目、棘鰭上目 \| \| \| 原棘鰭上目、キュウリウオ上目、シャチブリ上目、円鱗上目、ハダカイワシ上目、アカマンボウ上目、側棘鰭上目、棘鰭上目 \| |
|                | |
| ニシン・骨鰾団 | ニシン目、セキトリイワシ目、ネズミギス目、コイ目、ナマズ目など |
|                | ニシン目、セキトリイワシ目、ネズミギス目、コイ目、ナマズ目など |
| 正真骨団       | 原棘鰭上目、キュウリウオ上目、シャチブリ上目、円鱗上目、ハダカイワシ上目、アカマンボウ上目、側棘鰭上目、棘鰭上目 |
|                | 原棘鰭上目、キュウリウオ上目、シャチブリ上目、円鱗上目、ハダカイワシ上目、アカマンボウ上目、側棘鰭上目、棘鰭上目 |

| ニシン・骨鰾団 | ニシン目、セキトリイワシ目、ネズミギス目、コイ目、ナマズ目など                                                   |
|                | ニシン目、セキトリイワシ目、ネズミギス目、コイ目、ナマズ目など                                                   |
| 正真骨団       | 原棘鰭上目、キュウリウオ上目、シャチブリ上目、円鱗上目、ハダカイワシ上目、アカマンボウ上目、側棘鰭上目、棘鰭上目 |
|                | 原棘鰭上目、キュウリウオ上目、シャチブリ上目、円鱗上目、ハダカイワシ上目、アカマンボウ上目、側棘鰭上目、棘鰭上目 |

|  | アミア目 |
|  |          |
|  | ガー目   |
|  |          |

| アロワナ団     | アロワナ目、ヒオドン目 |
|                | アロワナ目、ヒオドン目 |
|                | \| ニシン・骨鰾団 \| ニシン目、セキトリイワシ目、ネズミギス目、コイ目、ナマズ目など \| \| \| ニシン目、セキトリイワシ目、ネズミギス目、コイ目、ナマズ目など \| \| 正真骨団 \| 原棘鰭上目、キュウリウオ上目、シャチブリ上目、円鱗上目、ハダカイワシ上目、アカマンボウ上目、側棘鰭上目、棘鰭上目 \| \| \| 原棘鰭上目、キュウリウオ上目、シャチブリ上目、円鱗上目、ハダカイワシ上目、アカマンボウ上目、側棘鰭上目、棘鰭上目 \| |
|                | |
| ニシン・骨鰾団 | ニシン目、セキトリイワシ目、ネズミギス目、コイ目、ナマズ目など |
|                | ニシン目、セキトリイワシ目、ネズミギス目、コイ目、ナマズ目など |
| 正真骨団       | 原棘鰭上目、キュウリウオ上目、シャチブリ上目、円鱗上目、ハダカイワシ上目、アカマンボウ上目、側棘鰭上目、棘鰭上目 |
|                | 原棘鰭上目、キュウリウオ上目、シャチブリ上目、円鱗上目、ハダカイワシ上目、アカマンボウ上目、側棘鰭上目、棘鰭上目 |

| ニシン・骨鰾団 | ニシン目、セキトリイワシ目、ネズミギス目、コイ目、ナマズ目など                                                   |
|                | ニシン目、セキトリイワシ目、ネズミギス目、コイ目、ナマズ目など                                                   |
| 正真骨団       | 原棘鰭上目、キュウリウオ上目、シャチブリ上目、円鱗上目、ハダカイワシ上目、アカマンボウ上目、側棘鰭上目、棘鰭上目 |
|                | 原棘鰭上目、キュウリウオ上目、シャチブリ上目、円鱗上目、ハダカイワシ上目、アカマンボウ上目、側棘鰭上目、棘鰭上目 |

| アロワナ団     | アロワナ目、ヒオドン目 |
|                | アロワナ目、ヒオドン目 |
|                | \| ニシン・骨鰾団 \| ニシン目、セキトリイワシ目、ネズミギス目、コイ目、ナマズ目など \| \| \| ニシン目、セキトリイワシ目、ネズミギス目、コイ目、ナマズ目など \| \| 正真骨団 \| 原棘鰭上目、キュウリウオ上目、シャチブリ上目、円鱗上目、ハダカイワシ上目、アカマンボウ上目、側棘鰭上目、棘鰭上目 \| \| \| 原棘鰭上目、キュウリウオ上目、シャチブリ上目、円鱗上目、ハダカイワシ上目、アカマンボウ上目、側棘鰭上目、棘鰭上目 \| |
|                | |
| ニシン・骨鰾団 | ニシン目、セキトリイワシ目、ネズミギス目、コイ目、ナマズ目など |
|                | ニシン目、セキトリイワシ目、ネズミギス目、コイ目、ナマズ目など |
| 正真骨団       | 原棘鰭上目、キュウリウオ上目、シャチブリ上目、円鱗上目、ハダカイワシ上目、アカマンボウ上目、側棘鰭上目、棘鰭上目 |
|                | 原棘鰭上目、キュウリウオ上目、シャチブリ上目、円鱗上目、ハダカイワシ上目、アカマンボウ上目、側棘鰭上目、棘鰭上目 |

| ニシン・骨鰾団 | ニシン目、セキトリイワシ目、ネズミギス目、コイ目、ナマズ目など                                                   |
|                | ニシン目、セキトリイワシ目、ネズミギス目、コイ目、ナマズ目など                                                   |
| 正真骨団       | 原棘鰭上目、キュウリウオ上目、シャチブリ上目、円鱗上目、ハダカイワシ上目、アカマンボウ上目、側棘鰭上目、棘鰭上目 |
|                | 原棘鰭上目、キュウリウオ上目、シャチブリ上目、円鱗上目、ハダカイワシ上目、アカマンボウ上目、側棘鰭上目、棘鰭上目 |

|  | アミア目 |
|  |          |
|  | ガー目   |
|  |          |

| アロワナ団     | アロワナ目、ヒオドン目 |
|                | アロワナ目、ヒオドン目 |
|                | \| ニシン・骨鰾団 \| ニシン目、セキトリイワシ目、ネズミギス目、コイ目、ナマズ目など \| \| \| ニシン目、セキトリイワシ目、ネズミギス目、コイ目、ナマズ目など \| \| 正真骨団 \| 原棘鰭上目、キュウリウオ上目、シャチブリ上目、円鱗上目、ハダカイワシ上目、アカマンボウ上目、側棘鰭上目、棘鰭上目 \| \| \| 原棘鰭上目、キュウリウオ上目、シャチブリ上目、円鱗上目、ハダカイワシ上目、アカマンボウ上目、側棘鰭上目、棘鰭上目 \| |
|                | |
| ニシン・骨鰾団 | ニシン目、セキトリイワシ目、ネズミギス目、コイ目、ナマズ目など |
|                | ニシン目、セキトリイワシ目、ネズミギス目、コイ目、ナマズ目など |
| 正真骨団       | 原棘鰭上目、キュウリウオ上目、シャチブリ上目、円鱗上目、ハダカイワシ上目、アカマンボウ上目、側棘鰭上目、棘鰭上目 |
|                | 原棘鰭上目、キュウリウオ上目、シャチブリ上目、円鱗上目、ハダカイワシ上目、アカマンボウ上目、側棘鰭上目、棘鰭上目 |

| ニシン・骨鰾団 | ニシン目、セキトリイワシ目、ネズミギス目、コイ目、ナマズ目など                                                   |
|                | ニシン目、セキトリイワシ目、ネズミギス目、コイ目、ナマズ目など                                                   |
| 正真骨団       | 原棘鰭上目、キュウリウオ上目、シャチブリ上目、円鱗上目、ハダカイワシ上目、アカマンボウ上目、側棘鰭上目、棘鰭上目 |
|                | 原棘鰭上目、キュウリウオ上目、シャチブリ上目、円鱗上目、ハダカイワシ上目、アカマンボウ上目、側棘鰭上目、棘鰭上目 |

| アロワナ団     | アロワナ目、ヒオドン目 |
|                | アロワナ目、ヒオドン目 |
|                | \| ニシン・骨鰾団 \| ニシン目、セキトリイワシ目、ネズミギス目、コイ目、ナマズ目など \| \| \| ニシン目、セキトリイワシ目、ネズミギス目、コイ目、ナマズ目など \| \| 正真骨団 \| 原棘鰭上目、キュウリウオ上目、シャチブリ上目、円鱗上目、ハダカイワシ上目、アカマンボウ上目、側棘鰭上目、棘鰭上目 \| \| \| 原棘鰭上目、キュウリウオ上目、シャチブリ上目、円鱗上目、ハダカイワシ上目、アカマンボウ上目、側棘鰭上目、棘鰭上目 \| |
|                | |
| ニシン・骨鰾団 | ニシン目、セキトリイワシ目、ネズミギス目、コイ目、ナマズ目など |
|                | ニシン目、セキトリイワシ目、ネズミギス目、コイ目、ナマズ目など |
| 正真骨団       | 原棘鰭上目、キュウリウオ上目、シャチブリ上目、円鱗上目、ハダカイワシ上目、アカマンボウ上目、側棘鰭上目、棘鰭上目 |
|                | 原棘鰭上目、キュウリウオ上目、シャチブリ上目、円鱗上目、ハダカイワシ上目、アカマンボウ上目、側棘鰭上目、棘鰭上目 |

| ニシン・骨鰾団 | ニシン目、セキトリイワシ目、ネズミギス目、コイ目、ナマズ目など                                                   |
|                | ニシン目、セキトリイワシ目、ネズミギス目、コイ目、ナマズ目など                                                   |
| 正真骨団       | 原棘鰭上目、キュウリウオ上目、シャチブリ上目、円鱗上目、ハダカイワシ上目、アカマンボウ上目、側棘鰭上目、棘鰭上目 |
|                | 原棘鰭上目、キュウリウオ上目、シャチブリ上目、円鱗上目、ハダカイワシ上目、アカマンボウ上目、側棘鰭上目、棘鰭上目 |

|  | アミア目 |
|  |          |
|  | ガー目   |
|  |          |

| アロワナ団     | アロワナ目、ヒオドン目 |
|                | アロワナ目、ヒオドン目 |
|                | \| ニシン・骨鰾団 \| ニシン目、セキトリイワシ目、ネズミギス目、コイ目、ナマズ目など \| \| \| ニシン目、セキトリイワシ目、ネズミギス目、コイ目、ナマズ目など \| \| 正真骨団 \| 原棘鰭上目、キュウリウオ上目、シャチブリ上目、円鱗上目、ハダカイワシ上目、アカマンボウ上目、側棘鰭上目、棘鰭上目 \| \| \| 原棘鰭上目、キュウリウオ上目、シャチブリ上目、円鱗上目、ハダカイワシ上目、アカマンボウ上目、側棘鰭上目、棘鰭上目 \| |
|                | |
| ニシン・骨鰾団 | ニシン目、セキトリイワシ目、ネズミギス目、コイ目、ナマズ目など |
|                | ニシン目、セキトリイワシ目、ネズミギス目、コイ目、ナマズ目など |
| 正真骨団       | 原棘鰭上目、キュウリウオ上目、シャチブリ上目、円鱗上目、ハダカイワシ上目、アカマンボウ上目、側棘鰭上目、棘鰭上目 |
|                | 原棘鰭上目、キュウリウオ上目、シャチブリ上目、円鱗上目、ハダカイワシ上目、アカマンボウ上目、側棘鰭上目、棘鰭上目 |

| ニシン・骨鰾団 | ニシン目、セキトリイワシ目、ネズミギス目、コイ目、ナマズ目など                                                   |
|                | ニシン目、セキトリイワシ目、ネズミギス目、コイ目、ナマズ目など                                                   |
| 正真骨団       | 原棘鰭上目、キュウリウオ上目、シャチブリ上目、円鱗上目、ハダカイワシ上目、アカマンボウ上目、側棘鰭上目、棘鰭上目 |
|                | 原棘鰭上目、キュウリウオ上目、シャチブリ上目、円鱗上目、ハダカイワシ上目、アカマンボウ上目、側棘鰭上目、棘鰭上目 |

| アロワナ団     | アロワナ目、ヒオドン目 |
|                | アロワナ目、ヒオドン目 |
|                | \| ニシン・骨鰾団 \| ニシン目、セキトリイワシ目、ネズミギス目、コイ目、ナマズ目など \| \| \| ニシン目、セキトリイワシ目、ネズミギス目、コイ目、ナマズ目など \| \| 正真骨団 \| 原棘鰭上目、キュウリウオ上目、シャチブリ上目、円鱗上目、ハダカイワシ上目、アカマンボウ上目、側棘鰭上目、棘鰭上目 \| \| \| 原棘鰭上目、キュウリウオ上目、シャチブリ上目、円鱗上目、ハダカイワシ上目、アカマンボウ上目、側棘鰭上目、棘鰭上目 \| |
|                | |
| ニシン・骨鰾団 | ニシン目、セキトリイワシ目、ネズミギス目、コイ目、ナマズ目など |
|                | ニシン目、セキトリイワシ目、ネズミギス目、コイ目、ナマズ目など |
| 正真骨団       | 原棘鰭上目、キュウリウオ上目、シャチブリ上目、円鱗上目、ハダカイワシ上目、アカマンボウ上目、側棘鰭上目、棘鰭上目 |
|                | 原棘鰭上目、キュウリウオ上目、シャチブリ上目、円鱗上目、ハダカイワシ上目、アカマンボウ上目、側棘鰭上目、棘鰭上目 |

| ニシン・骨鰾団 | ニシン目、セキトリイワシ目、ネズミギス目、コイ目、ナマズ目など                                                   |
|                | ニシン目、セキトリイワシ目、ネズミギス目、コイ目、ナマズ目など                                                   |
| 正真骨団       | 原棘鰭上目、キュウリウオ上目、シャチブリ上目、円鱗上目、ハダカイワシ上目、アカマンボウ上目、側棘鰭上目、棘鰭上目 |
|                | 原棘鰭上目、キュウリウオ上目、シャチブリ上目、円鱗上目、ハダカイワシ上目、アカマンボウ上目、側棘鰭上目、棘鰭上目 |

|  | アミア目 |
|  |          |
|  | ガー目   |
|  |          |

| アロワナ団     | アロワナ目、ヒオドン目 |
|                | アロワナ目、ヒオドン目 |
|                | \| ニシン・骨鰾団 \| ニシン目、セキトリイワシ目、ネズミギス目、コイ目、ナマズ目など \| \| \| ニシン目、セキトリイワシ目、ネズミギス目、コイ目、ナマズ目など \| \| 正真骨団 \| 原棘鰭上目、キュウリウオ上目、シャチブリ上目、円鱗上目、ハダカイワシ上目、アカマンボウ上目、側棘鰭上目、棘鰭上目 \| \| \| 原棘鰭上目、キュウリウオ上目、シャチブリ上目、円鱗上目、ハダカイワシ上目、アカマンボウ上目、側棘鰭上目、棘鰭上目 \| |
|                | |
| ニシン・骨鰾団 | ニシン目、セキトリイワシ目、ネズミギス目、コイ目、ナマズ目など |
|                | ニシン目、セキトリイワシ目、ネズミギス目、コイ目、ナマズ目など |
| 正真骨団       | 原棘鰭上目、キュウリウオ上目、シャチブリ上目、円鱗上目、ハダカイワシ上目、アカマンボウ上目、側棘鰭上目、棘鰭上目 |
|                | 原棘鰭上目、キュウリウオ上目、シャチブリ上目、円鱗上目、ハダカイワシ上目、アカマンボウ上目、側棘鰭上目、棘鰭上目 |

| ニシン・骨鰾団 | ニシン目、セキトリイワシ目、ネズミギス目、コイ目、ナマズ目など                                                   |
|                | ニシン目、セキトリイワシ目、ネズミギス目、コイ目、ナマズ目など                                                   |
| 正真骨団       | 原棘鰭上目、キュウリウオ上目、シャチブリ上目、円鱗上目、ハダカイワシ上目、アカマンボウ上目、側棘鰭上目、棘鰭上目 |
|                | 原棘鰭上目、キュウリウオ上目、シャチブリ上目、円鱗上目、ハダカイワシ上目、アカマンボウ上目、側棘鰭上目、棘鰭上目 |

| アロワナ団     | アロワナ目、ヒオドン目 |
|                | アロワナ目、ヒオドン目 |
|                | \| ニシン・骨鰾団 \| ニシン目、セキトリイワシ目、ネズミギス目、コイ目、ナマズ目など \| \| \| ニシン目、セキトリイワシ目、ネズミギス目、コイ目、ナマズ目など \| \| 正真骨団 \| 原棘鰭上目、キュウリウオ上目、シャチブリ上目、円鱗上目、ハダカイワシ上目、アカマンボウ上目、側棘鰭上目、棘鰭上目 \| \| \| 原棘鰭上目、キュウリウオ上目、シャチブリ上目、円鱗上目、ハダカイワシ上目、アカマンボウ上目、側棘鰭上目、棘鰭上目 \| |
|                | |
| ニシン・骨鰾団 | ニシン目、セキトリイワシ目、ネズミギス目、コイ目、ナマズ目など |
|                | ニシン目、セキトリイワシ目、ネズミギス目、コイ目、ナマズ目など |
| 正真骨団       | 原棘鰭上目、キュウリウオ上目、シャチブリ上目、円鱗上目、ハダカイワシ上目、アカマンボウ上目、側棘鰭上目、棘鰭上目 |
|                | 原棘鰭上目、キュウリウオ上目、シャチブリ上目、円鱗上目、ハダカイワシ上目、アカマンボウ上目、側棘鰭上目、棘鰭上目 |

| ニシン・骨鰾団 | ニシン目、セキトリイワシ目、ネズミギス目、コイ目、ナマズ目など                                                   |
|                | ニシン目、セキトリイワシ目、ネズミギス目、コイ目、ナマズ目など                                                   |
| 正真骨団       | 原棘鰭上目、キュウリウオ上目、シャチブリ上目、円鱗上目、ハダカイワシ上目、アカマンボウ上目、側棘鰭上目、棘鰭上目 |
|                | 原棘鰭上目、キュウリウオ上目、シャチブリ上目、円鱗上目、ハダカイワシ上目、アカマンボウ上目、側棘鰭上目、棘鰭上目 |

|  | アミア目 |
|  |          |
|  | ガー目   |
|  |          |

| アロワナ団     | アロワナ目、ヒオドン目 |
|                | アロワナ目、ヒオドン目 |
|                | \| ニシン・骨鰾団 \| ニシン目、セキトリイワシ目、ネズミギス目、コイ目、ナマズ目など \| \| \| ニシン目、セキトリイワシ目、ネズミギス目、コイ目、ナマズ目など \| \| 正真骨団 \| 原棘鰭上目、キュウリウオ上目、シャチブリ上目、円鱗上目、ハダカイワシ上目、アカマンボウ上目、側棘鰭上目、棘鰭上目 \| \| \| 原棘鰭上目、キュウリウオ上目、シャチブリ上目、円鱗上目、ハダカイワシ上目、アカマンボウ上目、側棘鰭上目、棘鰭上目 \| |
|                | |
| ニシン・骨鰾団 | ニシン目、セキトリイワシ目、ネズミギス目、コイ目、ナマズ目など |
|                | ニシン目、セキトリイワシ目、ネズミギス目、コイ目、ナマズ目など |
| 正真骨団       | 原棘鰭上目、キュウリウオ上目、シャチブリ上目、円鱗上目、ハダカイワシ上目、アカマンボウ上目、側棘鰭上目、棘鰭上目 |
|                | 原棘鰭上目、キュウリウオ上目、シャチブリ上目、円鱗上目、ハダカイワシ上目、アカマンボウ上目、側棘鰭上目、棘鰭上目 |

| ニシン・骨鰾団 | ニシン目、セキトリイワシ目、ネズミギス目、コイ目、ナマズ目など                                                   |
|                | ニシン目、セキトリイワシ目、ネズミギス目、コイ目、ナマズ目など                                                   |
| 正真骨団       | 原棘鰭上目、キュウリウオ上目、シャチブリ上目、円鱗上目、ハダカイワシ上目、アカマンボウ上目、側棘鰭上目、棘鰭上目 |
|                | 原棘鰭上目、キュウリウオ上目、シャチブリ上目、円鱗上目、ハダカイワシ上目、アカマンボウ上目、側棘鰭上目、棘鰭上目 |

| アロワナ団     | アロワナ目、ヒオドン目 |
|                | アロワナ目、ヒオドン目 |
|                | \| ニシン・骨鰾団 \| ニシン目、セキトリイワシ目、ネズミギス目、コイ目、ナマズ目など \| \| \| ニシン目、セキトリイワシ目、ネズミギス目、コイ目、ナマズ目など \| \| 正真骨団 \| 原棘鰭上目、キュウリウオ上目、シャチブリ上目、円鱗上目、ハダカイワシ上目、アカマンボウ上目、側棘鰭上目、棘鰭上目 \| \| \| 原棘鰭上目、キュウリウオ上目、シャチブリ上目、円鱗上目、ハダカイワシ上目、アカマンボウ上目、側棘鰭上目、棘鰭上目 \| |
|                | |
| ニシン・骨鰾団 | ニシン目、セキトリイワシ目、ネズミギス目、コイ目、ナマズ目など |
|                | ニシン目、セキトリイワシ目、ネズミギス目、コイ目、ナマズ目など |
| 正真骨団       | 原棘鰭上目、キュウリウオ上目、シャチブリ上目、円鱗上目、ハダカイワシ上目、アカマンボウ上目、側棘鰭上目、棘鰭上目 |
|                | 原棘鰭上目、キュウリウオ上目、シャチブリ上目、円鱗上目、ハダカイワシ上目、アカマンボウ上目、側棘鰭上目、棘鰭上目 |

| ニシン・骨鰾団 | ニシン目、セキトリイワシ目、ネズミギス目、コイ目、ナマズ目など                                                   |
|                | ニシン目、セキトリイワシ目、ネズミギス目、コイ目、ナマズ目など                                                   |
| 正真骨団       | 原棘鰭上目、キュウリウオ上目、シャチブリ上目、円鱗上目、ハダカイワシ上目、アカマンボウ上目、側棘鰭上目、棘鰭上目 |
|                | 原棘鰭上目、キュウリウオ上目、シャチブリ上目、円鱗上目、ハダカイワシ上目、アカマンボウ上目、側棘鰭上目、棘鰭上目 |

| 輻鰭下綱     | シーラカンス目                                                                                    |
|              | シーラカンス目                                                                                    |
|              | \| ハイギョ下綱 \| ハイギョ目 \| \| \| ハイギョ目 \| \| 四肢動物下綱 \| 四肢類 \| \| \| 四肢類 \| |
|              |                                                                                                   |
| ハイギョ下綱 | ハイギョ目                                                                                        |
|              | ハイギョ目                                                                                        |
| 四肢動物下綱 | 四肢類                                                                                            |
|              | 四肢類                                                                                            |

| ハイギョ下綱 | ハイギョ目 |
|              | ハイギョ目 |
| 四肢動物下綱 | 四肢類     |
|              | 四肢類     |

|  | アミア目 |
|  |          |
|  | ガー目   |
|  |          |

| アロワナ団     | アロワナ目、ヒオドン目 |
|                | アロワナ目、ヒオドン目 |
|                | \| ニシン・骨鰾団 \| ニシン目、セキトリイワシ目、ネズミギス目、コイ目、ナマズ目など \| \| \| ニシン目、セキトリイワシ目、ネズミギス目、コイ目、ナマズ目など \| \| 正真骨団 \| 原棘鰭上目、キュウリウオ上目、シャチブリ上目、円鱗上目、ハダカイワシ上目、アカマンボウ上目、側棘鰭上目、棘鰭上目 \| \| \| 原棘鰭上目、キュウリウオ上目、シャチブリ上目、円鱗上目、ハダカイワシ上目、アカマンボウ上目、側棘鰭上目、棘鰭上目 \| |
|                | |
| ニシン・骨鰾団 | ニシン目、セキトリイワシ目、ネズミギス目、コイ目、ナマズ目など |
|                | ニシン目、セキトリイワシ目、ネズミギス目、コイ目、ナマズ目など |
| 正真骨団       | 原棘鰭上目、キュウリウオ上目、シャチブリ上目、円鱗上目、ハダカイワシ上目、アカマンボウ上目、側棘鰭上目、棘鰭上目 |
|                | 原棘鰭上目、キュウリウオ上目、シャチブリ上目、円鱗上目、ハダカイワシ上目、アカマンボウ上目、側棘鰭上目、棘鰭上目 |

| ニシン・骨鰾団 | ニシン目、セキトリイワシ目、ネズミギス目、コイ目、ナマズ目など                                                   |
|                | ニシン目、セキトリイワシ目、ネズミギス目、コイ目、ナマズ目など                                                   |
| 正真骨団       | 原棘鰭上目、キュウリウオ上目、シャチブリ上目、円鱗上目、ハダカイワシ上目、アカマンボウ上目、側棘鰭上目、棘鰭上目 |
|                | 原棘鰭上目、キュウリウオ上目、シャチブリ上目、円鱗上目、ハダカイワシ上目、アカマンボウ上目、側棘鰭上目、棘鰭上目 |

| アロワナ団     | アロワナ目、ヒオドン目 |
|                | アロワナ目、ヒオドン目 |
|                | \| ニシン・骨鰾団 \| ニシン目、セキトリイワシ目、ネズミギス目、コイ目、ナマズ目など \| \| \| ニシン目、セキトリイワシ目、ネズミギス目、コイ目、ナマズ目など \| \| 正真骨団 \| 原棘鰭上目、キュウリウオ上目、シャチブリ上目、円鱗上目、ハダカイワシ上目、アカマンボウ上目、側棘鰭上目、棘鰭上目 \| \| \| 原棘鰭上目、キュウリウオ上目、シャチブリ上目、円鱗上目、ハダカイワシ上目、アカマンボウ上目、側棘鰭上目、棘鰭上目 \| |
|                | |
| ニシン・骨鰾団 | ニシン目、セキトリイワシ目、ネズミギス目、コイ目、ナマズ目など |
|                | ニシン目、セキトリイワシ目、ネズミギス目、コイ目、ナマズ目など |
| 正真骨団       | 原棘鰭上目、キュウリウオ上目、シャチブリ上目、円鱗上目、ハダカイワシ上目、アカマンボウ上目、側棘鰭上目、棘鰭上目 |
|                | 原棘鰭上目、キュウリウオ上目、シャチブリ上目、円鱗上目、ハダカイワシ上目、アカマンボウ上目、側棘鰭上目、棘鰭上目 |

| ニシン・骨鰾団 | ニシン目、セキトリイワシ目、ネズミギス目、コイ目、ナマズ目など                                                   |
|                | ニシン目、セキトリイワシ目、ネズミギス目、コイ目、ナマズ目など                                                   |
| 正真骨団       | 原棘鰭上目、キュウリウオ上目、シャチブリ上目、円鱗上目、ハダカイワシ上目、アカマンボウ上目、側棘鰭上目、棘鰭上目 |
|                | 原棘鰭上目、キュウリウオ上目、シャチブリ上目、円鱗上目、ハダカイワシ上目、アカマンボウ上目、側棘鰭上目、棘鰭上目 |

|  | アミア目 |
|  |          |
|  | ガー目   |
|  |          |

| アロワナ団     | アロワナ目、ヒオドン目 |
|                | アロワナ目、ヒオドン目 |
|                | \| ニシン・骨鰾団 \| ニシン目、セキトリイワシ目、ネズミギス目、コイ目、ナマズ目など \| \| \| ニシン目、セキトリイワシ目、ネズミギス目、コイ目、ナマズ目など \| \| 正真骨団 \| 原棘鰭上目、キュウリウオ上目、シャチブリ上目、円鱗上目、ハダカイワシ上目、アカマンボウ上目、側棘鰭上目、棘鰭上目 \| \| \| 原棘鰭上目、キュウリウオ上目、シャチブリ上目、円鱗上目、ハダカイワシ上目、アカマンボウ上目、側棘鰭上目、棘鰭上目 \| |
|                | |
| ニシン・骨鰾団 | ニシン目、セキトリイワシ目、ネズミギス目、コイ目、ナマズ目など |
|                | ニシン目、セキトリイワシ目、ネズミギス目、コイ目、ナマズ目など |
| 正真骨団       | 原棘鰭上目、キュウリウオ上目、シャチブリ上目、円鱗上目、ハダカイワシ上目、アカマンボウ上目、側棘鰭上目、棘鰭上目 |
|                | 原棘鰭上目、キュウリウオ上目、シャチブリ上目、円鱗上目、ハダカイワシ上目、アカマンボウ上目、側棘鰭上目、棘鰭上目 |

| ニシン・骨鰾団 | ニシン目、セキトリイワシ目、ネズミギス目、コイ目、ナマズ目など                                                   |
|                | ニシン目、セキトリイワシ目、ネズミギス目、コイ目、ナマズ目など                                                   |
| 正真骨団       | 原棘鰭上目、キュウリウオ上目、シャチブリ上目、円鱗上目、ハダカイワシ上目、アカマンボウ上目、側棘鰭上目、棘鰭上目 |
|                | 原棘鰭上目、キュウリウオ上目、シャチブリ上目、円鱗上目、ハダカイワシ上目、アカマンボウ上目、側棘鰭上目、棘鰭上目 |

| アロワナ団     | アロワナ目、ヒオドン目 |
|                | アロワナ目、ヒオドン目 |
|                | \| ニシン・骨鰾団 \| ニシン目、セキトリイワシ目、ネズミギス目、コイ目、ナマズ目など \| \| \| ニシン目、セキトリイワシ目、ネズミギス目、コイ目、ナマズ目など \| \| 正真骨団 \| 原棘鰭上目、キュウリウオ上目、シャチブリ上目、円鱗上目、ハダカイワシ上目、アカマンボウ上目、側棘鰭上目、棘鰭上目 \| \| \| 原棘鰭上目、キュウリウオ上目、シャチブリ上目、円鱗上目、ハダカイワシ上目、アカマンボウ上目、側棘鰭上目、棘鰭上目 \| |
|                | |
| ニシン・骨鰾団 | ニシン目、セキトリイワシ目、ネズミギス目、コイ目、ナマズ目など |
|                | ニシン目、セキトリイワシ目、ネズミギス目、コイ目、ナマズ目など |
| 正真骨団       | 原棘鰭上目、キュウリウオ上目、シャチブリ上目、円鱗上目、ハダカイワシ上目、アカマンボウ上目、側棘鰭上目、棘鰭上目 |
|                | 原棘鰭上目、キュウリウオ上目、シャチブリ上目、円鱗上目、ハダカイワシ上目、アカマンボウ上目、側棘鰭上目、棘鰭上目 |

| ニシン・骨鰾団 | ニシン目、セキトリイワシ目、ネズミギス目、コイ目、ナマズ目など                                                   |
|                | ニシン目、セキトリイワシ目、ネズミギス目、コイ目、ナマズ目など                                                   |
| 正真骨団       | 原棘鰭上目、キュウリウオ上目、シャチブリ上目、円鱗上目、ハダカイワシ上目、アカマンボウ上目、側棘鰭上目、棘鰭上目 |
|                | 原棘鰭上目、キュウリウオ上目、シャチブリ上目、円鱗上目、ハダカイワシ上目、アカマンボウ上目、側棘鰭上目、棘鰭上目 |

|  | アミア目 |
|  |          |
|  | ガー目   |
|  |          |

| アロワナ団     | アロワナ目、ヒオドン目 |
|                | アロワナ目、ヒオドン目 |
|                | \| ニシン・骨鰾団 \| ニシン目、セキトリイワシ目、ネズミギス目、コイ目、ナマズ目など \| \| \| ニシン目、セキトリイワシ目、ネズミギス目、コイ目、ナマズ目など \| \| 正真骨団 \| 原棘鰭上目、キュウリウオ上目、シャチブリ上目、円鱗上目、ハダカイワシ上目、アカマンボウ上目、側棘鰭上目、棘鰭上目 \| \| \| 原棘鰭上目、キュウリウオ上目、シャチブリ上目、円鱗上目、ハダカイワシ上目、アカマンボウ上目、側棘鰭上目、棘鰭上目 \| |
|                | |
| ニシン・骨鰾団 | ニシン目、セキトリイワシ目、ネズミギス目、コイ目、ナマズ目など |
|                | ニシン目、セキトリイワシ目、ネズミギス目、コイ目、ナマズ目など |
| 正真骨団       | 原棘鰭上目、キュウリウオ上目、シャチブリ上目、円鱗上目、ハダカイワシ上目、アカマンボウ上目、側棘鰭上目、棘鰭上目 |
|                | 原棘鰭上目、キュウリウオ上目、シャチブリ上目、円鱗上目、ハダカイワシ上目、アカマンボウ上目、側棘鰭上目、棘鰭上目 |

| ニシン・骨鰾団 | ニシン目、セキトリイワシ目、ネズミギス目、コイ目、ナマズ目など                                                   |
|                | ニシン目、セキトリイワシ目、ネズミギス目、コイ目、ナマズ目など                                                   |
| 正真骨団       | 原棘鰭上目、キュウリウオ上目、シャチブリ上目、円鱗上目、ハダカイワシ上目、アカマンボウ上目、側棘鰭上目、棘鰭上目 |
|                | 原棘鰭上目、キュウリウオ上目、シャチブリ上目、円鱗上目、ハダカイワシ上目、アカマンボウ上目、側棘鰭上目、棘鰭上目 |

| アロワナ団     | アロワナ目、ヒオドン目 |
|                | アロワナ目、ヒオドン目 |
|                | \| ニシン・骨鰾団 \| ニシン目、セキトリイワシ目、ネズミギス目、コイ目、ナマズ目など \| \| \| ニシン目、セキトリイワシ目、ネズミギス目、コイ目、ナマズ目など \| \| 正真骨団 \| 原棘鰭上目、キュウリウオ上目、シャチブリ上目、円鱗上目、ハダカイワシ上目、アカマンボウ上目、側棘鰭上目、棘鰭上目 \| \| \| 原棘鰭上目、キュウリウオ上目、シャチブリ上目、円鱗上目、ハダカイワシ上目、アカマンボウ上目、側棘鰭上目、棘鰭上目 \| |
|                | |
| ニシン・骨鰾団 | ニシン目、セキトリイワシ目、ネズミギス目、コイ目、ナマズ目など |
|                | ニシン目、セキトリイワシ目、ネズミギス目、コイ目、ナマズ目など |
| 正真骨団       | 原棘鰭上目、キュウリウオ上目、シャチブリ上目、円鱗上目、ハダカイワシ上目、アカマンボウ上目、側棘鰭上目、棘鰭上目 |
|                | 原棘鰭上目、キュウリウオ上目、シャチブリ上目、円鱗上目、ハダカイワシ上目、アカマンボウ上目、側棘鰭上目、棘鰭上目 |

| ニシン・骨鰾団 | ニシン目、セキトリイワシ目、ネズミギス目、コイ目、ナマズ目など                                                   |
|                | ニシン目、セキトリイワシ目、ネズミギス目、コイ目、ナマズ目など                                                   |
| 正真骨団       | 原棘鰭上目、キュウリウオ上目、シャチブリ上目、円鱗上目、ハダカイワシ上目、アカマンボウ上目、側棘鰭上目、棘鰭上目 |
|                | 原棘鰭上目、キュウリウオ上目、シャチブリ上目、円鱗上目、ハダカイワシ上目、アカマンボウ上目、側棘鰭上目、棘鰭上目 |

|  | アミア目 |
|  |          |
|  | ガー目   |
|  |          |

| アロワナ団     | アロワナ目、ヒオドン目 |
|                | アロワナ目、ヒオドン目 |
|                | \| ニシン・骨鰾団 \| ニシン目、セキトリイワシ目、ネズミギス目、コイ目、ナマズ目など \| \| \| ニシン目、セキトリイワシ目、ネズミギス目、コイ目、ナマズ目など \| \| 正真骨団 \| 原棘鰭上目、キュウリウオ上目、シャチブリ上目、円鱗上目、ハダカイワシ上目、アカマンボウ上目、側棘鰭上目、棘鰭上目 \| \| \| 原棘鰭上目、キュウリウオ上目、シャチブリ上目、円鱗上目、ハダカイワシ上目、アカマンボウ上目、側棘鰭上目、棘鰭上目 \| |
|                | |
| ニシン・骨鰾団 | ニシン目、セキトリイワシ目、ネズミギス目、コイ目、ナマズ目など |
|                | ニシン目、セキトリイワシ目、ネズミギス目、コイ目、ナマズ目など |
| 正真骨団       | 原棘鰭上目、キュウリウオ上目、シャチブリ上目、円鱗上目、ハダカイワシ上目、アカマンボウ上目、側棘鰭上目、棘鰭上目 |
|                | 原棘鰭上目、キュウリウオ上目、シャチブリ上目、円鱗上目、ハダカイワシ上目、アカマンボウ上目、側棘鰭上目、棘鰭上目 |

| ニシン・骨鰾団 | ニシン目、セキトリイワシ目、ネズミギス目、コイ目、ナマズ目など                                                   |
|                | ニシン目、セキトリイワシ目、ネズミギス目、コイ目、ナマズ目など                                                   |
| 正真骨団       | 原棘鰭上目、キュウリウオ上目、シャチブリ上目、円鱗上目、ハダカイワシ上目、アカマンボウ上目、側棘鰭上目、棘鰭上目 |
|                | 原棘鰭上目、キュウリウオ上目、シャチブリ上目、円鱗上目、ハダカイワシ上目、アカマンボウ上目、側棘鰭上目、棘鰭上目 |

| アロワナ団     | アロワナ目、ヒオドン目 |
|                | アロワナ目、ヒオドン目 |
|                | \| ニシン・骨鰾団 \| ニシン目、セキトリイワシ目、ネズミギス目、コイ目、ナマズ目など \| \| \| ニシン目、セキトリイワシ目、ネズミギス目、コイ目、ナマズ目など \| \| 正真骨団 \| 原棘鰭上目、キュウリウオ上目、シャチブリ上目、円鱗上目、ハダカイワシ上目、アカマンボウ上目、側棘鰭上目、棘鰭上目 \| \| \| 原棘鰭上目、キュウリウオ上目、シャチブリ上目、円鱗上目、ハダカイワシ上目、アカマンボウ上目、側棘鰭上目、棘鰭上目 \| |
|                | |
| ニシン・骨鰾団 | ニシン目、セキトリイワシ目、ネズミギス目、コイ目、ナマズ目など |
|                | ニシン目、セキトリイワシ目、ネズミギス目、コイ目、ナマズ目など |
| 正真骨団       | 原棘鰭上目、キュウリウオ上目、シャチブリ上目、円鱗上目、ハダカイワシ上目、アカマンボウ上目、側棘鰭上目、棘鰭上目 |
|                | 原棘鰭上目、キュウリウオ上目、シャチブリ上目、円鱗上目、ハダカイワシ上目、アカマンボウ上目、側棘鰭上目、棘鰭上目 |

| ニシン・骨鰾団 | ニシン目、セキトリイワシ目、ネズミギス目、コイ目、ナマズ目など                                                   |
|                | ニシン目、セキトリイワシ目、ネズミギス目、コイ目、ナマズ目など                                                   |
| 正真骨団       | 原棘鰭上目、キュウリウオ上目、シャチブリ上目、円鱗上目、ハダカイワシ上目、アカマンボウ上目、側棘鰭上目、棘鰭上目 |
|                | 原棘鰭上目、キュウリウオ上目、シャチブリ上目、円鱗上目、ハダカイワシ上目、アカマンボウ上目、側棘鰭上目、棘鰭上目 |

|  | アミア目 |
|  |          |
|  | ガー目   |
|  |          |

| アロワナ団     | アロワナ目、ヒオドン目 |
|                | アロワナ目、ヒオドン目 |
|                | \| ニシン・骨鰾団 \| ニシン目、セキトリイワシ目、ネズミギス目、コイ目、ナマズ目など \| \| \| ニシン目、セキトリイワシ目、ネズミギス目、コイ目、ナマズ目など \| \| 正真骨団 \| 原棘鰭上目、キュウリウオ上目、シャチブリ上目、円鱗上目、ハダカイワシ上目、アカマンボウ上目、側棘鰭上目、棘鰭上目 \| \| \| 原棘鰭上目、キュウリウオ上目、シャチブリ上目、円鱗上目、ハダカイワシ上目、アカマンボウ上目、側棘鰭上目、棘鰭上目 \| |
|                | |
| ニシン・骨鰾団 | ニシン目、セキトリイワシ目、ネズミギス目、コイ目、ナマズ目など |
|                | ニシン目、セキトリイワシ目、ネズミギス目、コイ目、ナマズ目など |
| 正真骨団       | 原棘鰭上目、キュウリウオ上目、シャチブリ上目、円鱗上目、ハダカイワシ上目、アカマンボウ上目、側棘鰭上目、棘鰭上目 |
|                | 原棘鰭上目、キュウリウオ上目、シャチブリ上目、円鱗上目、ハダカイワシ上目、アカマンボウ上目、側棘鰭上目、棘鰭上目 |

| ニシン・骨鰾団 | ニシン目、セキトリイワシ目、ネズミギス目、コイ目、ナマズ目など                                                   |
|                | ニシン目、セキトリイワシ目、ネズミギス目、コイ目、ナマズ目など                                                   |
| 正真骨団       | 原棘鰭上目、キュウリウオ上目、シャチブリ上目、円鱗上目、ハダカイワシ上目、アカマンボウ上目、側棘鰭上目、棘鰭上目 |
|                | 原棘鰭上目、キュウリウオ上目、シャチブリ上目、円鱗上目、ハダカイワシ上目、アカマンボウ上目、側棘鰭上目、棘鰭上目 |

| アロワナ団     | アロワナ目、ヒオドン目 |
|                | アロワナ目、ヒオドン目 |
|                | \| ニシン・骨鰾団 \| ニシン目、セキトリイワシ目、ネズミギス目、コイ目、ナマズ目など \| \| \| ニシン目、セキトリイワシ目、ネズミギス目、コイ目、ナマズ目など \| \| 正真骨団 \| 原棘鰭上目、キュウリウオ上目、シャチブリ上目、円鱗上目、ハダカイワシ上目、アカマンボウ上目、側棘鰭上目、棘鰭上目 \| \| \| 原棘鰭上目、キュウリウオ上目、シャチブリ上目、円鱗上目、ハダカイワシ上目、アカマンボウ上目、側棘鰭上目、棘鰭上目 \| |
|                | |
| ニシン・骨鰾団 | ニシン目、セキトリイワシ目、ネズミギス目、コイ目、ナマズ目など |
|                | ニシン目、セキトリイワシ目、ネズミギス目、コイ目、ナマズ目など |
| 正真骨団       | 原棘鰭上目、キュウリウオ上目、シャチブリ上目、円鱗上目、ハダカイワシ上目、アカマンボウ上目、側棘鰭上目、棘鰭上目 |
|                | 原棘鰭上目、キュウリウオ上目、シャチブリ上目、円鱗上目、ハダカイワシ上目、アカマンボウ上目、側棘鰭上目、棘鰭上目 |

| ニシン・骨鰾団 | ニシン目、セキトリイワシ目、ネズミギス目、コイ目、ナマズ目など                                                   |
|                | ニシン目、セキトリイワシ目、ネズミギス目、コイ目、ナマズ目など                                                   |
| 正真骨団       | 原棘鰭上目、キュウリウオ上目、シャチブリ上目、円鱗上目、ハダカイワシ上目、アカマンボウ上目、側棘鰭上目、棘鰭上目 |
|                | 原棘鰭上目、キュウリウオ上目、シャチブリ上目、円鱗上目、ハダカイワシ上目、アカマンボウ上目、側棘鰭上目、棘鰭上目 |

|  | アミア目 |
|  |          |
|  | ガー目   |
|  |          |

| アロワナ団     | アロワナ目、ヒオドン目 |
|                | アロワナ目、ヒオドン目 |
|                | \| ニシン・骨鰾団 \| ニシン目、セキトリイワシ目、ネズミギス目、コイ目、ナマズ目など \| \| \| ニシン目、セキトリイワシ目、ネズミギス目、コイ目、ナマズ目など \| \| 正真骨団 \| 原棘鰭上目、キュウリウオ上目、シャチブリ上目、円鱗上目、ハダカイワシ上目、アカマンボウ上目、側棘鰭上目、棘鰭上目 \| \| \| 原棘鰭上目、キュウリウオ上目、シャチブリ上目、円鱗上目、ハダカイワシ上目、アカマンボウ上目、側棘鰭上目、棘鰭上目 \| |
|                | |
| ニシン・骨鰾団 | ニシン目、セキトリイワシ目、ネズミギス目、コイ目、ナマズ目など |
|                | ニシン目、セキトリイワシ目、ネズミギス目、コイ目、ナマズ目など |
| 正真骨団       | 原棘鰭上目、キュウリウオ上目、シャチブリ上目、円鱗上目、ハダカイワシ上目、アカマンボウ上目、側棘鰭上目、棘鰭上目 |
|                | 原棘鰭上目、キュウリウオ上目、シャチブリ上目、円鱗上目、ハダカイワシ上目、アカマンボウ上目、側棘鰭上目、棘鰭上目 |

| ニシン・骨鰾団 | ニシン目、セキトリイワシ目、ネズミギス目、コイ目、ナマズ目など                                                   |
|                | ニシン目、セキトリイワシ目、ネズミギス目、コイ目、ナマズ目など                                                   |
| 正真骨団       | 原棘鰭上目、キュウリウオ上目、シャチブリ上目、円鱗上目、ハダカイワシ上目、アカマンボウ上目、側棘鰭上目、棘鰭上目 |
|                | 原棘鰭上目、キュウリウオ上目、シャチブリ上目、円鱗上目、ハダカイワシ上目、アカマンボウ上目、側棘鰭上目、棘鰭上目 |

| アロワナ団     | アロワナ目、ヒオドン目 |
|                | アロワナ目、ヒオドン目 |
|                | \| ニシン・骨鰾団 \| ニシン目、セキトリイワシ目、ネズミギス目、コイ目、ナマズ目など \| \| \| ニシン目、セキトリイワシ目、ネズミギス目、コイ目、ナマズ目など \| \| 正真骨団 \| 原棘鰭上目、キュウリウオ上目、シャチブリ上目、円鱗上目、ハダカイワシ上目、アカマンボウ上目、側棘鰭上目、棘鰭上目 \| \| \| 原棘鰭上目、キュウリウオ上目、シャチブリ上目、円鱗上目、ハダカイワシ上目、アカマンボウ上目、側棘鰭上目、棘鰭上目 \| |
|                | |
| ニシン・骨鰾団 | ニシン目、セキトリイワシ目、ネズミギス目、コイ目、ナマズ目など |
|                | ニシン目、セキトリイワシ目、ネズミギス目、コイ目、ナマズ目など |
| 正真骨団       | 原棘鰭上目、キュウリウオ上目、シャチブリ上目、円鱗上目、ハダカイワシ上目、アカマンボウ上目、側棘鰭上目、棘鰭上目 |
|                | 原棘鰭上目、キュウリウオ上目、シャチブリ上目、円鱗上目、ハダカイワシ上目、アカマンボウ上目、側棘鰭上目、棘鰭上目 |

| ニシン・骨鰾団 | ニシン目、セキトリイワシ目、ネズミギス目、コイ目、ナマズ目など                                                   |
|                | ニシン目、セキトリイワシ目、ネズミギス目、コイ目、ナマズ目など                                                   |
| 正真骨団       | 原棘鰭上目、キュウリウオ上目、シャチブリ上目、円鱗上目、ハダカイワシ上目、アカマンボウ上目、側棘鰭上目、棘鰭上目 |
|                | 原棘鰭上目、キュウリウオ上目、シャチブリ上目、円鱗上目、ハダカイワシ上目、アカマンボウ上目、側棘鰭上目、棘鰭上目 |

|  | アミア目 |
|  |          |
|  | ガー目   |
|  |          |

| アロワナ団     | アロワナ目、ヒオドン目 |
|                | アロワナ目、ヒオドン目 |
|                | \| ニシン・骨鰾団 \| ニシン目、セキトリイワシ目、ネズミギス目、コイ目、ナマズ目など \| \| \| ニシン目、セキトリイワシ目、ネズミギス目、コイ目、ナマズ目など \| \| 正真骨団 \| 原棘鰭上目、キュウリウオ上目、シャチブリ上目、円鱗上目、ハダカイワシ上目、アカマンボウ上目、側棘鰭上目、棘鰭上目 \| \| \| 原棘鰭上目、キュウリウオ上目、シャチブリ上目、円鱗上目、ハダカイワシ上目、アカマンボウ上目、側棘鰭上目、棘鰭上目 \| |
|                | |
| ニシン・骨鰾団 | ニシン目、セキトリイワシ目、ネズミギス目、コイ目、ナマズ目など |
|                | ニシン目、セキトリイワシ目、ネズミギス目、コイ目、ナマズ目など |
| 正真骨団       | 原棘鰭上目、キュウリウオ上目、シャチブリ上目、円鱗上目、ハダカイワシ上目、アカマンボウ上目、側棘鰭上目、棘鰭上目 |
|                | 原棘鰭上目、キュウリウオ上目、シャチブリ上目、円鱗上目、ハダカイワシ上目、アカマンボウ上目、側棘鰭上目、棘鰭上目 |

| ニシン・骨鰾団 | ニシン目、セキトリイワシ目、ネズミギス目、コイ目、ナマズ目など                                                   |
|                | ニシン目、セキトリイワシ目、ネズミギス目、コイ目、ナマズ目など                                                   |
| 正真骨団       | 原棘鰭上目、キュウリウオ上目、シャチブリ上目、円鱗上目、ハダカイワシ上目、アカマンボウ上目、側棘鰭上目、棘鰭上目 |
|                | 原棘鰭上目、キュウリウオ上目、シャチブリ上目、円鱗上目、ハダカイワシ上目、アカマンボウ上目、側棘鰭上目、棘鰭上目 |

| アロワナ団     | アロワナ目、ヒオドン目 |
|                | アロワナ目、ヒオドン目 |
|                | \| ニシン・骨鰾団 \| ニシン目、セキトリイワシ目、ネズミギス目、コイ目、ナマズ目など \| \| \| ニシン目、セキトリイワシ目、ネズミギス目、コイ目、ナマズ目など \| \| 正真骨団 \| 原棘鰭上目、キュウリウオ上目、シャチブリ上目、円鱗上目、ハダカイワシ上目、アカマンボウ上目、側棘鰭上目、棘鰭上目 \| \| \| 原棘鰭上目、キュウリウオ上目、シャチブリ上目、円鱗上目、ハダカイワシ上目、アカマンボウ上目、側棘鰭上目、棘鰭上目 \| |
|                | |
| ニシン・骨鰾団 | ニシン目、セキトリイワシ目、ネズミギス目、コイ目、ナマズ目など |
|                | ニシン目、セキトリイワシ目、ネズミギス目、コイ目、ナマズ目など |
| 正真骨団       | 原棘鰭上目、キュウリウオ上目、シャチブリ上目、円鱗上目、ハダカイワシ上目、アカマンボウ上目、側棘鰭上目、棘鰭上目 |
|                | 原棘鰭上目、キュウリウオ上目、シャチブリ上目、円鱗上目、ハダカイワシ上目、アカマンボウ上目、側棘鰭上目、棘鰭上目 |

| ニシン・骨鰾団 | ニシン目、セキトリイワシ目、ネズミギス目、コイ目、ナマズ目など                                                   |
|                | ニシン目、セキトリイワシ目、ネズミギス目、コイ目、ナマズ目など                                                   |
| 正真骨団       | 原棘鰭上目、キュウリウオ上目、シャチブリ上目、円鱗上目、ハダカイワシ上目、アカマンボウ上目、側棘鰭上目、棘鰭上目 |
|                | 原棘鰭上目、キュウリウオ上目、シャチブリ上目、円鱗上目、ハダカイワシ上目、アカマンボウ上目、側棘鰭上目、棘鰭上目 |

|  | アミア目 |
|  |          |
|  | ガー目   |
|  |          |

| アロワナ団     | アロワナ目、ヒオドン目 |
|                | アロワナ目、ヒオドン目 |
|                | \| ニシン・骨鰾団 \| ニシン目、セキトリイワシ目、ネズミギス目、コイ目、ナマズ目など \| \| \| ニシン目、セキトリイワシ目、ネズミギス目、コイ目、ナマズ目など \| \| 正真骨団 \| 原棘鰭上目、キュウリウオ上目、シャチブリ上目、円鱗上目、ハダカイワシ上目、アカマンボウ上目、側棘鰭上目、棘鰭上目 \| \| \| 原棘鰭上目、キュウリウオ上目、シャチブリ上目、円鱗上目、ハダカイワシ上目、アカマンボウ上目、側棘鰭上目、棘鰭上目 \| |
|                | |
| ニシン・骨鰾団 | ニシン目、セキトリイワシ目、ネズミギス目、コイ目、ナマズ目など |
|                | ニシン目、セキトリイワシ目、ネズミギス目、コイ目、ナマズ目など |
| 正真骨団       | 原棘鰭上目、キュウリウオ上目、シャチブリ上目、円鱗上目、ハダカイワシ上目、アカマンボウ上目、側棘鰭上目、棘鰭上目 |
|                | 原棘鰭上目、キュウリウオ上目、シャチブリ上目、円鱗上目、ハダカイワシ上目、アカマンボウ上目、側棘鰭上目、棘鰭上目 |

| ニシン・骨鰾団 | ニシン目、セキトリイワシ目、ネズミギス目、コイ目、ナマズ目など                                                   |
|                | ニシン目、セキトリイワシ目、ネズミギス目、コイ目、ナマズ目など                                                   |
| 正真骨団       | 原棘鰭上目、キュウリウオ上目、シャチブリ上目、円鱗上目、ハダカイワシ上目、アカマンボウ上目、側棘鰭上目、棘鰭上目 |
|                | 原棘鰭上目、キュウリウオ上目、シャチブリ上目、円鱗上目、ハダカイワシ上目、アカマンボウ上目、側棘鰭上目、棘鰭上目 |

| アロワナ団     | アロワナ目、ヒオドン目 |
|                | アロワナ目、ヒオドン目 |
|                | \| ニシン・骨鰾団 \| ニシン目、セキトリイワシ目、ネズミギス目、コイ目、ナマズ目など \| \| \| ニシン目、セキトリイワシ目、ネズミギス目、コイ目、ナマズ目など \| \| 正真骨団 \| 原棘鰭上目、キュウリウオ上目、シャチブリ上目、円鱗上目、ハダカイワシ上目、アカマンボウ上目、側棘鰭上目、棘鰭上目 \| \| \| 原棘鰭上目、キュウリウオ上目、シャチブリ上目、円鱗上目、ハダカイワシ上目、アカマンボウ上目、側棘鰭上目、棘鰭上目 \| |
|                | |
| ニシン・骨鰾団 | ニシン目、セキトリイワシ目、ネズミギス目、コイ目、ナマズ目など |
|                | ニシン目、セキトリイワシ目、ネズミギス目、コイ目、ナマズ目など |
| 正真骨団       | 原棘鰭上目、キュウリウオ上目、シャチブリ上目、円鱗上目、ハダカイワシ上目、アカマンボウ上目、側棘鰭上目、棘鰭上目 |
|                | 原棘鰭上目、キュウリウオ上目、シャチブリ上目、円鱗上目、ハダカイワシ上目、アカマンボウ上目、側棘鰭上目、棘鰭上目 |

| ニシン・骨鰾団 | ニシン目、セキトリイワシ目、ネズミギス目、コイ目、ナマズ目など                                                   |
|                | ニシン目、セキトリイワシ目、ネズミギス目、コイ目、ナマズ目など                                                   |
| 正真骨団       | 原棘鰭上目、キュウリウオ上目、シャチブリ上目、円鱗上目、ハダカイワシ上目、アカマンボウ上目、側棘鰭上目、棘鰭上目 |
|                | 原棘鰭上目、キュウリウオ上目、シャチブリ上目、円鱗上目、ハダカイワシ上目、アカマンボウ上目、側棘鰭上目、棘鰭上目 |

| 真正板鰓亜綱 | ネズミザメ目、ガンギエイ目など |
|              | ネズミザメ目、ガンギエイ目など |
| 全頭亜綱     | ギンザメ目                     |
|              | ギンザメ目                     |

| 輻鰭下綱     | シーラカンス目                                                                                    |
|              | シーラカンス目                                                                                    |
|              | \| ハイギョ下綱 \| ハイギョ目 \| \| \| ハイギョ目 \| \| 四肢動物下綱 \| 四肢類 \| \| \| 四肢類 \| |
|              |                                                                                                   |
| ハイギョ下綱 | ハイギョ目                                                                                        |
|              | ハイギョ目                                                                                        |
| 四肢動物下綱 | 四肢類                                                                                            |
|              | 四肢類                                                                                            |

| ハイギョ下綱 | ハイギョ目 |
|              | ハイギョ目 |
| 四肢動物下綱 | 四肢類     |
|              | 四肢類     |

|  | アミア目 |
|  |          |
|  | ガー目   |
|  |          |

| アロワナ団     | アロワナ目、ヒオドン目 |
|                | アロワナ目、ヒオドン目 |
|                | \| ニシン・骨鰾団 \| ニシン目、セキトリイワシ目、ネズミギス目、コイ目、ナマズ目など \| \| \| ニシン目、セキトリイワシ目、ネズミギス目、コイ目、ナマズ目など \| \| 正真骨団 \| 原棘鰭上目、キュウリウオ上目、シャチブリ上目、円鱗上目、ハダカイワシ上目、アカマンボウ上目、側棘鰭上目、棘鰭上目 \| \| \| 原棘鰭上目、キュウリウオ上目、シャチブリ上目、円鱗上目、ハダカイワシ上目、アカマンボウ上目、側棘鰭上目、棘鰭上目 \| |
|                | |
| ニシン・骨鰾団 | ニシン目、セキトリイワシ目、ネズミギス目、コイ目、ナマズ目など |
|                | ニシン目、セキトリイワシ目、ネズミギス目、コイ目、ナマズ目など |
| 正真骨団       | 原棘鰭上目、キュウリウオ上目、シャチブリ上目、円鱗上目、ハダカイワシ上目、アカマンボウ上目、側棘鰭上目、棘鰭上目 |
|                | 原棘鰭上目、キュウリウオ上目、シャチブリ上目、円鱗上目、ハダカイワシ上目、アカマンボウ上目、側棘鰭上目、棘鰭上目 |

| ニシン・骨鰾団 | ニシン目、セキトリイワシ目、ネズミギス目、コイ目、ナマズ目など                                                   |
|                | ニシン目、セキトリイワシ目、ネズミギス目、コイ目、ナマズ目など                                                   |
| 正真骨団       | 原棘鰭上目、キュウリウオ上目、シャチブリ上目、円鱗上目、ハダカイワシ上目、アカマンボウ上目、側棘鰭上目、棘鰭上目 |
|                | 原棘鰭上目、キュウリウオ上目、シャチブリ上目、円鱗上目、ハダカイワシ上目、アカマンボウ上目、側棘鰭上目、棘鰭上目 |

| アロワナ団     | アロワナ目、ヒオドン目 |
|                | アロワナ目、ヒオドン目 |
|                | \| ニシン・骨鰾団 \| ニシン目、セキトリイワシ目、ネズミギス目、コイ目、ナマズ目など \| \| \| ニシン目、セキトリイワシ目、ネズミギス目、コイ目、ナマズ目など \| \| 正真骨団 \| 原棘鰭上目、キュウリウオ上目、シャチブリ上目、円鱗上目、ハダカイワシ上目、アカマンボウ上目、側棘鰭上目、棘鰭上目 \| \| \| 原棘鰭上目、キュウリウオ上目、シャチブリ上目、円鱗上目、ハダカイワシ上目、アカマンボウ上目、側棘鰭上目、棘鰭上目 \| |
|                | |
| ニシン・骨鰾団 | ニシン目、セキトリイワシ目、ネズミギス目、コイ目、ナマズ目など |
|                | ニシン目、セキトリイワシ目、ネズミギス目、コイ目、ナマズ目など |
| 正真骨団       | 原棘鰭上目、キュウリウオ上目、シャチブリ上目、円鱗上目、ハダカイワシ上目、アカマンボウ上目、側棘鰭上目、棘鰭上目 |
|                | 原棘鰭上目、キュウリウオ上目、シャチブリ上目、円鱗上目、ハダカイワシ上目、アカマンボウ上目、側棘鰭上目、棘鰭上目 |

| ニシン・骨鰾団 | ニシン目、セキトリイワシ目、ネズミギス目、コイ目、ナマズ目など                                                   |
|                | ニシン目、セキトリイワシ目、ネズミギス目、コイ目、ナマズ目など                                                   |
| 正真骨団       | 原棘鰭上目、キュウリウオ上目、シャチブリ上目、円鱗上目、ハダカイワシ上目、アカマンボウ上目、側棘鰭上目、棘鰭上目 |
|                | 原棘鰭上目、キュウリウオ上目、シャチブリ上目、円鱗上目、ハダカイワシ上目、アカマンボウ上目、側棘鰭上目、棘鰭上目 |

|  | アミア目 |
|  |          |
|  | ガー目   |
|  |          |

| アロワナ団     | アロワナ目、ヒオドン目 |
|                | アロワナ目、ヒオドン目 |
|                | \| ニシン・骨鰾団 \| ニシン目、セキトリイワシ目、ネズミギス目、コイ目、ナマズ目など \| \| \| ニシン目、セキトリイワシ目、ネズミギス目、コイ目、ナマズ目など \| \| 正真骨団 \| 原棘鰭上目、キュウリウオ上目、シャチブリ上目、円鱗上目、ハダカイワシ上目、アカマンボウ上目、側棘鰭上目、棘鰭上目 \| \| \| 原棘鰭上目、キュウリウオ上目、シャチブリ上目、円鱗上目、ハダカイワシ上目、アカマンボウ上目、側棘鰭上目、棘鰭上目 \| |
|                | |
| ニシン・骨鰾団 | ニシン目、セキトリイワシ目、ネズミギス目、コイ目、ナマズ目など |
|                | ニシン目、セキトリイワシ目、ネズミギス目、コイ目、ナマズ目など |
| 正真骨団       | 原棘鰭上目、キュウリウオ上目、シャチブリ上目、円鱗上目、ハダカイワシ上目、アカマンボウ上目、側棘鰭上目、棘鰭上目 |
|                | 原棘鰭上目、キュウリウオ上目、シャチブリ上目、円鱗上目、ハダカイワシ上目、アカマンボウ上目、側棘鰭上目、棘鰭上目 |

| ニシン・骨鰾団 | ニシン目、セキトリイワシ目、ネズミギス目、コイ目、ナマズ目など                                                   |
|                | ニシン目、セキトリイワシ目、ネズミギス目、コイ目、ナマズ目など                                                   |
| 正真骨団       | 原棘鰭上目、キュウリウオ上目、シャチブリ上目、円鱗上目、ハダカイワシ上目、アカマンボウ上目、側棘鰭上目、棘鰭上目 |
|                | 原棘鰭上目、キュウリウオ上目、シャチブリ上目、円鱗上目、ハダカイワシ上目、アカマンボウ上目、側棘鰭上目、棘鰭上目 |

| アロワナ団     | アロワナ目、ヒオドン目 |
|                | アロワナ目、ヒオドン目 |
|                | \| ニシン・骨鰾団 \| ニシン目、セキトリイワシ目、ネズミギス目、コイ目、ナマズ目など \| \| \| ニシン目、セキトリイワシ目、ネズミギス目、コイ目、ナマズ目など \| \| 正真骨団 \| 原棘鰭上目、キュウリウオ上目、シャチブリ上目、円鱗上目、ハダカイワシ上目、アカマンボウ上目、側棘鰭上目、棘鰭上目 \| \| \| 原棘鰭上目、キュウリウオ上目、シャチブリ上目、円鱗上目、ハダカイワシ上目、アカマンボウ上目、側棘鰭上目、棘鰭上目 \| |
|                | |
| ニシン・骨鰾団 | ニシン目、セキトリイワシ目、ネズミギス目、コイ目、ナマズ目など |
|                | ニシン目、セキトリイワシ目、ネズミギス目、コイ目、ナマズ目など |
| 正真骨団       | 原棘鰭上目、キュウリウオ上目、シャチブリ上目、円鱗上目、ハダカイワシ上目、アカマンボウ上目、側棘鰭上目、棘鰭上目 |
|                | 原棘鰭上目、キュウリウオ上目、シャチブリ上目、円鱗上目、ハダカイワシ上目、アカマンボウ上目、側棘鰭上目、棘鰭上目 |

| ニシン・骨鰾団 | ニシン目、セキトリイワシ目、ネズミギス目、コイ目、ナマズ目など                                                   |
|                | ニシン目、セキトリイワシ目、ネズミギス目、コイ目、ナマズ目など                                                   |
| 正真骨団       | 原棘鰭上目、キュウリウオ上目、シャチブリ上目、円鱗上目、ハダカイワシ上目、アカマンボウ上目、側棘鰭上目、棘鰭上目 |
|                | 原棘鰭上目、キュウリウオ上目、シャチブリ上目、円鱗上目、ハダカイワシ上目、アカマンボウ上目、側棘鰭上目、棘鰭上目 |

|  | アミア目 |
|  |          |
|  | ガー目   |
|  |          |

| アロワナ団     | アロワナ目、ヒオドン目 |
|                | アロワナ目、ヒオドン目 |
|                | \| ニシン・骨鰾団 \| ニシン目、セキトリイワシ目、ネズミギス目、コイ目、ナマズ目など \| \| \| ニシン目、セキトリイワシ目、ネズミギス目、コイ目、ナマズ目など \| \| 正真骨団 \| 原棘鰭上目、キュウリウオ上目、シャチブリ上目、円鱗上目、ハダカイワシ上目、アカマンボウ上目、側棘鰭上目、棘鰭上目 \| \| \| 原棘鰭上目、キュウリウオ上目、シャチブリ上目、円鱗上目、ハダカイワシ上目、アカマンボウ上目、側棘鰭上目、棘鰭上目 \| |
|                | |
| ニシン・骨鰾団 | ニシン目、セキトリイワシ目、ネズミギス目、コイ目、ナマズ目など |
|                | ニシン目、セキトリイワシ目、ネズミギス目、コイ目、ナマズ目など |
| 正真骨団       | 原棘鰭上目、キュウリウオ上目、シャチブリ上目、円鱗上目、ハダカイワシ上目、アカマンボウ上目、側棘鰭上目、棘鰭上目 |
|                | 原棘鰭上目、キュウリウオ上目、シャチブリ上目、円鱗上目、ハダカイワシ上目、アカマンボウ上目、側棘鰭上目、棘鰭上目 |

| ニシン・骨鰾団 | ニシン目、セキトリイワシ目、ネズミギス目、コイ目、ナマズ目など                                                   |
|                | ニシン目、セキトリイワシ目、ネズミギス目、コイ目、ナマズ目など                                                   |
| 正真骨団       | 原棘鰭上目、キュウリウオ上目、シャチブリ上目、円鱗上目、ハダカイワシ上目、アカマンボウ上目、側棘鰭上目、棘鰭上目 |
|                | 原棘鰭上目、キュウリウオ上目、シャチブリ上目、円鱗上目、ハダカイワシ上目、アカマンボウ上目、側棘鰭上目、棘鰭上目 |

| アロワナ団     | アロワナ目、ヒオドン目 |
|                | アロワナ目、ヒオドン目 |
|                | \| ニシン・骨鰾団 \| ニシン目、セキトリイワシ目、ネズミギス目、コイ目、ナマズ目など \| \| \| ニシン目、セキトリイワシ目、ネズミギス目、コイ目、ナマズ目など \| \| 正真骨団 \| 原棘鰭上目、キュウリウオ上目、シャチブリ上目、円鱗上目、ハダカイワシ上目、アカマンボウ上目、側棘鰭上目、棘鰭上目 \| \| \| 原棘鰭上目、キュウリウオ上目、シャチブリ上目、円鱗上目、ハダカイワシ上目、アカマンボウ上目、側棘鰭上目、棘鰭上目 \| |
|                | |
| ニシン・骨鰾団 | ニシン目、セキトリイワシ目、ネズミギス目、コイ目、ナマズ目など |
|                | ニシン目、セキトリイワシ目、ネズミギス目、コイ目、ナマズ目など |
| 正真骨団       | 原棘鰭上目、キュウリウオ上目、シャチブリ上目、円鱗上目、ハダカイワシ上目、アカマンボウ上目、側棘鰭上目、棘鰭上目 |
|                | 原棘鰭上目、キュウリウオ上目、シャチブリ上目、円鱗上目、ハダカイワシ上目、アカマンボウ上目、側棘鰭上目、棘鰭上目 |

| ニシン・骨鰾団 | ニシン目、セキトリイワシ目、ネズミギス目、コイ目、ナマズ目など                                                   |
|                | ニシン目、セキトリイワシ目、ネズミギス目、コイ目、ナマズ目など                                                   |
| 正真骨団       | 原棘鰭上目、キュウリウオ上目、シャチブリ上目、円鱗上目、ハダカイワシ上目、アカマンボウ上目、側棘鰭上目、棘鰭上目 |
|                | 原棘鰭上目、キュウリウオ上目、シャチブリ上目、円鱗上目、ハダカイワシ上目、アカマンボウ上目、側棘鰭上目、棘鰭上目 |

|  | アミア目 |
|  |          |
|  | ガー目   |
|  |          |

| アロワナ団     | アロワナ目、ヒオドン目 |
|                | アロワナ目、ヒオドン目 |
|                | \| ニシン・骨鰾団 \| ニシン目、セキトリイワシ目、ネズミギス目、コイ目、ナマズ目など \| \| \| ニシン目、セキトリイワシ目、ネズミギス目、コイ目、ナマズ目など \| \| 正真骨団 \| 原棘鰭上目、キュウリウオ上目、シャチブリ上目、円鱗上目、ハダカイワシ上目、アカマンボウ上目、側棘鰭上目、棘鰭上目 \| \| \| 原棘鰭上目、キュウリウオ上目、シャチブリ上目、円鱗上目、ハダカイワシ上目、アカマンボウ上目、側棘鰭上目、棘鰭上目 \| |
|                | |
| ニシン・骨鰾団 | ニシン目、セキトリイワシ目、ネズミギス目、コイ目、ナマズ目など |
|                | ニシン目、セキトリイワシ目、ネズミギス目、コイ目、ナマズ目など |
| 正真骨団       | 原棘鰭上目、キュウリウオ上目、シャチブリ上目、円鱗上目、ハダカイワシ上目、アカマンボウ上目、側棘鰭上目、棘鰭上目 |
|                | 原棘鰭上目、キュウリウオ上目、シャチブリ上目、円鱗上目、ハダカイワシ上目、アカマンボウ上目、側棘鰭上目、棘鰭上目 |

| ニシン・骨鰾団 | ニシン目、セキトリイワシ目、ネズミギス目、コイ目、ナマズ目など                                                   |
|                | ニシン目、セキトリイワシ目、ネズミギス目、コイ目、ナマズ目など                                                   |
| 正真骨団       | 原棘鰭上目、キュウリウオ上目、シャチブリ上目、円鱗上目、ハダカイワシ上目、アカマンボウ上目、側棘鰭上目、棘鰭上目 |
|                | 原棘鰭上目、キュウリウオ上目、シャチブリ上目、円鱗上目、ハダカイワシ上目、アカマンボウ上目、側棘鰭上目、棘鰭上目 |

| アロワナ団     | アロワナ目、ヒオドン目 |
|                | アロワナ目、ヒオドン目 |
|                | \| ニシン・骨鰾団 \| ニシン目、セキトリイワシ目、ネズミギス目、コイ目、ナマズ目など \| \| \| ニシン目、セキトリイワシ目、ネズミギス目、コイ目、ナマズ目など \| \| 正真骨団 \| 原棘鰭上目、キュウリウオ上目、シャチブリ上目、円鱗上目、ハダカイワシ上目、アカマンボウ上目、側棘鰭上目、棘鰭上目 \| \| \| 原棘鰭上目、キュウリウオ上目、シャチブリ上目、円鱗上目、ハダカイワシ上目、アカマンボウ上目、側棘鰭上目、棘鰭上目 \| |
|                | |
| ニシン・骨鰾団 | ニシン目、セキトリイワシ目、ネズミギス目、コイ目、ナマズ目など |
|                | ニシン目、セキトリイワシ目、ネズミギス目、コイ目、ナマズ目など |
| 正真骨団       | 原棘鰭上目、キュウリウオ上目、シャチブリ上目、円鱗上目、ハダカイワシ上目、アカマンボウ上目、側棘鰭上目、棘鰭上目 |
|                | 原棘鰭上目、キュウリウオ上目、シャチブリ上目、円鱗上目、ハダカイワシ上目、アカマンボウ上目、側棘鰭上目、棘鰭上目 |

| ニシン・骨鰾団 | ニシン目、セキトリイワシ目、ネズミギス目、コイ目、ナマズ目など                                                   |
|                | ニシン目、セキトリイワシ目、ネズミギス目、コイ目、ナマズ目など                                                   |
| 正真骨団       | 原棘鰭上目、キュウリウオ上目、シャチブリ上目、円鱗上目、ハダカイワシ上目、アカマンボウ上目、側棘鰭上目、棘鰭上目 |
|                | 原棘鰭上目、キュウリウオ上目、シャチブリ上目、円鱗上目、ハダカイワシ上目、アカマンボウ上目、側棘鰭上目、棘鰭上目 |

|  | アミア目 |
|  |          |
|  | ガー目   |
|  |          |

| アロワナ団     | アロワナ目、ヒオドン目 |
|                | アロワナ目、ヒオドン目 |
|                | \| ニシン・骨鰾団 \| ニシン目、セキトリイワシ目、ネズミギス目、コイ目、ナマズ目など \| \| \| ニシン目、セキトリイワシ目、ネズミギス目、コイ目、ナマズ目など \| \| 正真骨団 \| 原棘鰭上目、キュウリウオ上目、シャチブリ上目、円鱗上目、ハダカイワシ上目、アカマンボウ上目、側棘鰭上目、棘鰭上目 \| \| \| 原棘鰭上目、キュウリウオ上目、シャチブリ上目、円鱗上目、ハダカイワシ上目、アカマンボウ上目、側棘鰭上目、棘鰭上目 \| |
|                | |
| ニシン・骨鰾団 | ニシン目、セキトリイワシ目、ネズミギス目、コイ目、ナマズ目など |
|                | ニシン目、セキトリイワシ目、ネズミギス目、コイ目、ナマズ目など |
| 正真骨団       | 原棘鰭上目、キュウリウオ上目、シャチブリ上目、円鱗上目、ハダカイワシ上目、アカマンボウ上目、側棘鰭上目、棘鰭上目 |
|                | 原棘鰭上目、キュウリウオ上目、シャチブリ上目、円鱗上目、ハダカイワシ上目、アカマンボウ上目、側棘鰭上目、棘鰭上目 |

| ニシン・骨鰾団 | ニシン目、セキトリイワシ目、ネズミギス目、コイ目、ナマズ目など                                                   |
|                | ニシン目、セキトリイワシ目、ネズミギス目、コイ目、ナマズ目など                                                   |
| 正真骨団       | 原棘鰭上目、キュウリウオ上目、シャチブリ上目、円鱗上目、ハダカイワシ上目、アカマンボウ上目、側棘鰭上目、棘鰭上目 |
|                | 原棘鰭上目、キュウリウオ上目、シャチブリ上目、円鱗上目、ハダカイワシ上目、アカマンボウ上目、側棘鰭上目、棘鰭上目 |

| アロワナ団     | アロワナ目、ヒオドン目 |
|                | アロワナ目、ヒオドン目 |
|                | \| ニシン・骨鰾団 \| ニシン目、セキトリイワシ目、ネズミギス目、コイ目、ナマズ目など \| \| \| ニシン目、セキトリイワシ目、ネズミギス目、コイ目、ナマズ目など \| \| 正真骨団 \| 原棘鰭上目、キュウリウオ上目、シャチブリ上目、円鱗上目、ハダカイワシ上目、アカマンボウ上目、側棘鰭上目、棘鰭上目 \| \| \| 原棘鰭上目、キュウリウオ上目、シャチブリ上目、円鱗上目、ハダカイワシ上目、アカマンボウ上目、側棘鰭上目、棘鰭上目 \| |
|                | |
| ニシン・骨鰾団 | ニシン目、セキトリイワシ目、ネズミギス目、コイ目、ナマズ目など |
|                | ニシン目、セキトリイワシ目、ネズミギス目、コイ目、ナマズ目など |
| 正真骨団       | 原棘鰭上目、キュウリウオ上目、シャチブリ上目、円鱗上目、ハダカイワシ上目、アカマンボウ上目、側棘鰭上目、棘鰭上目 |
|                | 原棘鰭上目、キュウリウオ上目、シャチブリ上目、円鱗上目、ハダカイワシ上目、アカマンボウ上目、側棘鰭上目、棘鰭上目 |

| ニシン・骨鰾団 | ニシン目、セキトリイワシ目、ネズミギス目、コイ目、ナマズ目など                                                   |
|                | ニシン目、セキトリイワシ目、ネズミギス目、コイ目、ナマズ目など                                                   |
| 正真骨団       | 原棘鰭上目、キュウリウオ上目、シャチブリ上目、円鱗上目、ハダカイワシ上目、アカマンボウ上目、側棘鰭上目、棘鰭上目 |
|                | 原棘鰭上目、キュウリウオ上目、シャチブリ上目、円鱗上目、ハダカイワシ上目、アカマンボウ上目、側棘鰭上目、棘鰭上目 |

|  | アミア目 |
|  |          |
|  | ガー目   |
|  |          |

| アロワナ団     | アロワナ目、ヒオドン目 |
|                | アロワナ目、ヒオドン目 |
|                | \| ニシン・骨鰾団 \| ニシン目、セキトリイワシ目、ネズミギス目、コイ目、ナマズ目など \| \| \| ニシン目、セキトリイワシ目、ネズミギス目、コイ目、ナマズ目など \| \| 正真骨団 \| 原棘鰭上目、キュウリウオ上目、シャチブリ上目、円鱗上目、ハダカイワシ上目、アカマンボウ上目、側棘鰭上目、棘鰭上目 \| \| \| 原棘鰭上目、キュウリウオ上目、シャチブリ上目、円鱗上目、ハダカイワシ上目、アカマンボウ上目、側棘鰭上目、棘鰭上目 \| |
|                | |
| ニシン・骨鰾団 | ニシン目、セキトリイワシ目、ネズミギス目、コイ目、ナマズ目など |
|                | ニシン目、セキトリイワシ目、ネズミギス目、コイ目、ナマズ目など |
| 正真骨団       | 原棘鰭上目、キュウリウオ上目、シャチブリ上目、円鱗上目、ハダカイワシ上目、アカマンボウ上目、側棘鰭上目、棘鰭上目 |
|                | 原棘鰭上目、キュウリウオ上目、シャチブリ上目、円鱗上目、ハダカイワシ上目、アカマンボウ上目、側棘鰭上目、棘鰭上目 |

| ニシン・骨鰾団 | ニシン目、セキトリイワシ目、ネズミギス目、コイ目、ナマズ目など                                                   |
|                | ニシン目、セキトリイワシ目、ネズミギス目、コイ目、ナマズ目など                                                   |
| 正真骨団       | 原棘鰭上目、キュウリウオ上目、シャチブリ上目、円鱗上目、ハダカイワシ上目、アカマンボウ上目、側棘鰭上目、棘鰭上目 |
|                | 原棘鰭上目、キュウリウオ上目、シャチブリ上目、円鱗上目、ハダカイワシ上目、アカマンボウ上目、側棘鰭上目、棘鰭上目 |

| アロワナ団     | アロワナ目、ヒオドン目 |
|                | アロワナ目、ヒオドン目 |
|                | \| ニシン・骨鰾団 \| ニシン目、セキトリイワシ目、ネズミギス目、コイ目、ナマズ目など \| \| \| ニシン目、セキトリイワシ目、ネズミギス目、コイ目、ナマズ目など \| \| 正真骨団 \| 原棘鰭上目、キュウリウオ上目、シャチブリ上目、円鱗上目、ハダカイワシ上目、アカマンボウ上目、側棘鰭上目、棘鰭上目 \| \| \| 原棘鰭上目、キュウリウオ上目、シャチブリ上目、円鱗上目、ハダカイワシ上目、アカマンボウ上目、側棘鰭上目、棘鰭上目 \| |
|                | |
| ニシン・骨鰾団 | ニシン目、セキトリイワシ目、ネズミギス目、コイ目、ナマズ目など |
|                | ニシン目、セキトリイワシ目、ネズミギス目、コイ目、ナマズ目など |
| 正真骨団       | 原棘鰭上目、キュウリウオ上目、シャチブリ上目、円鱗上目、ハダカイワシ上目、アカマンボウ上目、側棘鰭上目、棘鰭上目 |
|                | 原棘鰭上目、キュウリウオ上目、シャチブリ上目、円鱗上目、ハダカイワシ上目、アカマンボウ上目、側棘鰭上目、棘鰭上目 |

| ニシン・骨鰾団 | ニシン目、セキトリイワシ目、ネズミギス目、コイ目、ナマズ目など                                                   |
|                | ニシン目、セキトリイワシ目、ネズミギス目、コイ目、ナマズ目など                                                   |
| 正真骨団       | 原棘鰭上目、キュウリウオ上目、シャチブリ上目、円鱗上目、ハダカイワシ上目、アカマンボウ上目、側棘鰭上目、棘鰭上目 |
|                | 原棘鰭上目、キュウリウオ上目、シャチブリ上目、円鱗上目、ハダカイワシ上目、アカマンボウ上目、側棘鰭上目、棘鰭上目 |

|  | アミア目 |
|  |          |
|  | ガー目   |
|  |          |

| アロワナ団     | アロワナ目、ヒオドン目 |
|                | アロワナ目、ヒオドン目 |
|                | \| ニシン・骨鰾団 \| ニシン目、セキトリイワシ目、ネズミギス目、コイ目、ナマズ目など \| \| \| ニシン目、セキトリイワシ目、ネズミギス目、コイ目、ナマズ目など \| \| 正真骨団 \| 原棘鰭上目、キュウリウオ上目、シャチブリ上目、円鱗上目、ハダカイワシ上目、アカマンボウ上目、側棘鰭上目、棘鰭上目 \| \| \| 原棘鰭上目、キュウリウオ上目、シャチブリ上目、円鱗上目、ハダカイワシ上目、アカマンボウ上目、側棘鰭上目、棘鰭上目 \| |
|                | |
| ニシン・骨鰾団 | ニシン目、セキトリイワシ目、ネズミギス目、コイ目、ナマズ目など |
|                | ニシン目、セキトリイワシ目、ネズミギス目、コイ目、ナマズ目など |
| 正真骨団       | 原棘鰭上目、キュウリウオ上目、シャチブリ上目、円鱗上目、ハダカイワシ上目、アカマンボウ上目、側棘鰭上目、棘鰭上目 |
|                | 原棘鰭上目、キュウリウオ上目、シャチブリ上目、円鱗上目、ハダカイワシ上目、アカマンボウ上目、側棘鰭上目、棘鰭上目 |

| ニシン・骨鰾団 | ニシン目、セキトリイワシ目、ネズミギス目、コイ目、ナマズ目など                                                   |
|                | ニシン目、セキトリイワシ目、ネズミギス目、コイ目、ナマズ目など                                                   |
| 正真骨団       | 原棘鰭上目、キュウリウオ上目、シャチブリ上目、円鱗上目、ハダカイワシ上目、アカマンボウ上目、側棘鰭上目、棘鰭上目 |
|                | 原棘鰭上目、キュウリウオ上目、シャチブリ上目、円鱗上目、ハダカイワシ上目、アカマンボウ上目、側棘鰭上目、棘鰭上目 |

| アロワナ団     | アロワナ目、ヒオドン目 |
|                | アロワナ目、ヒオドン目 |
|                | \| ニシン・骨鰾団 \| ニシン目、セキトリイワシ目、ネズミギス目、コイ目、ナマズ目など \| \| \| ニシン目、セキトリイワシ目、ネズミギス目、コイ目、ナマズ目など \| \| 正真骨団 \| 原棘鰭上目、キュウリウオ上目、シャチブリ上目、円鱗上目、ハダカイワシ上目、アカマンボウ上目、側棘鰭上目、棘鰭上目 \| \| \| 原棘鰭上目、キュウリウオ上目、シャチブリ上目、円鱗上目、ハダカイワシ上目、アカマンボウ上目、側棘鰭上目、棘鰭上目 \| |
|                | |
| ニシン・骨鰾団 | ニシン目、セキトリイワシ目、ネズミギス目、コイ目、ナマズ目など |
|                | ニシン目、セキトリイワシ目、ネズミギス目、コイ目、ナマズ目など |
| 正真骨団       | 原棘鰭上目、キュウリウオ上目、シャチブリ上目、円鱗上目、ハダカイワシ上目、アカマンボウ上目、側棘鰭上目、棘鰭上目 |
|                | 原棘鰭上目、キュウリウオ上目、シャチブリ上目、円鱗上目、ハダカイワシ上目、アカマンボウ上目、側棘鰭上目、棘鰭上目 |

| ニシン・骨鰾団 | ニシン目、セキトリイワシ目、ネズミギス目、コイ目、ナマズ目など                                                   |
|                | ニシン目、セキトリイワシ目、ネズミギス目、コイ目、ナマズ目など                                                   |
| 正真骨団       | 原棘鰭上目、キュウリウオ上目、シャチブリ上目、円鱗上目、ハダカイワシ上目、アカマンボウ上目、側棘鰭上目、棘鰭上目 |
|                | 原棘鰭上目、キュウリウオ上目、シャチブリ上目、円鱗上目、ハダカイワシ上目、アカマンボウ上目、側棘鰭上目、棘鰭上目 |

|  | アミア目 |
|  |          |
|  | ガー目   |
|  |          |

| アロワナ団     | アロワナ目、ヒオドン目 |
|                | アロワナ目、ヒオドン目 |
|                | \| ニシン・骨鰾団 \| ニシン目、セキトリイワシ目、ネズミギス目、コイ目、ナマズ目など \| \| \| ニシン目、セキトリイワシ目、ネズミギス目、コイ目、ナマズ目など \| \| 正真骨団 \| 原棘鰭上目、キュウリウオ上目、シャチブリ上目、円鱗上目、ハダカイワシ上目、アカマンボウ上目、側棘鰭上目、棘鰭上目 \| \| \| 原棘鰭上目、キュウリウオ上目、シャチブリ上目、円鱗上目、ハダカイワシ上目、アカマンボウ上目、側棘鰭上目、棘鰭上目 \| |
|                | |
| ニシン・骨鰾団 | ニシン目、セキトリイワシ目、ネズミギス目、コイ目、ナマズ目など |
|                | ニシン目、セキトリイワシ目、ネズミギス目、コイ目、ナマズ目など |
| 正真骨団       | 原棘鰭上目、キュウリウオ上目、シャチブリ上目、円鱗上目、ハダカイワシ上目、アカマンボウ上目、側棘鰭上目、棘鰭上目 |
|                | 原棘鰭上目、キュウリウオ上目、シャチブリ上目、円鱗上目、ハダカイワシ上目、アカマンボウ上目、側棘鰭上目、棘鰭上目 |

| ニシン・骨鰾団 | ニシン目、セキトリイワシ目、ネズミギス目、コイ目、ナマズ目など                                                   |
|                | ニシン目、セキトリイワシ目、ネズミギス目、コイ目、ナマズ目など                                                   |
| 正真骨団       | 原棘鰭上目、キュウリウオ上目、シャチブリ上目、円鱗上目、ハダカイワシ上目、アカマンボウ上目、側棘鰭上目、棘鰭上目 |
|                | 原棘鰭上目、キュウリウオ上目、シャチブリ上目、円鱗上目、ハダカイワシ上目、アカマンボウ上目、側棘鰭上目、棘鰭上目 |

| アロワナ団     | アロワナ目、ヒオドン目 |
|                | アロワナ目、ヒオドン目 |
|                | \| ニシン・骨鰾団 \| ニシン目、セキトリイワシ目、ネズミギス目、コイ目、ナマズ目など \| \| \| ニシン目、セキトリイワシ目、ネズミギス目、コイ目、ナマズ目など \| \| 正真骨団 \| 原棘鰭上目、キュウリウオ上目、シャチブリ上目、円鱗上目、ハダカイワシ上目、アカマンボウ上目、側棘鰭上目、棘鰭上目 \| \| \| 原棘鰭上目、キュウリウオ上目、シャチブリ上目、円鱗上目、ハダカイワシ上目、アカマンボウ上目、側棘鰭上目、棘鰭上目 \| |
|                | |
| ニシン・骨鰾団 | ニシン目、セキトリイワシ目、ネズミギス目、コイ目、ナマズ目など |
|                | ニシン目、セキトリイワシ目、ネズミギス目、コイ目、ナマズ目など |
| 正真骨団       | 原棘鰭上目、キュウリウオ上目、シャチブリ上目、円鱗上目、ハダカイワシ上目、アカマンボウ上目、側棘鰭上目、棘鰭上目 |
|                | 原棘鰭上目、キュウリウオ上目、シャチブリ上目、円鱗上目、ハダカイワシ上目、アカマンボウ上目、側棘鰭上目、棘鰭上目 |

| ニシン・骨鰾団 | ニシン目、セキトリイワシ目、ネズミギス目、コイ目、ナマズ目など                                                   |
|                | ニシン目、セキトリイワシ目、ネズミギス目、コイ目、ナマズ目など                                                   |
| 正真骨団       | 原棘鰭上目、キュウリウオ上目、シャチブリ上目、円鱗上目、ハダカイワシ上目、アカマンボウ上目、側棘鰭上目、棘鰭上目 |
|                | 原棘鰭上目、キュウリウオ上目、シャチブリ上目、円鱗上目、ハダカイワシ上目、アカマンボウ上目、側棘鰭上目、棘鰭上目 |

| 輻鰭下綱     | シーラカンス目                                                                                    |
|              | シーラカンス目                                                                                    |
|              | \| ハイギョ下綱 \| ハイギョ目 \| \| \| ハイギョ目 \| \| 四肢動物下綱 \| 四肢類 \| \| \| 四肢類 \| |
|              |                                                                                                   |
| ハイギョ下綱 | ハイギョ目                                                                                        |
|              | ハイギョ目                                                                                        |
| 四肢動物下綱 | 四肢類                                                                                            |
|              | 四肢類                                                                                            |

| ハイギョ下綱 | ハイギョ目 |
|              | ハイギョ目 |
| 四肢動物下綱 | 四肢類     |
|              | 四肢類     |

|  | アミア目 |
|  |          |
|  | ガー目   |
|  |          |

| アロワナ団     | アロワナ目、ヒオドン目 |
|                | アロワナ目、ヒオドン目 |
|                | \| ニシン・骨鰾団 \| ニシン目、セキトリイワシ目、ネズミギス目、コイ目、ナマズ目など \| \| \| ニシン目、セキトリイワシ目、ネズミギス目、コイ目、ナマズ目など \| \| 正真骨団 \| 原棘鰭上目、キュウリウオ上目、シャチブリ上目、円鱗上目、ハダカイワシ上目、アカマンボウ上目、側棘鰭上目、棘鰭上目 \| \| \| 原棘鰭上目、キュウリウオ上目、シャチブリ上目、円鱗上目、ハダカイワシ上目、アカマンボウ上目、側棘鰭上目、棘鰭上目 \| |
|                | |
| ニシン・骨鰾団 | ニシン目、セキトリイワシ目、ネズミギス目、コイ目、ナマズ目など |
|                | ニシン目、セキトリイワシ目、ネズミギス目、コイ目、ナマズ目など |
| 正真骨団       | 原棘鰭上目、キュウリウオ上目、シャチブリ上目、円鱗上目、ハダカイワシ上目、アカマンボウ上目、側棘鰭上目、棘鰭上目 |
|                | 原棘鰭上目、キュウリウオ上目、シャチブリ上目、円鱗上目、ハダカイワシ上目、アカマンボウ上目、側棘鰭上目、棘鰭上目 |

| ニシン・骨鰾団 | ニシン目、セキトリイワシ目、ネズミギス目、コイ目、ナマズ目など                                                   |
|                | ニシン目、セキトリイワシ目、ネズミギス目、コイ目、ナマズ目など                                                   |
| 正真骨団       | 原棘鰭上目、キュウリウオ上目、シャチブリ上目、円鱗上目、ハダカイワシ上目、アカマンボウ上目、側棘鰭上目、棘鰭上目 |
|                | 原棘鰭上目、キュウリウオ上目、シャチブリ上目、円鱗上目、ハダカイワシ上目、アカマンボウ上目、側棘鰭上目、棘鰭上目 |

| アロワナ団     | アロワナ目、ヒオドン目 |
|                | アロワナ目、ヒオドン目 |
|                | \| ニシン・骨鰾団 \| ニシン目、セキトリイワシ目、ネズミギス目、コイ目、ナマズ目など \| \| \| ニシン目、セキトリイワシ目、ネズミギス目、コイ目、ナマズ目など \| \| 正真骨団 \| 原棘鰭上目、キュウリウオ上目、シャチブリ上目、円鱗上目、ハダカイワシ上目、アカマンボウ上目、側棘鰭上目、棘鰭上目 \| \| \| 原棘鰭上目、キュウリウオ上目、シャチブリ上目、円鱗上目、ハダカイワシ上目、アカマンボウ上目、側棘鰭上目、棘鰭上目 \| |
|                | |
| ニシン・骨鰾団 | ニシン目、セキトリイワシ目、ネズミギス目、コイ目、ナマズ目など |
|                | ニシン目、セキトリイワシ目、ネズミギス目、コイ目、ナマズ目など |
| 正真骨団       | 原棘鰭上目、キュウリウオ上目、シャチブリ上目、円鱗上目、ハダカイワシ上目、アカマンボウ上目、側棘鰭上目、棘鰭上目 |
|                | 原棘鰭上目、キュウリウオ上目、シャチブリ上目、円鱗上目、ハダカイワシ上目、アカマンボウ上目、側棘鰭上目、棘鰭上目 |

| ニシン・骨鰾団 | ニシン目、セキトリイワシ目、ネズミギス目、コイ目、ナマズ目など                                                   |
|                | ニシン目、セキトリイワシ目、ネズミギス目、コイ目、ナマズ目など                                                   |
| 正真骨団       | 原棘鰭上目、キュウリウオ上目、シャチブリ上目、円鱗上目、ハダカイワシ上目、アカマンボウ上目、側棘鰭上目、棘鰭上目 |
|                | 原棘鰭上目、キュウリウオ上目、シャチブリ上目、円鱗上目、ハダカイワシ上目、アカマンボウ上目、側棘鰭上目、棘鰭上目 |

|  | アミア目 |
|  |          |
|  | ガー目   |
|  |          |

| アロワナ団     | アロワナ目、ヒオドン目 |
|                | アロワナ目、ヒオドン目 |
|                | \| ニシン・骨鰾団 \| ニシン目、セキトリイワシ目、ネズミギス目、コイ目、ナマズ目など \| \| \| ニシン目、セキトリイワシ目、ネズミギス目、コイ目、ナマズ目など \| \| 正真骨団 \| 原棘鰭上目、キュウリウオ上目、シャチブリ上目、円鱗上目、ハダカイワシ上目、アカマンボウ上目、側棘鰭上目、棘鰭上目 \| \| \| 原棘鰭上目、キュウリウオ上目、シャチブリ上目、円鱗上目、ハダカイワシ上目、アカマンボウ上目、側棘鰭上目、棘鰭上目 \| |
|                | |
| ニシン・骨鰾団 | ニシン目、セキトリイワシ目、ネズミギス目、コイ目、ナマズ目など |
|                | ニシン目、セキトリイワシ目、ネズミギス目、コイ目、ナマズ目など |
| 正真骨団       | 原棘鰭上目、キュウリウオ上目、シャチブリ上目、円鱗上目、ハダカイワシ上目、アカマンボウ上目、側棘鰭上目、棘鰭上目 |
|                | 原棘鰭上目、キュウリウオ上目、シャチブリ上目、円鱗上目、ハダカイワシ上目、アカマンボウ上目、側棘鰭上目、棘鰭上目 |

| ニシン・骨鰾団 | ニシン目、セキトリイワシ目、ネズミギス目、コイ目、ナマズ目など                                                   |
|                | ニシン目、セキトリイワシ目、ネズミギス目、コイ目、ナマズ目など                                                   |
| 正真骨団       | 原棘鰭上目、キュウリウオ上目、シャチブリ上目、円鱗上目、ハダカイワシ上目、アカマンボウ上目、側棘鰭上目、棘鰭上目 |
|                | 原棘鰭上目、キュウリウオ上目、シャチブリ上目、円鱗上目、ハダカイワシ上目、アカマンボウ上目、側棘鰭上目、棘鰭上目 |

| アロワナ団     | アロワナ目、ヒオドン目 |
|                | アロワナ目、ヒオドン目 |
|                | \| ニシン・骨鰾団 \| ニシン目、セキトリイワシ目、ネズミギス目、コイ目、ナマズ目など \| \| \| ニシン目、セキトリイワシ目、ネズミギス目、コイ目、ナマズ目など \| \| 正真骨団 \| 原棘鰭上目、キュウリウオ上目、シャチブリ上目、円鱗上目、ハダカイワシ上目、アカマンボウ上目、側棘鰭上目、棘鰭上目 \| \| \| 原棘鰭上目、キュウリウオ上目、シャチブリ上目、円鱗上目、ハダカイワシ上目、アカマンボウ上目、側棘鰭上目、棘鰭上目 \| |
|                | |
| ニシン・骨鰾団 | ニシン目、セキトリイワシ目、ネズミギス目、コイ目、ナマズ目など |
|                | ニシン目、セキトリイワシ目、ネズミギス目、コイ目、ナマズ目など |
| 正真骨団       | 原棘鰭上目、キュウリウオ上目、シャチブリ上目、円鱗上目、ハダカイワシ上目、アカマンボウ上目、側棘鰭上目、棘鰭上目 |
|                | 原棘鰭上目、キュウリウオ上目、シャチブリ上目、円鱗上目、ハダカイワシ上目、アカマンボウ上目、側棘鰭上目、棘鰭上目 |

| ニシン・骨鰾団 | ニシン目、セキトリイワシ目、ネズミギス目、コイ目、ナマズ目など                                                   |
|                | ニシン目、セキトリイワシ目、ネズミギス目、コイ目、ナマズ目など                                                   |
| 正真骨団       | 原棘鰭上目、キュウリウオ上目、シャチブリ上目、円鱗上目、ハダカイワシ上目、アカマンボウ上目、側棘鰭上目、棘鰭上目 |
|                | 原棘鰭上目、キュウリウオ上目、シャチブリ上目、円鱗上目、ハダカイワシ上目、アカマンボウ上目、側棘鰭上目、棘鰭上目 |

|  | アミア目 |
|  |          |
|  | ガー目   |
|  |          |

| アロワナ団     | アロワナ目、ヒオドン目 |
|                | アロワナ目、ヒオドン目 |
|                | \| ニシン・骨鰾団 \| ニシン目、セキトリイワシ目、ネズミギス目、コイ目、ナマズ目など \| \| \| ニシン目、セキトリイワシ目、ネズミギス目、コイ目、ナマズ目など \| \| 正真骨団 \| 原棘鰭上目、キュウリウオ上目、シャチブリ上目、円鱗上目、ハダカイワシ上目、アカマンボウ上目、側棘鰭上目、棘鰭上目 \| \| \| 原棘鰭上目、キュウリウオ上目、シャチブリ上目、円鱗上目、ハダカイワシ上目、アカマンボウ上目、側棘鰭上目、棘鰭上目 \| |
|                | |
| ニシン・骨鰾団 | ニシン目、セキトリイワシ目、ネズミギス目、コイ目、ナマズ目など |
|                | ニシン目、セキトリイワシ目、ネズミギス目、コイ目、ナマズ目など |
| 正真骨団       | 原棘鰭上目、キュウリウオ上目、シャチブリ上目、円鱗上目、ハダカイワシ上目、アカマンボウ上目、側棘鰭上目、棘鰭上目 |
|                | 原棘鰭上目、キュウリウオ上目、シャチブリ上目、円鱗上目、ハダカイワシ上目、アカマンボウ上目、側棘鰭上目、棘鰭上目 |

| ニシン・骨鰾団 | ニシン目、セキトリイワシ目、ネズミギス目、コイ目、ナマズ目など                                                   |
|                | ニシン目、セキトリイワシ目、ネズミギス目、コイ目、ナマズ目など                                                   |
| 正真骨団       | 原棘鰭上目、キュウリウオ上目、シャチブリ上目、円鱗上目、ハダカイワシ上目、アカマンボウ上目、側棘鰭上目、棘鰭上目 |
|                | 原棘鰭上目、キュウリウオ上目、シャチブリ上目、円鱗上目、ハダカイワシ上目、アカマンボウ上目、側棘鰭上目、棘鰭上目 |

| アロワナ団     | アロワナ目、ヒオドン目 |
|                | アロワナ目、ヒオドン目 |
|                | \| ニシン・骨鰾団 \| ニシン目、セキトリイワシ目、ネズミギス目、コイ目、ナマズ目など \| \| \| ニシン目、セキトリイワシ目、ネズミギス目、コイ目、ナマズ目など \| \| 正真骨団 \| 原棘鰭上目、キュウリウオ上目、シャチブリ上目、円鱗上目、ハダカイワシ上目、アカマンボウ上目、側棘鰭上目、棘鰭上目 \| \| \| 原棘鰭上目、キュウリウオ上目、シャチブリ上目、円鱗上目、ハダカイワシ上目、アカマンボウ上目、側棘鰭上目、棘鰭上目 \| |
|                | |
| ニシン・骨鰾団 | ニシン目、セキトリイワシ目、ネズミギス目、コイ目、ナマズ目など |
|                | ニシン目、セキトリイワシ目、ネズミギス目、コイ目、ナマズ目など |
| 正真骨団       | 原棘鰭上目、キュウリウオ上目、シャチブリ上目、円鱗上目、ハダカイワシ上目、アカマンボウ上目、側棘鰭上目、棘鰭上目 |
|                | 原棘鰭上目、キュウリウオ上目、シャチブリ上目、円鱗上目、ハダカイワシ上目、アカマンボウ上目、側棘鰭上目、棘鰭上目 |

| ニシン・骨鰾団 | ニシン目、セキトリイワシ目、ネズミギス目、コイ目、ナマズ目など                                                   |
|                | ニシン目、セキトリイワシ目、ネズミギス目、コイ目、ナマズ目など                                                   |
| 正真骨団       | 原棘鰭上目、キュウリウオ上目、シャチブリ上目、円鱗上目、ハダカイワシ上目、アカマンボウ上目、側棘鰭上目、棘鰭上目 |
|                | 原棘鰭上目、キュウリウオ上目、シャチブリ上目、円鱗上目、ハダカイワシ上目、アカマンボウ上目、側棘鰭上目、棘鰭上目 |

|  | アミア目 |
|  |          |
|  | ガー目   |
|  |          |

| アロワナ団     | アロワナ目、ヒオドン目 |
|                | アロワナ目、ヒオドン目 |
|                | \| ニシン・骨鰾団 \| ニシン目、セキトリイワシ目、ネズミギス目、コイ目、ナマズ目など \| \| \| ニシン目、セキトリイワシ目、ネズミギス目、コイ目、ナマズ目など \| \| 正真骨団 \| 原棘鰭上目、キュウリウオ上目、シャチブリ上目、円鱗上目、ハダカイワシ上目、アカマンボウ上目、側棘鰭上目、棘鰭上目 \| \| \| 原棘鰭上目、キュウリウオ上目、シャチブリ上目、円鱗上目、ハダカイワシ上目、アカマンボウ上目、側棘鰭上目、棘鰭上目 \| |
|                | |
| ニシン・骨鰾団 | ニシン目、セキトリイワシ目、ネズミギス目、コイ目、ナマズ目など |
|                | ニシン目、セキトリイワシ目、ネズミギス目、コイ目、ナマズ目など |
| 正真骨団       | 原棘鰭上目、キュウリウオ上目、シャチブリ上目、円鱗上目、ハダカイワシ上目、アカマンボウ上目、側棘鰭上目、棘鰭上目 |
|                | 原棘鰭上目、キュウリウオ上目、シャチブリ上目、円鱗上目、ハダカイワシ上目、アカマンボウ上目、側棘鰭上目、棘鰭上目 |

| ニシン・骨鰾団 | ニシン目、セキトリイワシ目、ネズミギス目、コイ目、ナマズ目など                                                   |
|                | ニシン目、セキトリイワシ目、ネズミギス目、コイ目、ナマズ目など                                                   |
| 正真骨団       | 原棘鰭上目、キュウリウオ上目、シャチブリ上目、円鱗上目、ハダカイワシ上目、アカマンボウ上目、側棘鰭上目、棘鰭上目 |
|                | 原棘鰭上目、キュウリウオ上目、シャチブリ上目、円鱗上目、ハダカイワシ上目、アカマンボウ上目、側棘鰭上目、棘鰭上目 |

| アロワナ団     | アロワナ目、ヒオドン目 |
|                | アロワナ目、ヒオドン目 |
|                | \| ニシン・骨鰾団 \| ニシン目、セキトリイワシ目、ネズミギス目、コイ目、ナマズ目など \| \| \| ニシン目、セキトリイワシ目、ネズミギス目、コイ目、ナマズ目など \| \| 正真骨団 \| 原棘鰭上目、キュウリウオ上目、シャチブリ上目、円鱗上目、ハダカイワシ上目、アカマンボウ上目、側棘鰭上目、棘鰭上目 \| \| \| 原棘鰭上目、キュウリウオ上目、シャチブリ上目、円鱗上目、ハダカイワシ上目、アカマンボウ上目、側棘鰭上目、棘鰭上目 \| |
|                | |
| ニシン・骨鰾団 | ニシン目、セキトリイワシ目、ネズミギス目、コイ目、ナマズ目など |
|                | ニシン目、セキトリイワシ目、ネズミギス目、コイ目、ナマズ目など |
| 正真骨団       | 原棘鰭上目、キュウリウオ上目、シャチブリ上目、円鱗上目、ハダカイワシ上目、アカマンボウ上目、側棘鰭上目、棘鰭上目 |
|                | 原棘鰭上目、キュウリウオ上目、シャチブリ上目、円鱗上目、ハダカイワシ上目、アカマンボウ上目、側棘鰭上目、棘鰭上目 |

| ニシン・骨鰾団 | ニシン目、セキトリイワシ目、ネズミギス目、コイ目、ナマズ目など                                                   |
|                | ニシン目、セキトリイワシ目、ネズミギス目、コイ目、ナマズ目など                                                   |
| 正真骨団       | 原棘鰭上目、キュウリウオ上目、シャチブリ上目、円鱗上目、ハダカイワシ上目、アカマンボウ上目、側棘鰭上目、棘鰭上目 |
|                | 原棘鰭上目、キュウリウオ上目、シャチブリ上目、円鱗上目、ハダカイワシ上目、アカマンボウ上目、側棘鰭上目、棘鰭上目 |

|  | アミア目 |
|  |          |
|  | ガー目   |
|  |          |

| アロワナ団     | アロワナ目、ヒオドン目 |
|                | アロワナ目、ヒオドン目 |
|                | \| ニシン・骨鰾団 \| ニシン目、セキトリイワシ目、ネズミギス目、コイ目、ナマズ目など \| \| \| ニシン目、セキトリイワシ目、ネズミギス目、コイ目、ナマズ目など \| \| 正真骨団 \| 原棘鰭上目、キュウリウオ上目、シャチブリ上目、円鱗上目、ハダカイワシ上目、アカマンボウ上目、側棘鰭上目、棘鰭上目 \| \| \| 原棘鰭上目、キュウリウオ上目、シャチブリ上目、円鱗上目、ハダカイワシ上目、アカマンボウ上目、側棘鰭上目、棘鰭上目 \| |
|                | |
| ニシン・骨鰾団 | ニシン目、セキトリイワシ目、ネズミギス目、コイ目、ナマズ目など |
|                | ニシン目、セキトリイワシ目、ネズミギス目、コイ目、ナマズ目など |
| 正真骨団       | 原棘鰭上目、キュウリウオ上目、シャチブリ上目、円鱗上目、ハダカイワシ上目、アカマンボウ上目、側棘鰭上目、棘鰭上目 |
|                | 原棘鰭上目、キュウリウオ上目、シャチブリ上目、円鱗上目、ハダカイワシ上目、アカマンボウ上目、側棘鰭上目、棘鰭上目 |

| ニシン・骨鰾団 | ニシン目、セキトリイワシ目、ネズミギス目、コイ目、ナマズ目など                                                   |
|                | ニシン目、セキトリイワシ目、ネズミギス目、コイ目、ナマズ目など                                                   |
| 正真骨団       | 原棘鰭上目、キュウリウオ上目、シャチブリ上目、円鱗上目、ハダカイワシ上目、アカマンボウ上目、側棘鰭上目、棘鰭上目 |
|                | 原棘鰭上目、キュウリウオ上目、シャチブリ上目、円鱗上目、ハダカイワシ上目、アカマンボウ上目、側棘鰭上目、棘鰭上目 |

| アロワナ団     | アロワナ目、ヒオドン目 |
|                | アロワナ目、ヒオドン目 |
|                | \| ニシン・骨鰾団 \| ニシン目、セキトリイワシ目、ネズミギス目、コイ目、ナマズ目など \| \| \| ニシン目、セキトリイワシ目、ネズミギス目、コイ目、ナマズ目など \| \| 正真骨団 \| 原棘鰭上目、キュウリウオ上目、シャチブリ上目、円鱗上目、ハダカイワシ上目、アカマンボウ上目、側棘鰭上目、棘鰭上目 \| \| \| 原棘鰭上目、キュウリウオ上目、シャチブリ上目、円鱗上目、ハダカイワシ上目、アカマンボウ上目、側棘鰭上目、棘鰭上目 \| |
|                | |
| ニシン・骨鰾団 | ニシン目、セキトリイワシ目、ネズミギス目、コイ目、ナマズ目など |
|                | ニシン目、セキトリイワシ目、ネズミギス目、コイ目、ナマズ目など |
| 正真骨団       | 原棘鰭上目、キュウリウオ上目、シャチブリ上目、円鱗上目、ハダカイワシ上目、アカマンボウ上目、側棘鰭上目、棘鰭上目 |
|                | 原棘鰭上目、キュウリウオ上目、シャチブリ上目、円鱗上目、ハダカイワシ上目、アカマンボウ上目、側棘鰭上目、棘鰭上目 |

| ニシン・骨鰾団 | ニシン目、セキトリイワシ目、ネズミギス目、コイ目、ナマズ目など                                                   |
|                | ニシン目、セキトリイワシ目、ネズミギス目、コイ目、ナマズ目など                                                   |
| 正真骨団       | 原棘鰭上目、キュウリウオ上目、シャチブリ上目、円鱗上目、ハダカイワシ上目、アカマンボウ上目、側棘鰭上目、棘鰭上目 |
|                | 原棘鰭上目、キュウリウオ上目、シャチブリ上目、円鱗上目、ハダカイワシ上目、アカマンボウ上目、側棘鰭上目、棘鰭上目 |

|  | アミア目 |
|  |          |
|  | ガー目   |
|  |          |

| アロワナ団     | アロワナ目、ヒオドン目 |
|                | アロワナ目、ヒオドン目 |
|                | \| ニシン・骨鰾団 \| ニシン目、セキトリイワシ目、ネズミギス目、コイ目、ナマズ目など \| \| \| ニシン目、セキトリイワシ目、ネズミギス目、コイ目、ナマズ目など \| \| 正真骨団 \| 原棘鰭上目、キュウリウオ上目、シャチブリ上目、円鱗上目、ハダカイワシ上目、アカマンボウ上目、側棘鰭上目、棘鰭上目 \| \| \| 原棘鰭上目、キュウリウオ上目、シャチブリ上目、円鱗上目、ハダカイワシ上目、アカマンボウ上目、側棘鰭上目、棘鰭上目 \| |
|                | |
| ニシン・骨鰾団 | ニシン目、セキトリイワシ目、ネズミギス目、コイ目、ナマズ目など |
|                | ニシン目、セキトリイワシ目、ネズミギス目、コイ目、ナマズ目など |
| 正真骨団       | 原棘鰭上目、キュウリウオ上目、シャチブリ上目、円鱗上目、ハダカイワシ上目、アカマンボウ上目、側棘鰭上目、棘鰭上目 |
|                | 原棘鰭上目、キュウリウオ上目、シャチブリ上目、円鱗上目、ハダカイワシ上目、アカマンボウ上目、側棘鰭上目、棘鰭上目 |

| ニシン・骨鰾団 | ニシン目、セキトリイワシ目、ネズミギス目、コイ目、ナマズ目など                                                   |
|                | ニシン目、セキトリイワシ目、ネズミギス目、コイ目、ナマズ目など                                                   |
| 正真骨団       | 原棘鰭上目、キュウリウオ上目、シャチブリ上目、円鱗上目、ハダカイワシ上目、アカマンボウ上目、側棘鰭上目、棘鰭上目 |
|                | 原棘鰭上目、キュウリウオ上目、シャチブリ上目、円鱗上目、ハダカイワシ上目、アカマンボウ上目、側棘鰭上目、棘鰭上目 |

| アロワナ団     | アロワナ目、ヒオドン目 |
|                | アロワナ目、ヒオドン目 |
|                | \| ニシン・骨鰾団 \| ニシン目、セキトリイワシ目、ネズミギス目、コイ目、ナマズ目など \| \| \| ニシン目、セキトリイワシ目、ネズミギス目、コイ目、ナマズ目など \| \| 正真骨団 \| 原棘鰭上目、キュウリウオ上目、シャチブリ上目、円鱗上目、ハダカイワシ上目、アカマンボウ上目、側棘鰭上目、棘鰭上目 \| \| \| 原棘鰭上目、キュウリウオ上目、シャチブリ上目、円鱗上目、ハダカイワシ上目、アカマンボウ上目、側棘鰭上目、棘鰭上目 \| |
|                | |
| ニシン・骨鰾団 | ニシン目、セキトリイワシ目、ネズミギス目、コイ目、ナマズ目など |
|                | ニシン目、セキトリイワシ目、ネズミギス目、コイ目、ナマズ目など |
| 正真骨団       | 原棘鰭上目、キュウリウオ上目、シャチブリ上目、円鱗上目、ハダカイワシ上目、アカマンボウ上目、側棘鰭上目、棘鰭上目 |
|                | 原棘鰭上目、キュウリウオ上目、シャチブリ上目、円鱗上目、ハダカイワシ上目、アカマンボウ上目、側棘鰭上目、棘鰭上目 |

| ニシン・骨鰾団 | ニシン目、セキトリイワシ目、ネズミギス目、コイ目、ナマズ目など                                                   |
|                | ニシン目、セキトリイワシ目、ネズミギス目、コイ目、ナマズ目など                                                   |
| 正真骨団       | 原棘鰭上目、キュウリウオ上目、シャチブリ上目、円鱗上目、ハダカイワシ上目、アカマンボウ上目、側棘鰭上目、棘鰭上目 |
|                | 原棘鰭上目、キュウリウオ上目、シャチブリ上目、円鱗上目、ハダカイワシ上目、アカマンボウ上目、側棘鰭上目、棘鰭上目 |

|  | アミア目 |
|  |          |
|  | ガー目   |
|  |          |

| アロワナ団     | アロワナ目、ヒオドン目 |
|                | アロワナ目、ヒオドン目 |
|                | \| ニシン・骨鰾団 \| ニシン目、セキトリイワシ目、ネズミギス目、コイ目、ナマズ目など \| \| \| ニシン目、セキトリイワシ目、ネズミギス目、コイ目、ナマズ目など \| \| 正真骨団 \| 原棘鰭上目、キュウリウオ上目、シャチブリ上目、円鱗上目、ハダカイワシ上目、アカマンボウ上目、側棘鰭上目、棘鰭上目 \| \| \| 原棘鰭上目、キュウリウオ上目、シャチブリ上目、円鱗上目、ハダカイワシ上目、アカマンボウ上目、側棘鰭上目、棘鰭上目 \| |
|                | |
| ニシン・骨鰾団 | ニシン目、セキトリイワシ目、ネズミギス目、コイ目、ナマズ目など |
|                | ニシン目、セキトリイワシ目、ネズミギス目、コイ目、ナマズ目など |
| 正真骨団       | 原棘鰭上目、キュウリウオ上目、シャチブリ上目、円鱗上目、ハダカイワシ上目、アカマンボウ上目、側棘鰭上目、棘鰭上目 |
|                | 原棘鰭上目、キュウリウオ上目、シャチブリ上目、円鱗上目、ハダカイワシ上目、アカマンボウ上目、側棘鰭上目、棘鰭上目 |

| ニシン・骨鰾団 | ニシン目、セキトリイワシ目、ネズミギス目、コイ目、ナマズ目など                                                   |
|                | ニシン目、セキトリイワシ目、ネズミギス目、コイ目、ナマズ目など                                                   |
| 正真骨団       | 原棘鰭上目、キュウリウオ上目、シャチブリ上目、円鱗上目、ハダカイワシ上目、アカマンボウ上目、側棘鰭上目、棘鰭上目 |
|                | 原棘鰭上目、キュウリウオ上目、シャチブリ上目、円鱗上目、ハダカイワシ上目、アカマンボウ上目、側棘鰭上目、棘鰭上目 |

| アロワナ団     | アロワナ目、ヒオドン目 |
|                | アロワナ目、ヒオドン目 |
|                | \| ニシン・骨鰾団 \| ニシン目、セキトリイワシ目、ネズミギス目、コイ目、ナマズ目など \| \| \| ニシン目、セキトリイワシ目、ネズミギス目、コイ目、ナマズ目など \| \| 正真骨団 \| 原棘鰭上目、キュウリウオ上目、シャチブリ上目、円鱗上目、ハダカイワシ上目、アカマンボウ上目、側棘鰭上目、棘鰭上目 \| \| \| 原棘鰭上目、キュウリウオ上目、シャチブリ上目、円鱗上目、ハダカイワシ上目、アカマンボウ上目、側棘鰭上目、棘鰭上目 \| |
|                | |
| ニシン・骨鰾団 | ニシン目、セキトリイワシ目、ネズミギス目、コイ目、ナマズ目など |
|                | ニシン目、セキトリイワシ目、ネズミギス目、コイ目、ナマズ目など |
| 正真骨団       | 原棘鰭上目、キュウリウオ上目、シャチブリ上目、円鱗上目、ハダカイワシ上目、アカマンボウ上目、側棘鰭上目、棘鰭上目 |
|                | 原棘鰭上目、キュウリウオ上目、シャチブリ上目、円鱗上目、ハダカイワシ上目、アカマンボウ上目、側棘鰭上目、棘鰭上目 |

| ニシン・骨鰾団 | ニシン目、セキトリイワシ目、ネズミギス目、コイ目、ナマズ目など                                                   |
|                | ニシン目、セキトリイワシ目、ネズミギス目、コイ目、ナマズ目など                                                   |
| 正真骨団       | 原棘鰭上目、キュウリウオ上目、シャチブリ上目、円鱗上目、ハダカイワシ上目、アカマンボウ上目、側棘鰭上目、棘鰭上目 |
|                | 原棘鰭上目、キュウリウオ上目、シャチブリ上目、円鱗上目、ハダカイワシ上目、アカマンボウ上目、側棘鰭上目、棘鰭上目 |

|  | アミア目 |
|  |          |
|  | ガー目   |
|  |          |

| アロワナ団     | アロワナ目、ヒオドン目 |
|                | アロワナ目、ヒオドン目 |
|                | \| ニシン・骨鰾団 \| ニシン目、セキトリイワシ目、ネズミギス目、コイ目、ナマズ目など \| \| \| ニシン目、セキトリイワシ目、ネズミギス目、コイ目、ナマズ目など \| \| 正真骨団 \| 原棘鰭上目、キュウリウオ上目、シャチブリ上目、円鱗上目、ハダカイワシ上目、アカマンボウ上目、側棘鰭上目、棘鰭上目 \| \| \| 原棘鰭上目、キュウリウオ上目、シャチブリ上目、円鱗上目、ハダカイワシ上目、アカマンボウ上目、側棘鰭上目、棘鰭上目 \| |
|                | |
| ニシン・骨鰾団 | ニシン目、セキトリイワシ目、ネズミギス目、コイ目、ナマズ目など |
|                | ニシン目、セキトリイワシ目、ネズミギス目、コイ目、ナマズ目など |
| 正真骨団       | 原棘鰭上目、キュウリウオ上目、シャチブリ上目、円鱗上目、ハダカイワシ上目、アカマンボウ上目、側棘鰭上目、棘鰭上目 |
|                | 原棘鰭上目、キュウリウオ上目、シャチブリ上目、円鱗上目、ハダカイワシ上目、アカマンボウ上目、側棘鰭上目、棘鰭上目 |

| ニシン・骨鰾団 | ニシン目、セキトリイワシ目、ネズミギス目、コイ目、ナマズ目など                                                   |
|                | ニシン目、セキトリイワシ目、ネズミギス目、コイ目、ナマズ目など                                                   |
| 正真骨団       | 原棘鰭上目、キュウリウオ上目、シャチブリ上目、円鱗上目、ハダカイワシ上目、アカマンボウ上目、側棘鰭上目、棘鰭上目 |
|                | 原棘鰭上目、キュウリウオ上目、シャチブリ上目、円鱗上目、ハダカイワシ上目、アカマンボウ上目、側棘鰭上目、棘鰭上目 |

| アロワナ団     | アロワナ目、ヒオドン目 |
|                | アロワナ目、ヒオドン目 |
|                | \| ニシン・骨鰾団 \| ニシン目、セキトリイワシ目、ネズミギス目、コイ目、ナマズ目など \| \| \| ニシン目、セキトリイワシ目、ネズミギス目、コイ目、ナマズ目など \| \| 正真骨団 \| 原棘鰭上目、キュウリウオ上目、シャチブリ上目、円鱗上目、ハダカイワシ上目、アカマンボウ上目、側棘鰭上目、棘鰭上目 \| \| \| 原棘鰭上目、キュウリウオ上目、シャチブリ上目、円鱗上目、ハダカイワシ上目、アカマンボウ上目、側棘鰭上目、棘鰭上目 \| |
|                | |
| ニシン・骨鰾団 | ニシン目、セキトリイワシ目、ネズミギス目、コイ目、ナマズ目など |
|                | ニシン目、セキトリイワシ目、ネズミギス目、コイ目、ナマズ目など |
| 正真骨団       | 原棘鰭上目、キュウリウオ上目、シャチブリ上目、円鱗上目、ハダカイワシ上目、アカマンボウ上目、側棘鰭上目、棘鰭上目 |
|                | 原棘鰭上目、キュウリウオ上目、シャチブリ上目、円鱗上目、ハダカイワシ上目、アカマンボウ上目、側棘鰭上目、棘鰭上目 |

| ニシン・骨鰾団 | ニシン目、セキトリイワシ目、ネズミギス目、コイ目、ナマズ目など                                                   |
|                | ニシン目、セキトリイワシ目、ネズミギス目、コイ目、ナマズ目など                                                   |
| 正真骨団       | 原棘鰭上目、キュウリウオ上目、シャチブリ上目、円鱗上目、ハダカイワシ上目、アカマンボウ上目、側棘鰭上目、棘鰭上目 |
|                | 原棘鰭上目、キュウリウオ上目、シャチブリ上目、円鱗上目、ハダカイワシ上目、アカマンボウ上目、側棘鰭上目、棘鰭上目 |

| 真正板鰓亜綱 | ネズミザメ目、ガンギエイ目など |
|              | ネズミザメ目、ガンギエイ目など |
| 全頭亜綱     | ギンザメ目                     |
|              | ギンザメ目                     |

| 輻鰭下綱     | シーラカンス目                                                                                    |
|              | シーラカンス目                                                                                    |
|              | \| ハイギョ下綱 \| ハイギョ目 \| \| \| ハイギョ目 \| \| 四肢動物下綱 \| 四肢類 \| \| \| 四肢類 \| |
|              |                                                                                                   |
| ハイギョ下綱 | ハイギョ目                                                                                        |
|              | ハイギョ目                                                                                        |
| 四肢動物下綱 | 四肢類                                                                                            |
|              | 四肢類                                                                                            |

| ハイギョ下綱 | ハイギョ目 |
|              | ハイギョ目 |
| 四肢動物下綱 | 四肢類     |
|              | 四肢類     |

|  | アミア目 |
|  |          |
|  | ガー目   |
|  |          |

| アロワナ団     | アロワナ目、ヒオドン目 |
|                | アロワナ目、ヒオドン目 |
|                | \| ニシン・骨鰾団 \| ニシン目、セキトリイワシ目、ネズミギス目、コイ目、ナマズ目など \| \| \| ニシン目、セキトリイワシ目、ネズミギス目、コイ目、ナマズ目など \| \| 正真骨団 \| 原棘鰭上目、キュウリウオ上目、シャチブリ上目、円鱗上目、ハダカイワシ上目、アカマンボウ上目、側棘鰭上目、棘鰭上目 \| \| \| 原棘鰭上目、キュウリウオ上目、シャチブリ上目、円鱗上目、ハダカイワシ上目、アカマンボウ上目、側棘鰭上目、棘鰭上目 \| |
|                | |
| ニシン・骨鰾団 | ニシン目、セキトリイワシ目、ネズミギス目、コイ目、ナマズ目など |
|                | ニシン目、セキトリイワシ目、ネズミギス目、コイ目、ナマズ目など |
| 正真骨団       | 原棘鰭上目、キュウリウオ上目、シャチブリ上目、円鱗上目、ハダカイワシ上目、アカマンボウ上目、側棘鰭上目、棘鰭上目 |
|                | 原棘鰭上目、キュウリウオ上目、シャチブリ上目、円鱗上目、ハダカイワシ上目、アカマンボウ上目、側棘鰭上目、棘鰭上目 |

| ニシン・骨鰾団 | ニシン目、セキトリイワシ目、ネズミギス目、コイ目、ナマズ目など                                                   |
|                | ニシン目、セキトリイワシ目、ネズミギス目、コイ目、ナマズ目など                                                   |
| 正真骨団       | 原棘鰭上目、キュウリウオ上目、シャチブリ上目、円鱗上目、ハダカイワシ上目、アカマンボウ上目、側棘鰭上目、棘鰭上目 |
|                | 原棘鰭上目、キュウリウオ上目、シャチブリ上目、円鱗上目、ハダカイワシ上目、アカマンボウ上目、側棘鰭上目、棘鰭上目 |

| アロワナ団     | アロワナ目、ヒオドン目 |
|                | アロワナ目、ヒオドン目 |
|                | \| ニシン・骨鰾団 \| ニシン目、セキトリイワシ目、ネズミギス目、コイ目、ナマズ目など \| \| \| ニシン目、セキトリイワシ目、ネズミギス目、コイ目、ナマズ目など \| \| 正真骨団 \| 原棘鰭上目、キュウリウオ上目、シャチブリ上目、円鱗上目、ハダカイワシ上目、アカマンボウ上目、側棘鰭上目、棘鰭上目 \| \| \| 原棘鰭上目、キュウリウオ上目、シャチブリ上目、円鱗上目、ハダカイワシ上目、アカマンボウ上目、側棘鰭上目、棘鰭上目 \| |
|                | |
| ニシン・骨鰾団 | ニシン目、セキトリイワシ目、ネズミギス目、コイ目、ナマズ目など |
|                | ニシン目、セキトリイワシ目、ネズミギス目、コイ目、ナマズ目など |
| 正真骨団       | 原棘鰭上目、キュウリウオ上目、シャチブリ上目、円鱗上目、ハダカイワシ上目、アカマンボウ上目、側棘鰭上目、棘鰭上目 |
|                | 原棘鰭上目、キュウリウオ上目、シャチブリ上目、円鱗上目、ハダカイワシ上目、アカマンボウ上目、側棘鰭上目、棘鰭上目 |

| ニシン・骨鰾団 | ニシン目、セキトリイワシ目、ネズミギス目、コイ目、ナマズ目など                                                   |
|                | ニシン目、セキトリイワシ目、ネズミギス目、コイ目、ナマズ目など                                                   |
| 正真骨団       | 原棘鰭上目、キュウリウオ上目、シャチブリ上目、円鱗上目、ハダカイワシ上目、アカマンボウ上目、側棘鰭上目、棘鰭上目 |
|                | 原棘鰭上目、キュウリウオ上目、シャチブリ上目、円鱗上目、ハダカイワシ上目、アカマンボウ上目、側棘鰭上目、棘鰭上目 |

|  | アミア目 |
|  |          |
|  | ガー目   |
|  |          |

| アロワナ団     | アロワナ目、ヒオドン目 |
|                | アロワナ目、ヒオドン目 |
|                | \| ニシン・骨鰾団 \| ニシン目、セキトリイワシ目、ネズミギス目、コイ目、ナマズ目など \| \| \| ニシン目、セキトリイワシ目、ネズミギス目、コイ目、ナマズ目など \| \| 正真骨団 \| 原棘鰭上目、キュウリウオ上目、シャチブリ上目、円鱗上目、ハダカイワシ上目、アカマンボウ上目、側棘鰭上目、棘鰭上目 \| \| \| 原棘鰭上目、キュウリウオ上目、シャチブリ上目、円鱗上目、ハダカイワシ上目、アカマンボウ上目、側棘鰭上目、棘鰭上目 \| |
|                | |
| ニシン・骨鰾団 | ニシン目、セキトリイワシ目、ネズミギス目、コイ目、ナマズ目など |
|                | ニシン目、セキトリイワシ目、ネズミギス目、コイ目、ナマズ目など |
| 正真骨団       | 原棘鰭上目、キュウリウオ上目、シャチブリ上目、円鱗上目、ハダカイワシ上目、アカマンボウ上目、側棘鰭上目、棘鰭上目 |
|                | 原棘鰭上目、キュウリウオ上目、シャチブリ上目、円鱗上目、ハダカイワシ上目、アカマンボウ上目、側棘鰭上目、棘鰭上目 |

| ニシン・骨鰾団 | ニシン目、セキトリイワシ目、ネズミギス目、コイ目、ナマズ目など                                                   |
|                | ニシン目、セキトリイワシ目、ネズミギス目、コイ目、ナマズ目など                                                   |
| 正真骨団       | 原棘鰭上目、キュウリウオ上目、シャチブリ上目、円鱗上目、ハダカイワシ上目、アカマンボウ上目、側棘鰭上目、棘鰭上目 |
|                | 原棘鰭上目、キュウリウオ上目、シャチブリ上目、円鱗上目、ハダカイワシ上目、アカマンボウ上目、側棘鰭上目、棘鰭上目 |

| アロワナ団     | アロワナ目、ヒオドン目 |
|                | アロワナ目、ヒオドン目 |
|                | \| ニシン・骨鰾団 \| ニシン目、セキトリイワシ目、ネズミギス目、コイ目、ナマズ目など \| \| \| ニシン目、セキトリイワシ目、ネズミギス目、コイ目、ナマズ目など \| \| 正真骨団 \| 原棘鰭上目、キュウリウオ上目、シャチブリ上目、円鱗上目、ハダカイワシ上目、アカマンボウ上目、側棘鰭上目、棘鰭上目 \| \| \| 原棘鰭上目、キュウリウオ上目、シャチブリ上目、円鱗上目、ハダカイワシ上目、アカマンボウ上目、側棘鰭上目、棘鰭上目 \| |
|                | |
| ニシン・骨鰾団 | ニシン目、セキトリイワシ目、ネズミギス目、コイ目、ナマズ目など |
|                | ニシン目、セキトリイワシ目、ネズミギス目、コイ目、ナマズ目など |
| 正真骨団       | 原棘鰭上目、キュウリウオ上目、シャチブリ上目、円鱗上目、ハダカイワシ上目、アカマンボウ上目、側棘鰭上目、棘鰭上目 |
|                | 原棘鰭上目、キュウリウオ上目、シャチブリ上目、円鱗上目、ハダカイワシ上目、アカマンボウ上目、側棘鰭上目、棘鰭上目 |

| ニシン・骨鰾団 | ニシン目、セキトリイワシ目、ネズミギス目、コイ目、ナマズ目など                                                   |
|                | ニシン目、セキトリイワシ目、ネズミギス目、コイ目、ナマズ目など                                                   |
| 正真骨団       | 原棘鰭上目、キュウリウオ上目、シャチブリ上目、円鱗上目、ハダカイワシ上目、アカマンボウ上目、側棘鰭上目、棘鰭上目 |
|                | 原棘鰭上目、キュウリウオ上目、シャチブリ上目、円鱗上目、ハダカイワシ上目、アカマンボウ上目、側棘鰭上目、棘鰭上目 |

|  | アミア目 |
|  |          |
|  | ガー目   |
|  |          |

| アロワナ団     | アロワナ目、ヒオドン目 |
|                | アロワナ目、ヒオドン目 |
|                | \| ニシン・骨鰾団 \| ニシン目、セキトリイワシ目、ネズミギス目、コイ目、ナマズ目など \| \| \| ニシン目、セキトリイワシ目、ネズミギス目、コイ目、ナマズ目など \| \| 正真骨団 \| 原棘鰭上目、キュウリウオ上目、シャチブリ上目、円鱗上目、ハダカイワシ上目、アカマンボウ上目、側棘鰭上目、棘鰭上目 \| \| \| 原棘鰭上目、キュウリウオ上目、シャチブリ上目、円鱗上目、ハダカイワシ上目、アカマンボウ上目、側棘鰭上目、棘鰭上目 \| |
|                | |
| ニシン・骨鰾団 | ニシン目、セキトリイワシ目、ネズミギス目、コイ目、ナマズ目など |
|                | ニシン目、セキトリイワシ目、ネズミギス目、コイ目、ナマズ目など |
| 正真骨団       | 原棘鰭上目、キュウリウオ上目、シャチブリ上目、円鱗上目、ハダカイワシ上目、アカマンボウ上目、側棘鰭上目、棘鰭上目 |
|                | 原棘鰭上目、キュウリウオ上目、シャチブリ上目、円鱗上目、ハダカイワシ上目、アカマンボウ上目、側棘鰭上目、棘鰭上目 |

| ニシン・骨鰾団 | ニシン目、セキトリイワシ目、ネズミギス目、コイ目、ナマズ目など                                                   |
|                | ニシン目、セキトリイワシ目、ネズミギス目、コイ目、ナマズ目など                                                   |
| 正真骨団       | 原棘鰭上目、キュウリウオ上目、シャチブリ上目、円鱗上目、ハダカイワシ上目、アカマンボウ上目、側棘鰭上目、棘鰭上目 |
|                | 原棘鰭上目、キュウリウオ上目、シャチブリ上目、円鱗上目、ハダカイワシ上目、アカマンボウ上目、側棘鰭上目、棘鰭上目 |

| アロワナ団     | アロワナ目、ヒオドン目 |
|                | アロワナ目、ヒオドン目 |
|                | \| ニシン・骨鰾団 \| ニシン目、セキトリイワシ目、ネズミギス目、コイ目、ナマズ目など \| \| \| ニシン目、セキトリイワシ目、ネズミギス目、コイ目、ナマズ目など \| \| 正真骨団 \| 原棘鰭上目、キュウリウオ上目、シャチブリ上目、円鱗上目、ハダカイワシ上目、アカマンボウ上目、側棘鰭上目、棘鰭上目 \| \| \| 原棘鰭上目、キュウリウオ上目、シャチブリ上目、円鱗上目、ハダカイワシ上目、アカマンボウ上目、側棘鰭上目、棘鰭上目 \| |
|                | |
| ニシン・骨鰾団 | ニシン目、セキトリイワシ目、ネズミギス目、コイ目、ナマズ目など |
|                | ニシン目、セキトリイワシ目、ネズミギス目、コイ目、ナマズ目など |
| 正真骨団       | 原棘鰭上目、キュウリウオ上目、シャチブリ上目、円鱗上目、ハダカイワシ上目、アカマンボウ上目、側棘鰭上目、棘鰭上目 |
|                | 原棘鰭上目、キュウリウオ上目、シャチブリ上目、円鱗上目、ハダカイワシ上目、アカマンボウ上目、側棘鰭上目、棘鰭上目 |

| ニシン・骨鰾団 | ニシン目、セキトリイワシ目、ネズミギス目、コイ目、ナマズ目など                                                   |
|                | ニシン目、セキトリイワシ目、ネズミギス目、コイ目、ナマズ目など                                                   |
| 正真骨団       | 原棘鰭上目、キュウリウオ上目、シャチブリ上目、円鱗上目、ハダカイワシ上目、アカマンボウ上目、側棘鰭上目、棘鰭上目 |
|                | 原棘鰭上目、キュウリウオ上目、シャチブリ上目、円鱗上目、ハダカイワシ上目、アカマンボウ上目、側棘鰭上目、棘鰭上目 |

|  | アミア目 |
|  |          |
|  | ガー目   |
|  |          |

| アロワナ団     | アロワナ目、ヒオドン目 |
|                | アロワナ目、ヒオドン目 |
|                | \| ニシン・骨鰾団 \| ニシン目、セキトリイワシ目、ネズミギス目、コイ目、ナマズ目など \| \| \| ニシン目、セキトリイワシ目、ネズミギス目、コイ目、ナマズ目など \| \| 正真骨団 \| 原棘鰭上目、キュウリウオ上目、シャチブリ上目、円鱗上目、ハダカイワシ上目、アカマンボウ上目、側棘鰭上目、棘鰭上目 \| \| \| 原棘鰭上目、キュウリウオ上目、シャチブリ上目、円鱗上目、ハダカイワシ上目、アカマンボウ上目、側棘鰭上目、棘鰭上目 \| |
|                | |
| ニシン・骨鰾団 | ニシン目、セキトリイワシ目、ネズミギス目、コイ目、ナマズ目など |
|                | ニシン目、セキトリイワシ目、ネズミギス目、コイ目、ナマズ目など |
| 正真骨団       | 原棘鰭上目、キュウリウオ上目、シャチブリ上目、円鱗上目、ハダカイワシ上目、アカマンボウ上目、側棘鰭上目、棘鰭上目 |
|                | 原棘鰭上目、キュウリウオ上目、シャチブリ上目、円鱗上目、ハダカイワシ上目、アカマンボウ上目、側棘鰭上目、棘鰭上目 |

| ニシン・骨鰾団 | ニシン目、セキトリイワシ目、ネズミギス目、コイ目、ナマズ目など                                                   |
|                | ニシン目、セキトリイワシ目、ネズミギス目、コイ目、ナマズ目など                                                   |
| 正真骨団       | 原棘鰭上目、キュウリウオ上目、シャチブリ上目、円鱗上目、ハダカイワシ上目、アカマンボウ上目、側棘鰭上目、棘鰭上目 |
|                | 原棘鰭上目、キュウリウオ上目、シャチブリ上目、円鱗上目、ハダカイワシ上目、アカマンボウ上目、側棘鰭上目、棘鰭上目 |

| アロワナ団     | アロワナ目、ヒオドン目 |
|                | アロワナ目、ヒオドン目 |
|                | \| ニシン・骨鰾団 \| ニシン目、セキトリイワシ目、ネズミギス目、コイ目、ナマズ目など \| \| \| ニシン目、セキトリイワシ目、ネズミギス目、コイ目、ナマズ目など \| \| 正真骨団 \| 原棘鰭上目、キュウリウオ上目、シャチブリ上目、円鱗上目、ハダカイワシ上目、アカマンボウ上目、側棘鰭上目、棘鰭上目 \| \| \| 原棘鰭上目、キュウリウオ上目、シャチブリ上目、円鱗上目、ハダカイワシ上目、アカマンボウ上目、側棘鰭上目、棘鰭上目 \| |
|                | |
| ニシン・骨鰾団 | ニシン目、セキトリイワシ目、ネズミギス目、コイ目、ナマズ目など |
|                | ニシン目、セキトリイワシ目、ネズミギス目、コイ目、ナマズ目など |
| 正真骨団       | 原棘鰭上目、キュウリウオ上目、シャチブリ上目、円鱗上目、ハダカイワシ上目、アカマンボウ上目、側棘鰭上目、棘鰭上目 |
|                | 原棘鰭上目、キュウリウオ上目、シャチブリ上目、円鱗上目、ハダカイワシ上目、アカマンボウ上目、側棘鰭上目、棘鰭上目 |

| ニシン・骨鰾団 | ニシン目、セキトリイワシ目、ネズミギス目、コイ目、ナマズ目など                                                   |
|                | ニシン目、セキトリイワシ目、ネズミギス目、コイ目、ナマズ目など                                                   |
| 正真骨団       | 原棘鰭上目、キュウリウオ上目、シャチブリ上目、円鱗上目、ハダカイワシ上目、アカマンボウ上目、側棘鰭上目、棘鰭上目 |
|                | 原棘鰭上目、キュウリウオ上目、シャチブリ上目、円鱗上目、ハダカイワシ上目、アカマンボウ上目、側棘鰭上目、棘鰭上目 |

|  | アミア目 |
|  |          |
|  | ガー目   |
|  |          |

| アロワナ団     | アロワナ目、ヒオドン目 |
|                | アロワナ目、ヒオドン目 |
|                | \| ニシン・骨鰾団 \| ニシン目、セキトリイワシ目、ネズミギス目、コイ目、ナマズ目など \| \| \| ニシン目、セキトリイワシ目、ネズミギス目、コイ目、ナマズ目など \| \| 正真骨団 \| 原棘鰭上目、キュウリウオ上目、シャチブリ上目、円鱗上目、ハダカイワシ上目、アカマンボウ上目、側棘鰭上目、棘鰭上目 \| \| \| 原棘鰭上目、キュウリウオ上目、シャチブリ上目、円鱗上目、ハダカイワシ上目、アカマンボウ上目、側棘鰭上目、棘鰭上目 \| |
|                | |
| ニシン・骨鰾団 | ニシン目、セキトリイワシ目、ネズミギス目、コイ目、ナマズ目など |
|                | ニシン目、セキトリイワシ目、ネズミギス目、コイ目、ナマズ目など |
| 正真骨団       | 原棘鰭上目、キュウリウオ上目、シャチブリ上目、円鱗上目、ハダカイワシ上目、アカマンボウ上目、側棘鰭上目、棘鰭上目 |
|                | 原棘鰭上目、キュウリウオ上目、シャチブリ上目、円鱗上目、ハダカイワシ上目、アカマンボウ上目、側棘鰭上目、棘鰭上目 |

| ニシン・骨鰾団 | ニシン目、セキトリイワシ目、ネズミギス目、コイ目、ナマズ目など                                                   |
|                | ニシン目、セキトリイワシ目、ネズミギス目、コイ目、ナマズ目など                                                   |
| 正真骨団       | 原棘鰭上目、キュウリウオ上目、シャチブリ上目、円鱗上目、ハダカイワシ上目、アカマンボウ上目、側棘鰭上目、棘鰭上目 |
|                | 原棘鰭上目、キュウリウオ上目、シャチブリ上目、円鱗上目、ハダカイワシ上目、アカマンボウ上目、側棘鰭上目、棘鰭上目 |

| アロワナ団     | アロワナ目、ヒオドン目 |
|                | アロワナ目、ヒオドン目 |
|                | \| ニシン・骨鰾団 \| ニシン目、セキトリイワシ目、ネズミギス目、コイ目、ナマズ目など \| \| \| ニシン目、セキトリイワシ目、ネズミギス目、コイ目、ナマズ目など \| \| 正真骨団 \| 原棘鰭上目、キュウリウオ上目、シャチブリ上目、円鱗上目、ハダカイワシ上目、アカマンボウ上目、側棘鰭上目、棘鰭上目 \| \| \| 原棘鰭上目、キュウリウオ上目、シャチブリ上目、円鱗上目、ハダカイワシ上目、アカマンボウ上目、側棘鰭上目、棘鰭上目 \| |
|                | |
| ニシン・骨鰾団 | ニシン目、セキトリイワシ目、ネズミギス目、コイ目、ナマズ目など |
|                | ニシン目、セキトリイワシ目、ネズミギス目、コイ目、ナマズ目など |
| 正真骨団       | 原棘鰭上目、キュウリウオ上目、シャチブリ上目、円鱗上目、ハダカイワシ上目、アカマンボウ上目、側棘鰭上目、棘鰭上目 |
|                | 原棘鰭上目、キュウリウオ上目、シャチブリ上目、円鱗上目、ハダカイワシ上目、アカマンボウ上目、側棘鰭上目、棘鰭上目 |

| ニシン・骨鰾団 | ニシン目、セキトリイワシ目、ネズミギス目、コイ目、ナマズ目など                                                   |
|                | ニシン目、セキトリイワシ目、ネズミギス目、コイ目、ナマズ目など                                                   |
| 正真骨団       | 原棘鰭上目、キュウリウオ上目、シャチブリ上目、円鱗上目、ハダカイワシ上目、アカマンボウ上目、側棘鰭上目、棘鰭上目 |
|                | 原棘鰭上目、キュウリウオ上目、シャチブリ上目、円鱗上目、ハダカイワシ上目、アカマンボウ上目、側棘鰭上目、棘鰭上目 |

|  | アミア目 |
|  |          |
|  | ガー目   |
|  |          |

| アロワナ団     | アロワナ目、ヒオドン目 |
|                | アロワナ目、ヒオドン目 |
|                | \| ニシン・骨鰾団 \| ニシン目、セキトリイワシ目、ネズミギス目、コイ目、ナマズ目など \| \| \| ニシン目、セキトリイワシ目、ネズミギス目、コイ目、ナマズ目など \| \| 正真骨団 \| 原棘鰭上目、キュウリウオ上目、シャチブリ上目、円鱗上目、ハダカイワシ上目、アカマンボウ上目、側棘鰭上目、棘鰭上目 \| \| \| 原棘鰭上目、キュウリウオ上目、シャチブリ上目、円鱗上目、ハダカイワシ上目、アカマンボウ上目、側棘鰭上目、棘鰭上目 \| |
|                | |
| ニシン・骨鰾団 | ニシン目、セキトリイワシ目、ネズミギス目、コイ目、ナマズ目など |
|                | ニシン目、セキトリイワシ目、ネズミギス目、コイ目、ナマズ目など |
| 正真骨団       | 原棘鰭上目、キュウリウオ上目、シャチブリ上目、円鱗上目、ハダカイワシ上目、アカマンボウ上目、側棘鰭上目、棘鰭上目 |
|                | 原棘鰭上目、キュウリウオ上目、シャチブリ上目、円鱗上目、ハダカイワシ上目、アカマンボウ上目、側棘鰭上目、棘鰭上目 |

| ニシン・骨鰾団 | ニシン目、セキトリイワシ目、ネズミギス目、コイ目、ナマズ目など                                                   |
|                | ニシン目、セキトリイワシ目、ネズミギス目、コイ目、ナマズ目など                                                   |
| 正真骨団       | 原棘鰭上目、キュウリウオ上目、シャチブリ上目、円鱗上目、ハダカイワシ上目、アカマンボウ上目、側棘鰭上目、棘鰭上目 |
|                | 原棘鰭上目、キュウリウオ上目、シャチブリ上目、円鱗上目、ハダカイワシ上目、アカマンボウ上目、側棘鰭上目、棘鰭上目 |

| アロワナ団     | アロワナ目、ヒオドン目 |
|                | アロワナ目、ヒオドン目 |
|                | \| ニシン・骨鰾団 \| ニシン目、セキトリイワシ目、ネズミギス目、コイ目、ナマズ目など \| \| \| ニシン目、セキトリイワシ目、ネズミギス目、コイ目、ナマズ目など \| \| 正真骨団 \| 原棘鰭上目、キュウリウオ上目、シャチブリ上目、円鱗上目、ハダカイワシ上目、アカマンボウ上目、側棘鰭上目、棘鰭上目 \| \| \| 原棘鰭上目、キュウリウオ上目、シャチブリ上目、円鱗上目、ハダカイワシ上目、アカマンボウ上目、側棘鰭上目、棘鰭上目 \| |
|                | |
| ニシン・骨鰾団 | ニシン目、セキトリイワシ目、ネズミギス目、コイ目、ナマズ目など |
|                | ニシン目、セキトリイワシ目、ネズミギス目、コイ目、ナマズ目など |
| 正真骨団       | 原棘鰭上目、キュウリウオ上目、シャチブリ上目、円鱗上目、ハダカイワシ上目、アカマンボウ上目、側棘鰭上目、棘鰭上目 |
|                | 原棘鰭上目、キュウリウオ上目、シャチブリ上目、円鱗上目、ハダカイワシ上目、アカマンボウ上目、側棘鰭上目、棘鰭上目 |

| ニシン・骨鰾団 | ニシン目、セキトリイワシ目、ネズミギス目、コイ目、ナマズ目など                                                   |
|                | ニシン目、セキトリイワシ目、ネズミギス目、コイ目、ナマズ目など                                                   |
| 正真骨団       | 原棘鰭上目、キュウリウオ上目、シャチブリ上目、円鱗上目、ハダカイワシ上目、アカマンボウ上目、側棘鰭上目、棘鰭上目 |
|                | 原棘鰭上目、キュウリウオ上目、シャチブリ上目、円鱗上目、ハダカイワシ上目、アカマンボウ上目、側棘鰭上目、棘鰭上目 |

|  | アミア目 |
|  |          |
|  | ガー目   |
|  |          |

| アロワナ団     | アロワナ目、ヒオドン目 |
|                | アロワナ目、ヒオドン目 |
|                | \| ニシン・骨鰾団 \| ニシン目、セキトリイワシ目、ネズミギス目、コイ目、ナマズ目など \| \| \| ニシン目、セキトリイワシ目、ネズミギス目、コイ目、ナマズ目など \| \| 正真骨団 \| 原棘鰭上目、キュウリウオ上目、シャチブリ上目、円鱗上目、ハダカイワシ上目、アカマンボウ上目、側棘鰭上目、棘鰭上目 \| \| \| 原棘鰭上目、キュウリウオ上目、シャチブリ上目、円鱗上目、ハダカイワシ上目、アカマンボウ上目、側棘鰭上目、棘鰭上目 \| |
|                | |
| ニシン・骨鰾団 | ニシン目、セキトリイワシ目、ネズミギス目、コイ目、ナマズ目など |
|                | ニシン目、セキトリイワシ目、ネズミギス目、コイ目、ナマズ目など |
| 正真骨団       | 原棘鰭上目、キュウリウオ上目、シャチブリ上目、円鱗上目、ハダカイワシ上目、アカマンボウ上目、側棘鰭上目、棘鰭上目 |
|                | 原棘鰭上目、キュウリウオ上目、シャチブリ上目、円鱗上目、ハダカイワシ上目、アカマンボウ上目、側棘鰭上目、棘鰭上目 |

| ニシン・骨鰾団 | ニシン目、セキトリイワシ目、ネズミギス目、コイ目、ナマズ目など                                                   |
|                | ニシン目、セキトリイワシ目、ネズミギス目、コイ目、ナマズ目など                                                   |
| 正真骨団       | 原棘鰭上目、キュウリウオ上目、シャチブリ上目、円鱗上目、ハダカイワシ上目、アカマンボウ上目、側棘鰭上目、棘鰭上目 |
|                | 原棘鰭上目、キュウリウオ上目、シャチブリ上目、円鱗上目、ハダカイワシ上目、アカマンボウ上目、側棘鰭上目、棘鰭上目 |

| アロワナ団     | アロワナ目、ヒオドン目 |
|                | アロワナ目、ヒオドン目 |
|                | \| ニシン・骨鰾団 \| ニシン目、セキトリイワシ目、ネズミギス目、コイ目、ナマズ目など \| \| \| ニシン目、セキトリイワシ目、ネズミギス目、コイ目、ナマズ目など \| \| 正真骨団 \| 原棘鰭上目、キュウリウオ上目、シャチブリ上目、円鱗上目、ハダカイワシ上目、アカマンボウ上目、側棘鰭上目、棘鰭上目 \| \| \| 原棘鰭上目、キュウリウオ上目、シャチブリ上目、円鱗上目、ハダカイワシ上目、アカマンボウ上目、側棘鰭上目、棘鰭上目 \| |
|                | |
| ニシン・骨鰾団 | ニシン目、セキトリイワシ目、ネズミギス目、コイ目、ナマズ目など |
|                | ニシン目、セキトリイワシ目、ネズミギス目、コイ目、ナマズ目など |
| 正真骨団       | 原棘鰭上目、キュウリウオ上目、シャチブリ上目、円鱗上目、ハダカイワシ上目、アカマンボウ上目、側棘鰭上目、棘鰭上目 |
|                | 原棘鰭上目、キュウリウオ上目、シャチブリ上目、円鱗上目、ハダカイワシ上目、アカマンボウ上目、側棘鰭上目、棘鰭上目 |

| ニシン・骨鰾団 | ニシン目、セキトリイワシ目、ネズミギス目、コイ目、ナマズ目など                                                   |
|                | ニシン目、セキトリイワシ目、ネズミギス目、コイ目、ナマズ目など                                                   |
| 正真骨団       | 原棘鰭上目、キュウリウオ上目、シャチブリ上目、円鱗上目、ハダカイワシ上目、アカマンボウ上目、側棘鰭上目、棘鰭上目 |
|                | 原棘鰭上目、キュウリウオ上目、シャチブリ上目、円鱗上目、ハダカイワシ上目、アカマンボウ上目、側棘鰭上目、棘鰭上目 |

|  | アミア目 |
|  |          |
|  | ガー目   |
|  |          |

| アロワナ団     | アロワナ目、ヒオドン目 |
|                | アロワナ目、ヒオドン目 |
|                | \| ニシン・骨鰾団 \| ニシン目、セキトリイワシ目、ネズミギス目、コイ目、ナマズ目など \| \| \| ニシン目、セキトリイワシ目、ネズミギス目、コイ目、ナマズ目など \| \| 正真骨団 \| 原棘鰭上目、キュウリウオ上目、シャチブリ上目、円鱗上目、ハダカイワシ上目、アカマンボウ上目、側棘鰭上目、棘鰭上目 \| \| \| 原棘鰭上目、キュウリウオ上目、シャチブリ上目、円鱗上目、ハダカイワシ上目、アカマンボウ上目、側棘鰭上目、棘鰭上目 \| |
|                | |
| ニシン・骨鰾団 | ニシン目、セキトリイワシ目、ネズミギス目、コイ目、ナマズ目など |
|                | ニシン目、セキトリイワシ目、ネズミギス目、コイ目、ナマズ目など |
| 正真骨団       | 原棘鰭上目、キュウリウオ上目、シャチブリ上目、円鱗上目、ハダカイワシ上目、アカマンボウ上目、側棘鰭上目、棘鰭上目 |
|                | 原棘鰭上目、キュウリウオ上目、シャチブリ上目、円鱗上目、ハダカイワシ上目、アカマンボウ上目、側棘鰭上目、棘鰭上目 |

| ニシン・骨鰾団 | ニシン目、セキトリイワシ目、ネズミギス目、コイ目、ナマズ目など                                                   |
|                | ニシン目、セキトリイワシ目、ネズミギス目、コイ目、ナマズ目など                                                   |
| 正真骨団       | 原棘鰭上目、キュウリウオ上目、シャチブリ上目、円鱗上目、ハダカイワシ上目、アカマンボウ上目、側棘鰭上目、棘鰭上目 |
|                | 原棘鰭上目、キュウリウオ上目、シャチブリ上目、円鱗上目、ハダカイワシ上目、アカマンボウ上目、側棘鰭上目、棘鰭上目 |

| アロワナ団     | アロワナ目、ヒオドン目 |
|                | アロワナ目、ヒオドン目 |
|                | \| ニシン・骨鰾団 \| ニシン目、セキトリイワシ目、ネズミギス目、コイ目、ナマズ目など \| \| \| ニシン目、セキトリイワシ目、ネズミギス目、コイ目、ナマズ目など \| \| 正真骨団 \| 原棘鰭上目、キュウリウオ上目、シャチブリ上目、円鱗上目、ハダカイワシ上目、アカマンボウ上目、側棘鰭上目、棘鰭上目 \| \| \| 原棘鰭上目、キュウリウオ上目、シャチブリ上目、円鱗上目、ハダカイワシ上目、アカマンボウ上目、側棘鰭上目、棘鰭上目 \| |
|                | |
| ニシン・骨鰾団 | ニシン目、セキトリイワシ目、ネズミギス目、コイ目、ナマズ目など |
|                | ニシン目、セキトリイワシ目、ネズミギス目、コイ目、ナマズ目など |
| 正真骨団       | 原棘鰭上目、キュウリウオ上目、シャチブリ上目、円鱗上目、ハダカイワシ上目、アカマンボウ上目、側棘鰭上目、棘鰭上目 |
|                | 原棘鰭上目、キュウリウオ上目、シャチブリ上目、円鱗上目、ハダカイワシ上目、アカマンボウ上目、側棘鰭上目、棘鰭上目 |

| ニシン・骨鰾団 | ニシン目、セキトリイワシ目、ネズミギス目、コイ目、ナマズ目など                                                   |
|                | ニシン目、セキトリイワシ目、ネズミギス目、コイ目、ナマズ目など                                                   |
| 正真骨団       | 原棘鰭上目、キュウリウオ上目、シャチブリ上目、円鱗上目、ハダカイワシ上目、アカマンボウ上目、側棘鰭上目、棘鰭上目 |
|                | 原棘鰭上目、キュウリウオ上目、シャチブリ上目、円鱗上目、ハダカイワシ上目、アカマンボウ上目、側棘鰭上目、棘鰭上目 |

| 輻鰭下綱     | シーラカンス目                                                                                    |
|              | シーラカンス目                                                                                    |
|              | \| ハイギョ下綱 \| ハイギョ目 \| \| \| ハイギョ目 \| \| 四肢動物下綱 \| 四肢類 \| \| \| 四肢類 \| |
|              |                                                                                                   |
| ハイギョ下綱 | ハイギョ目                                                                                        |
|              | ハイギョ目                                                                                        |
| 四肢動物下綱 | 四肢類                                                                                            |
|              | 四肢類                                                                                            |

| ハイギョ下綱 | ハイギョ目 |
|              | ハイギョ目 |
| 四肢動物下綱 | 四肢類     |
|              | 四肢類     |

|  | アミア目 |
|  |          |
|  | ガー目   |
|  |          |

| アロワナ団     | アロワナ目、ヒオドン目 |
|                | アロワナ目、ヒオドン目 |
|                | \| ニシン・骨鰾団 \| ニシン目、セキトリイワシ目、ネズミギス目、コイ目、ナマズ目など \| \| \| ニシン目、セキトリイワシ目、ネズミギス目、コイ目、ナマズ目など \| \| 正真骨団 \| 原棘鰭上目、キュウリウオ上目、シャチブリ上目、円鱗上目、ハダカイワシ上目、アカマンボウ上目、側棘鰭上目、棘鰭上目 \| \| \| 原棘鰭上目、キュウリウオ上目、シャチブリ上目、円鱗上目、ハダカイワシ上目、アカマンボウ上目、側棘鰭上目、棘鰭上目 \| |
|                | |
| ニシン・骨鰾団 | ニシン目、セキトリイワシ目、ネズミギス目、コイ目、ナマズ目など |
|                | ニシン目、セキトリイワシ目、ネズミギス目、コイ目、ナマズ目など |
| 正真骨団       | 原棘鰭上目、キュウリウオ上目、シャチブリ上目、円鱗上目、ハダカイワシ上目、アカマンボウ上目、側棘鰭上目、棘鰭上目 |
|                | 原棘鰭上目、キュウリウオ上目、シャチブリ上目、円鱗上目、ハダカイワシ上目、アカマンボウ上目、側棘鰭上目、棘鰭上目 |

| ニシン・骨鰾団 | ニシン目、セキトリイワシ目、ネズミギス目、コイ目、ナマズ目など                                                   |
|                | ニシン目、セキトリイワシ目、ネズミギス目、コイ目、ナマズ目など                                                   |
| 正真骨団       | 原棘鰭上目、キュウリウオ上目、シャチブリ上目、円鱗上目、ハダカイワシ上目、アカマンボウ上目、側棘鰭上目、棘鰭上目 |
|                | 原棘鰭上目、キュウリウオ上目、シャチブリ上目、円鱗上目、ハダカイワシ上目、アカマンボウ上目、側棘鰭上目、棘鰭上目 |

| アロワナ団     | アロワナ目、ヒオドン目 |
|                | アロワナ目、ヒオドン目 |
|                | \| ニシン・骨鰾団 \| ニシン目、セキトリイワシ目、ネズミギス目、コイ目、ナマズ目など \| \| \| ニシン目、セキトリイワシ目、ネズミギス目、コイ目、ナマズ目など \| \| 正真骨団 \| 原棘鰭上目、キュウリウオ上目、シャチブリ上目、円鱗上目、ハダカイワシ上目、アカマンボウ上目、側棘鰭上目、棘鰭上目 \| \| \| 原棘鰭上目、キュウリウオ上目、シャチブリ上目、円鱗上目、ハダカイワシ上目、アカマンボウ上目、側棘鰭上目、棘鰭上目 \| |
|                | |
| ニシン・骨鰾団 | ニシン目、セキトリイワシ目、ネズミギス目、コイ目、ナマズ目など |
|                | ニシン目、セキトリイワシ目、ネズミギス目、コイ目、ナマズ目など |
| 正真骨団       | 原棘鰭上目、キュウリウオ上目、シャチブリ上目、円鱗上目、ハダカイワシ上目、アカマンボウ上目、側棘鰭上目、棘鰭上目 |
|                | 原棘鰭上目、キュウリウオ上目、シャチブリ上目、円鱗上目、ハダカイワシ上目、アカマンボウ上目、側棘鰭上目、棘鰭上目 |

| ニシン・骨鰾団 | ニシン目、セキトリイワシ目、ネズミギス目、コイ目、ナマズ目など                                                   |
|                | ニシン目、セキトリイワシ目、ネズミギス目、コイ目、ナマズ目など                                                   |
| 正真骨団       | 原棘鰭上目、キュウリウオ上目、シャチブリ上目、円鱗上目、ハダカイワシ上目、アカマンボウ上目、側棘鰭上目、棘鰭上目 |
|                | 原棘鰭上目、キュウリウオ上目、シャチブリ上目、円鱗上目、ハダカイワシ上目、アカマンボウ上目、側棘鰭上目、棘鰭上目 |

|  | アミア目 |
|  |          |
|  | ガー目   |
|  |          |

| アロワナ団     | アロワナ目、ヒオドン目 |
|                | アロワナ目、ヒオドン目 |
|                | \| ニシン・骨鰾団 \| ニシン目、セキトリイワシ目、ネズミギス目、コイ目、ナマズ目など \| \| \| ニシン目、セキトリイワシ目、ネズミギス目、コイ目、ナマズ目など \| \| 正真骨団 \| 原棘鰭上目、キュウリウオ上目、シャチブリ上目、円鱗上目、ハダカイワシ上目、アカマンボウ上目、側棘鰭上目、棘鰭上目 \| \| \| 原棘鰭上目、キュウリウオ上目、シャチブリ上目、円鱗上目、ハダカイワシ上目、アカマンボウ上目、側棘鰭上目、棘鰭上目 \| |
|                | |
| ニシン・骨鰾団 | ニシン目、セキトリイワシ目、ネズミギス目、コイ目、ナマズ目など |
|                | ニシン目、セキトリイワシ目、ネズミギス目、コイ目、ナマズ目など |
| 正真骨団       | 原棘鰭上目、キュウリウオ上目、シャチブリ上目、円鱗上目、ハダカイワシ上目、アカマンボウ上目、側棘鰭上目、棘鰭上目 |
|                | 原棘鰭上目、キュウリウオ上目、シャチブリ上目、円鱗上目、ハダカイワシ上目、アカマンボウ上目、側棘鰭上目、棘鰭上目 |

| ニシン・骨鰾団 | ニシン目、セキトリイワシ目、ネズミギス目、コイ目、ナマズ目など                                                   |
|                | ニシン目、セキトリイワシ目、ネズミギス目、コイ目、ナマズ目など                                                   |
| 正真骨団       | 原棘鰭上目、キュウリウオ上目、シャチブリ上目、円鱗上目、ハダカイワシ上目、アカマンボウ上目、側棘鰭上目、棘鰭上目 |
|                | 原棘鰭上目、キュウリウオ上目、シャチブリ上目、円鱗上目、ハダカイワシ上目、アカマンボウ上目、側棘鰭上目、棘鰭上目 |

| アロワナ団     | アロワナ目、ヒオドン目 |
|                | アロワナ目、ヒオドン目 |
|                | \| ニシン・骨鰾団 \| ニシン目、セキトリイワシ目、ネズミギス目、コイ目、ナマズ目など \| \| \| ニシン目、セキトリイワシ目、ネズミギス目、コイ目、ナマズ目など \| \| 正真骨団 \| 原棘鰭上目、キュウリウオ上目、シャチブリ上目、円鱗上目、ハダカイワシ上目、アカマンボウ上目、側棘鰭上目、棘鰭上目 \| \| \| 原棘鰭上目、キュウリウオ上目、シャチブリ上目、円鱗上目、ハダカイワシ上目、アカマンボウ上目、側棘鰭上目、棘鰭上目 \| |
|                | |
| ニシン・骨鰾団 | ニシン目、セキトリイワシ目、ネズミギス目、コイ目、ナマズ目など |
|                | ニシン目、セキトリイワシ目、ネズミギス目、コイ目、ナマズ目など |
| 正真骨団       | 原棘鰭上目、キュウリウオ上目、シャチブリ上目、円鱗上目、ハダカイワシ上目、アカマンボウ上目、側棘鰭上目、棘鰭上目 |
|                | 原棘鰭上目、キュウリウオ上目、シャチブリ上目、円鱗上目、ハダカイワシ上目、アカマンボウ上目、側棘鰭上目、棘鰭上目 |

| ニシン・骨鰾団 | ニシン目、セキトリイワシ目、ネズミギス目、コイ目、ナマズ目など                                                   |
|                | ニシン目、セキトリイワシ目、ネズミギス目、コイ目、ナマズ目など                                                   |
| 正真骨団       | 原棘鰭上目、キュウリウオ上目、シャチブリ上目、円鱗上目、ハダカイワシ上目、アカマンボウ上目、側棘鰭上目、棘鰭上目 |
|                | 原棘鰭上目、キュウリウオ上目、シャチブリ上目、円鱗上目、ハダカイワシ上目、アカマンボウ上目、側棘鰭上目、棘鰭上目 |

|  | アミア目 |
|  |          |
|  | ガー目   |
|  |          |

| アロワナ団     | アロワナ目、ヒオドン目 |
|                | アロワナ目、ヒオドン目 |
|                | \| ニシン・骨鰾団 \| ニシン目、セキトリイワシ目、ネズミギス目、コイ目、ナマズ目など \| \| \| ニシン目、セキトリイワシ目、ネズミギス目、コイ目、ナマズ目など \| \| 正真骨団 \| 原棘鰭上目、キュウリウオ上目、シャチブリ上目、円鱗上目、ハダカイワシ上目、アカマンボウ上目、側棘鰭上目、棘鰭上目 \| \| \| 原棘鰭上目、キュウリウオ上目、シャチブリ上目、円鱗上目、ハダカイワシ上目、アカマンボウ上目、側棘鰭上目、棘鰭上目 \| |
|                | |
| ニシン・骨鰾団 | ニシン目、セキトリイワシ目、ネズミギス目、コイ目、ナマズ目など |
|                | ニシン目、セキトリイワシ目、ネズミギス目、コイ目、ナマズ目など |
| 正真骨団       | 原棘鰭上目、キュウリウオ上目、シャチブリ上目、円鱗上目、ハダカイワシ上目、アカマンボウ上目、側棘鰭上目、棘鰭上目 |
|                | 原棘鰭上目、キュウリウオ上目、シャチブリ上目、円鱗上目、ハダカイワシ上目、アカマンボウ上目、側棘鰭上目、棘鰭上目 |

| ニシン・骨鰾団 | ニシン目、セキトリイワシ目、ネズミギス目、コイ目、ナマズ目など                                                   |
|                | ニシン目、セキトリイワシ目、ネズミギス目、コイ目、ナマズ目など                                                   |
| 正真骨団       | 原棘鰭上目、キュウリウオ上目、シャチブリ上目、円鱗上目、ハダカイワシ上目、アカマンボウ上目、側棘鰭上目、棘鰭上目 |
|                | 原棘鰭上目、キュウリウオ上目、シャチブリ上目、円鱗上目、ハダカイワシ上目、アカマンボウ上目、側棘鰭上目、棘鰭上目 |

| アロワナ団     | アロワナ目、ヒオドン目 |
|                | アロワナ目、ヒオドン目 |
|                | \| ニシン・骨鰾団 \| ニシン目、セキトリイワシ目、ネズミギス目、コイ目、ナマズ目など \| \| \| ニシン目、セキトリイワシ目、ネズミギス目、コイ目、ナマズ目など \| \| 正真骨団 \| 原棘鰭上目、キュウリウオ上目、シャチブリ上目、円鱗上目、ハダカイワシ上目、アカマンボウ上目、側棘鰭上目、棘鰭上目 \| \| \| 原棘鰭上目、キュウリウオ上目、シャチブリ上目、円鱗上目、ハダカイワシ上目、アカマンボウ上目、側棘鰭上目、棘鰭上目 \| |
|                | |
| ニシン・骨鰾団 | ニシン目、セキトリイワシ目、ネズミギス目、コイ目、ナマズ目など |
|                | ニシン目、セキトリイワシ目、ネズミギス目、コイ目、ナマズ目など |
| 正真骨団       | 原棘鰭上目、キュウリウオ上目、シャチブリ上目、円鱗上目、ハダカイワシ上目、アカマンボウ上目、側棘鰭上目、棘鰭上目 |
|                | 原棘鰭上目、キュウリウオ上目、シャチブリ上目、円鱗上目、ハダカイワシ上目、アカマンボウ上目、側棘鰭上目、棘鰭上目 |

| ニシン・骨鰾団 | ニシン目、セキトリイワシ目、ネズミギス目、コイ目、ナマズ目など                                                   |
|                | ニシン目、セキトリイワシ目、ネズミギス目、コイ目、ナマズ目など                                                   |
| 正真骨団       | 原棘鰭上目、キュウリウオ上目、シャチブリ上目、円鱗上目、ハダカイワシ上目、アカマンボウ上目、側棘鰭上目、棘鰭上目 |
|                | 原棘鰭上目、キュウリウオ上目、シャチブリ上目、円鱗上目、ハダカイワシ上目、アカマンボウ上目、側棘鰭上目、棘鰭上目 |

|  | アミア目 |
|  |          |
|  | ガー目   |
|  |          |

| アロワナ団     | アロワナ目、ヒオドン目 |
|                | アロワナ目、ヒオドン目 |
|                | \| ニシン・骨鰾団 \| ニシン目、セキトリイワシ目、ネズミギス目、コイ目、ナマズ目など \| \| \| ニシン目、セキトリイワシ目、ネズミギス目、コイ目、ナマズ目など \| \| 正真骨団 \| 原棘鰭上目、キュウリウオ上目、シャチブリ上目、円鱗上目、ハダカイワシ上目、アカマンボウ上目、側棘鰭上目、棘鰭上目 \| \| \| 原棘鰭上目、キュウリウオ上目、シャチブリ上目、円鱗上目、ハダカイワシ上目、アカマンボウ上目、側棘鰭上目、棘鰭上目 \| |
|                | |
| ニシン・骨鰾団 | ニシン目、セキトリイワシ目、ネズミギス目、コイ目、ナマズ目など |
|                | ニシン目、セキトリイワシ目、ネズミギス目、コイ目、ナマズ目など |
| 正真骨団       | 原棘鰭上目、キュウリウオ上目、シャチブリ上目、円鱗上目、ハダカイワシ上目、アカマンボウ上目、側棘鰭上目、棘鰭上目 |
|                | 原棘鰭上目、キュウリウオ上目、シャチブリ上目、円鱗上目、ハダカイワシ上目、アカマンボウ上目、側棘鰭上目、棘鰭上目 |

| ニシン・骨鰾団 | ニシン目、セキトリイワシ目、ネズミギス目、コイ目、ナマズ目など                                                   |
|                | ニシン目、セキトリイワシ目、ネズミギス目、コイ目、ナマズ目など                                                   |
| 正真骨団       | 原棘鰭上目、キュウリウオ上目、シャチブリ上目、円鱗上目、ハダカイワシ上目、アカマンボウ上目、側棘鰭上目、棘鰭上目 |
|                | 原棘鰭上目、キュウリウオ上目、シャチブリ上目、円鱗上目、ハダカイワシ上目、アカマンボウ上目、側棘鰭上目、棘鰭上目 |

| アロワナ団     | アロワナ目、ヒオドン目 |
|                | アロワナ目、ヒオドン目 |
|                | \| ニシン・骨鰾団 \| ニシン目、セキトリイワシ目、ネズミギス目、コイ目、ナマズ目など \| \| \| ニシン目、セキトリイワシ目、ネズミギス目、コイ目、ナマズ目など \| \| 正真骨団 \| 原棘鰭上目、キュウリウオ上目、シャチブリ上目、円鱗上目、ハダカイワシ上目、アカマンボウ上目、側棘鰭上目、棘鰭上目 \| \| \| 原棘鰭上目、キュウリウオ上目、シャチブリ上目、円鱗上目、ハダカイワシ上目、アカマンボウ上目、側棘鰭上目、棘鰭上目 \| |
|                | |
| ニシン・骨鰾団 | ニシン目、セキトリイワシ目、ネズミギス目、コイ目、ナマズ目など |
|                | ニシン目、セキトリイワシ目、ネズミギス目、コイ目、ナマズ目など |
| 正真骨団       | 原棘鰭上目、キュウリウオ上目、シャチブリ上目、円鱗上目、ハダカイワシ上目、アカマンボウ上目、側棘鰭上目、棘鰭上目 |
|                | 原棘鰭上目、キュウリウオ上目、シャチブリ上目、円鱗上目、ハダカイワシ上目、アカマンボウ上目、側棘鰭上目、棘鰭上目 |

| ニシン・骨鰾団 | ニシン目、セキトリイワシ目、ネズミギス目、コイ目、ナマズ目など                                                   |
|                | ニシン目、セキトリイワシ目、ネズミギス目、コイ目、ナマズ目など                                                   |
| 正真骨団       | 原棘鰭上目、キュウリウオ上目、シャチブリ上目、円鱗上目、ハダカイワシ上目、アカマンボウ上目、側棘鰭上目、棘鰭上目 |
|                | 原棘鰭上目、キュウリウオ上目、シャチブリ上目、円鱗上目、ハダカイワシ上目、アカマンボウ上目、側棘鰭上目、棘鰭上目 |

|  | アミア目 |
|  |          |
|  | ガー目   |
|  |          |

| アロワナ団     | アロワナ目、ヒオドン目 |
|                | アロワナ目、ヒオドン目 |
|                | \| ニシン・骨鰾団 \| ニシン目、セキトリイワシ目、ネズミギス目、コイ目、ナマズ目など \| \| \| ニシン目、セキトリイワシ目、ネズミギス目、コイ目、ナマズ目など \| \| 正真骨団 \| 原棘鰭上目、キュウリウオ上目、シャチブリ上目、円鱗上目、ハダカイワシ上目、アカマンボウ上目、側棘鰭上目、棘鰭上目 \| \| \| 原棘鰭上目、キュウリウオ上目、シャチブリ上目、円鱗上目、ハダカイワシ上目、アカマンボウ上目、側棘鰭上目、棘鰭上目 \| |
|                | |
| ニシン・骨鰾団 | ニシン目、セキトリイワシ目、ネズミギス目、コイ目、ナマズ目など |
|                | ニシン目、セキトリイワシ目、ネズミギス目、コイ目、ナマズ目など |
| 正真骨団       | 原棘鰭上目、キュウリウオ上目、シャチブリ上目、円鱗上目、ハダカイワシ上目、アカマンボウ上目、側棘鰭上目、棘鰭上目 |
|                | 原棘鰭上目、キュウリウオ上目、シャチブリ上目、円鱗上目、ハダカイワシ上目、アカマンボウ上目、側棘鰭上目、棘鰭上目 |

| ニシン・骨鰾団 | ニシン目、セキトリイワシ目、ネズミギス目、コイ目、ナマズ目など                                                   |
|                | ニシン目、セキトリイワシ目、ネズミギス目、コイ目、ナマズ目など                                                   |
| 正真骨団       | 原棘鰭上目、キュウリウオ上目、シャチブリ上目、円鱗上目、ハダカイワシ上目、アカマンボウ上目、側棘鰭上目、棘鰭上目 |
|                | 原棘鰭上目、キュウリウオ上目、シャチブリ上目、円鱗上目、ハダカイワシ上目、アカマンボウ上目、側棘鰭上目、棘鰭上目 |

| アロワナ団     | アロワナ目、ヒオドン目 |
|                | アロワナ目、ヒオドン目 |
|                | \| ニシン・骨鰾団 \| ニシン目、セキトリイワシ目、ネズミギス目、コイ目、ナマズ目など \| \| \| ニシン目、セキトリイワシ目、ネズミギス目、コイ目、ナマズ目など \| \| 正真骨団 \| 原棘鰭上目、キュウリウオ上目、シャチブリ上目、円鱗上目、ハダカイワシ上目、アカマンボウ上目、側棘鰭上目、棘鰭上目 \| \| \| 原棘鰭上目、キュウリウオ上目、シャチブリ上目、円鱗上目、ハダカイワシ上目、アカマンボウ上目、側棘鰭上目、棘鰭上目 \| |
|                | |
| ニシン・骨鰾団 | ニシン目、セキトリイワシ目、ネズミギス目、コイ目、ナマズ目など |
|                | ニシン目、セキトリイワシ目、ネズミギス目、コイ目、ナマズ目など |
| 正真骨団       | 原棘鰭上目、キュウリウオ上目、シャチブリ上目、円鱗上目、ハダカイワシ上目、アカマンボウ上目、側棘鰭上目、棘鰭上目 |
|                | 原棘鰭上目、キュウリウオ上目、シャチブリ上目、円鱗上目、ハダカイワシ上目、アカマンボウ上目、側棘鰭上目、棘鰭上目 |

| ニシン・骨鰾団 | ニシン目、セキトリイワシ目、ネズミギス目、コイ目、ナマズ目など                                                   |
|                | ニシン目、セキトリイワシ目、ネズミギス目、コイ目、ナマズ目など                                                   |
| 正真骨団       | 原棘鰭上目、キュウリウオ上目、シャチブリ上目、円鱗上目、ハダカイワシ上目、アカマンボウ上目、側棘鰭上目、棘鰭上目 |
|                | 原棘鰭上目、キュウリウオ上目、シャチブリ上目、円鱗上目、ハダカイワシ上目、アカマンボウ上目、側棘鰭上目、棘鰭上目 |

|  | アミア目 |
|  |          |
|  | ガー目   |
|  |          |

| アロワナ団     | アロワナ目、ヒオドン目 |
|                | アロワナ目、ヒオドン目 |
|                | \| ニシン・骨鰾団 \| ニシン目、セキトリイワシ目、ネズミギス目、コイ目、ナマズ目など \| \| \| ニシン目、セキトリイワシ目、ネズミギス目、コイ目、ナマズ目など \| \| 正真骨団 \| 原棘鰭上目、キュウリウオ上目、シャチブリ上目、円鱗上目、ハダカイワシ上目、アカマンボウ上目、側棘鰭上目、棘鰭上目 \| \| \| 原棘鰭上目、キュウリウオ上目、シャチブリ上目、円鱗上目、ハダカイワシ上目、アカマンボウ上目、側棘鰭上目、棘鰭上目 \| |
|                | |
| ニシン・骨鰾団 | ニシン目、セキトリイワシ目、ネズミギス目、コイ目、ナマズ目など |
|                | ニシン目、セキトリイワシ目、ネズミギス目、コイ目、ナマズ目など |
| 正真骨団       | 原棘鰭上目、キュウリウオ上目、シャチブリ上目、円鱗上目、ハダカイワシ上目、アカマンボウ上目、側棘鰭上目、棘鰭上目 |
|                | 原棘鰭上目、キュウリウオ上目、シャチブリ上目、円鱗上目、ハダカイワシ上目、アカマンボウ上目、側棘鰭上目、棘鰭上目 |

| ニシン・骨鰾団 | ニシン目、セキトリイワシ目、ネズミギス目、コイ目、ナマズ目など                                                   |
|                | ニシン目、セキトリイワシ目、ネズミギス目、コイ目、ナマズ目など                                                   |
| 正真骨団       | 原棘鰭上目、キュウリウオ上目、シャチブリ上目、円鱗上目、ハダカイワシ上目、アカマンボウ上目、側棘鰭上目、棘鰭上目 |
|                | 原棘鰭上目、キュウリウオ上目、シャチブリ上目、円鱗上目、ハダカイワシ上目、アカマンボウ上目、側棘鰭上目、棘鰭上目 |

| アロワナ団     | アロワナ目、ヒオドン目 |
|                | アロワナ目、ヒオドン目 |
|                | \| ニシン・骨鰾団 \| ニシン目、セキトリイワシ目、ネズミギス目、コイ目、ナマズ目など \| \| \| ニシン目、セキトリイワシ目、ネズミギス目、コイ目、ナマズ目など \| \| 正真骨団 \| 原棘鰭上目、キュウリウオ上目、シャチブリ上目、円鱗上目、ハダカイワシ上目、アカマンボウ上目、側棘鰭上目、棘鰭上目 \| \| \| 原棘鰭上目、キュウリウオ上目、シャチブリ上目、円鱗上目、ハダカイワシ上目、アカマンボウ上目、側棘鰭上目、棘鰭上目 \| |
|                | |
| ニシン・骨鰾団 | ニシン目、セキトリイワシ目、ネズミギス目、コイ目、ナマズ目など |
|                | ニシン目、セキトリイワシ目、ネズミギス目、コイ目、ナマズ目など |
| 正真骨団       | 原棘鰭上目、キュウリウオ上目、シャチブリ上目、円鱗上目、ハダカイワシ上目、アカマンボウ上目、側棘鰭上目、棘鰭上目 |
|                | 原棘鰭上目、キュウリウオ上目、シャチブリ上目、円鱗上目、ハダカイワシ上目、アカマンボウ上目、側棘鰭上目、棘鰭上目 |

| ニシン・骨鰾団 | ニシン目、セキトリイワシ目、ネズミギス目、コイ目、ナマズ目など                                                   |
|                | ニシン目、セキトリイワシ目、ネズミギス目、コイ目、ナマズ目など                                                   |
| 正真骨団       | 原棘鰭上目、キュウリウオ上目、シャチブリ上目、円鱗上目、ハダカイワシ上目、アカマンボウ上目、側棘鰭上目、棘鰭上目 |
|                | 原棘鰭上目、キュウリウオ上目、シャチブリ上目、円鱗上目、ハダカイワシ上目、アカマンボウ上目、側棘鰭上目、棘鰭上目 |

|  | アミア目 |
|  |          |
|  | ガー目   |
|  |          |

| アロワナ団     | アロワナ目、ヒオドン目 |
|                | アロワナ目、ヒオドン目 |
|                | \| ニシン・骨鰾団 \| ニシン目、セキトリイワシ目、ネズミギス目、コイ目、ナマズ目など \| \| \| ニシン目、セキトリイワシ目、ネズミギス目、コイ目、ナマズ目など \| \| 正真骨団 \| 原棘鰭上目、キュウリウオ上目、シャチブリ上目、円鱗上目、ハダカイワシ上目、アカマンボウ上目、側棘鰭上目、棘鰭上目 \| \| \| 原棘鰭上目、キュウリウオ上目、シャチブリ上目、円鱗上目、ハダカイワシ上目、アカマンボウ上目、側棘鰭上目、棘鰭上目 \| |
|                | |
| ニシン・骨鰾団 | ニシン目、セキトリイワシ目、ネズミギス目、コイ目、ナマズ目など |
|                | ニシン目、セキトリイワシ目、ネズミギス目、コイ目、ナマズ目など |
| 正真骨団       | 原棘鰭上目、キュウリウオ上目、シャチブリ上目、円鱗上目、ハダカイワシ上目、アカマンボウ上目、側棘鰭上目、棘鰭上目 |
|                | 原棘鰭上目、キュウリウオ上目、シャチブリ上目、円鱗上目、ハダカイワシ上目、アカマンボウ上目、側棘鰭上目、棘鰭上目 |

| ニシン・骨鰾団 | ニシン目、セキトリイワシ目、ネズミギス目、コイ目、ナマズ目など                                                   |
|                | ニシン目、セキトリイワシ目、ネズミギス目、コイ目、ナマズ目など                                                   |
| 正真骨団       | 原棘鰭上目、キュウリウオ上目、シャチブリ上目、円鱗上目、ハダカイワシ上目、アカマンボウ上目、側棘鰭上目、棘鰭上目 |
|                | 原棘鰭上目、キュウリウオ上目、シャチブリ上目、円鱗上目、ハダカイワシ上目、アカマンボウ上目、側棘鰭上目、棘鰭上目 |

| アロワナ団     | アロワナ目、ヒオドン目 |
|                | アロワナ目、ヒオドン目 |
|                | \| ニシン・骨鰾団 \| ニシン目、セキトリイワシ目、ネズミギス目、コイ目、ナマズ目など \| \| \| ニシン目、セキトリイワシ目、ネズミギス目、コイ目、ナマズ目など \| \| 正真骨団 \| 原棘鰭上目、キュウリウオ上目、シャチブリ上目、円鱗上目、ハダカイワシ上目、アカマンボウ上目、側棘鰭上目、棘鰭上目 \| \| \| 原棘鰭上目、キュウリウオ上目、シャチブリ上目、円鱗上目、ハダカイワシ上目、アカマンボウ上目、側棘鰭上目、棘鰭上目 \| |
|                | |
| ニシン・骨鰾団 | ニシン目、セキトリイワシ目、ネズミギス目、コイ目、ナマズ目など |
|                | ニシン目、セキトリイワシ目、ネズミギス目、コイ目、ナマズ目など |
| 正真骨団       | 原棘鰭上目、キュウリウオ上目、シャチブリ上目、円鱗上目、ハダカイワシ上目、アカマンボウ上目、側棘鰭上目、棘鰭上目 |
|                | 原棘鰭上目、キュウリウオ上目、シャチブリ上目、円鱗上目、ハダカイワシ上目、アカマンボウ上目、側棘鰭上目、棘鰭上目 |

| ニシン・骨鰾団 | ニシン目、セキトリイワシ目、ネズミギス目、コイ目、ナマズ目など                                                   |
|                | ニシン目、セキトリイワシ目、ネズミギス目、コイ目、ナマズ目など                                                   |
| 正真骨団       | 原棘鰭上目、キュウリウオ上目、シャチブリ上目、円鱗上目、ハダカイワシ上目、アカマンボウ上目、側棘鰭上目、棘鰭上目 |
|                | 原棘鰭上目、キュウリウオ上目、シャチブリ上目、円鱗上目、ハダカイワシ上目、アカマンボウ上目、側棘鰭上目、棘鰭上目 |

|  | アミア目 |
|  |          |
|  | ガー目   |
|  |          |

| アロワナ団     | アロワナ目、ヒオドン目 |
|                | アロワナ目、ヒオドン目 |
|                | \| ニシン・骨鰾団 \| ニシン目、セキトリイワシ目、ネズミギス目、コイ目、ナマズ目など \| \| \| ニシン目、セキトリイワシ目、ネズミギス目、コイ目、ナマズ目など \| \| 正真骨団 \| 原棘鰭上目、キュウリウオ上目、シャチブリ上目、円鱗上目、ハダカイワシ上目、アカマンボウ上目、側棘鰭上目、棘鰭上目 \| \| \| 原棘鰭上目、キュウリウオ上目、シャチブリ上目、円鱗上目、ハダカイワシ上目、アカマンボウ上目、側棘鰭上目、棘鰭上目 \| |
|                | |
| ニシン・骨鰾団 | ニシン目、セキトリイワシ目、ネズミギス目、コイ目、ナマズ目など |
|                | ニシン目、セキトリイワシ目、ネズミギス目、コイ目、ナマズ目など |
| 正真骨団       | 原棘鰭上目、キュウリウオ上目、シャチブリ上目、円鱗上目、ハダカイワシ上目、アカマンボウ上目、側棘鰭上目、棘鰭上目 |
|                | 原棘鰭上目、キュウリウオ上目、シャチブリ上目、円鱗上目、ハダカイワシ上目、アカマンボウ上目、側棘鰭上目、棘鰭上目 |

| ニシン・骨鰾団 | ニシン目、セキトリイワシ目、ネズミギス目、コイ目、ナマズ目など                                                   |
|                | ニシン目、セキトリイワシ目、ネズミギス目、コイ目、ナマズ目など                                                   |
| 正真骨団       | 原棘鰭上目、キュウリウオ上目、シャチブリ上目、円鱗上目、ハダカイワシ上目、アカマンボウ上目、側棘鰭上目、棘鰭上目 |
|                | 原棘鰭上目、キュウリウオ上目、シャチブリ上目、円鱗上目、ハダカイワシ上目、アカマンボウ上目、側棘鰭上目、棘鰭上目 |

| アロワナ団     | アロワナ目、ヒオドン目 |
|                | アロワナ目、ヒオドン目 |
|                | \| ニシン・骨鰾団 \| ニシン目、セキトリイワシ目、ネズミギス目、コイ目、ナマズ目など \| \| \| ニシン目、セキトリイワシ目、ネズミギス目、コイ目、ナマズ目など \| \| 正真骨団 \| 原棘鰭上目、キュウリウオ上目、シャチブリ上目、円鱗上目、ハダカイワシ上目、アカマンボウ上目、側棘鰭上目、棘鰭上目 \| \| \| 原棘鰭上目、キュウリウオ上目、シャチブリ上目、円鱗上目、ハダカイワシ上目、アカマンボウ上目、側棘鰭上目、棘鰭上目 \| |
|                | |
| ニシン・骨鰾団 | ニシン目、セキトリイワシ目、ネズミギス目、コイ目、ナマズ目など |
|                | ニシン目、セキトリイワシ目、ネズミギス目、コイ目、ナマズ目など |
| 正真骨団       | 原棘鰭上目、キュウリウオ上目、シャチブリ上目、円鱗上目、ハダカイワシ上目、アカマンボウ上目、側棘鰭上目、棘鰭上目 |
|                | 原棘鰭上目、キュウリウオ上目、シャチブリ上目、円鱗上目、ハダカイワシ上目、アカマンボウ上目、側棘鰭上目、棘鰭上目 |

| ニシン・骨鰾団 | ニシン目、セキトリイワシ目、ネズミギス目、コイ目、ナマズ目など                                                   |
|                | ニシン目、セキトリイワシ目、ネズミギス目、コイ目、ナマズ目など                                                   |
| 正真骨団       | 原棘鰭上目、キュウリウオ上目、シャチブリ上目、円鱗上目、ハダカイワシ上目、アカマンボウ上目、側棘鰭上目、棘鰭上目 |
|                | 原棘鰭上目、キュウリウオ上目、シャチブリ上目、円鱗上目、ハダカイワシ上目、アカマンボウ上目、側棘鰭上目、棘鰭上目 |

| 真正板鰓亜綱 | ネズミザメ目、ガンギエイ目など |
|              | ネズミザメ目、ガンギエイ目など |
| 全頭亜綱     | ギンザメ目                     |
|              | ギンザメ目                     |

| 輻鰭下綱     | シーラカンス目                                                                                    |
|              | シーラカンス目                                                                                    |
|              | \| ハイギョ下綱 \| ハイギョ目 \| \| \| ハイギョ目 \| \| 四肢動物下綱 \| 四肢類 \| \| \| 四肢類 \| |
|              |                                                                                                   |
| ハイギョ下綱 | ハイギョ目                                                                                        |
|              | ハイギョ目                                                                                        |
| 四肢動物下綱 | 四肢類                                                                                            |
|              | 四肢類                                                                                            |

| ハイギョ下綱 | ハイギョ目 |
|              | ハイギョ目 |
| 四肢動物下綱 | 四肢類     |
|              | 四肢類     |

|  | アミア目 |
|  |          |
|  | ガー目   |
|  |          |

| アロワナ団     | アロワナ目、ヒオドン目 |
|                | アロワナ目、ヒオドン目 |
|                | \| ニシン・骨鰾団 \| ニシン目、セキトリイワシ目、ネズミギス目、コイ目、ナマズ目など \| \| \| ニシン目、セキトリイワシ目、ネズミギス目、コイ目、ナマズ目など \| \| 正真骨団 \| 原棘鰭上目、キュウリウオ上目、シャチブリ上目、円鱗上目、ハダカイワシ上目、アカマンボウ上目、側棘鰭上目、棘鰭上目 \| \| \| 原棘鰭上目、キュウリウオ上目、シャチブリ上目、円鱗上目、ハダカイワシ上目、アカマンボウ上目、側棘鰭上目、棘鰭上目 \| |
|                | |
| ニシン・骨鰾団 | ニシン目、セキトリイワシ目、ネズミギス目、コイ目、ナマズ目など |
|                | ニシン目、セキトリイワシ目、ネズミギス目、コイ目、ナマズ目など |
| 正真骨団       | 原棘鰭上目、キュウリウオ上目、シャチブリ上目、円鱗上目、ハダカイワシ上目、アカマンボウ上目、側棘鰭上目、棘鰭上目 |
|                | 原棘鰭上目、キュウリウオ上目、シャチブリ上目、円鱗上目、ハダカイワシ上目、アカマンボウ上目、側棘鰭上目、棘鰭上目 |

| ニシン・骨鰾団 | ニシン目、セキトリイワシ目、ネズミギス目、コイ目、ナマズ目など                                                   |
|                | ニシン目、セキトリイワシ目、ネズミギス目、コイ目、ナマズ目など                                                   |
| 正真骨団       | 原棘鰭上目、キュウリウオ上目、シャチブリ上目、円鱗上目、ハダカイワシ上目、アカマンボウ上目、側棘鰭上目、棘鰭上目 |
|                | 原棘鰭上目、キュウリウオ上目、シャチブリ上目、円鱗上目、ハダカイワシ上目、アカマンボウ上目、側棘鰭上目、棘鰭上目 |

| アロワナ団     | アロワナ目、ヒオドン目 |
|                | アロワナ目、ヒオドン目 |
|                | \| ニシン・骨鰾団 \| ニシン目、セキトリイワシ目、ネズミギス目、コイ目、ナマズ目など \| \| \| ニシン目、セキトリイワシ目、ネズミギス目、コイ目、ナマズ目など \| \| 正真骨団 \| 原棘鰭上目、キュウリウオ上目、シャチブリ上目、円鱗上目、ハダカイワシ上目、アカマンボウ上目、側棘鰭上目、棘鰭上目 \| \| \| 原棘鰭上目、キュウリウオ上目、シャチブリ上目、円鱗上目、ハダカイワシ上目、アカマンボウ上目、側棘鰭上目、棘鰭上目 \| |
|                | |
| ニシン・骨鰾団 | ニシン目、セキトリイワシ目、ネズミギス目、コイ目、ナマズ目など |
|                | ニシン目、セキトリイワシ目、ネズミギス目、コイ目、ナマズ目など |
| 正真骨団       | 原棘鰭上目、キュウリウオ上目、シャチブリ上目、円鱗上目、ハダカイワシ上目、アカマンボウ上目、側棘鰭上目、棘鰭上目 |
|                | 原棘鰭上目、キュウリウオ上目、シャチブリ上目、円鱗上目、ハダカイワシ上目、アカマンボウ上目、側棘鰭上目、棘鰭上目 |

| ニシン・骨鰾団 | ニシン目、セキトリイワシ目、ネズミギス目、コイ目、ナマズ目など                                                   |
|                | ニシン目、セキトリイワシ目、ネズミギス目、コイ目、ナマズ目など                                                   |
| 正真骨団       | 原棘鰭上目、キュウリウオ上目、シャチブリ上目、円鱗上目、ハダカイワシ上目、アカマンボウ上目、側棘鰭上目、棘鰭上目 |
|                | 原棘鰭上目、キュウリウオ上目、シャチブリ上目、円鱗上目、ハダカイワシ上目、アカマンボウ上目、側棘鰭上目、棘鰭上目 |

|  | アミア目 |
|  |          |
|  | ガー目   |
|  |          |

| アロワナ団     | アロワナ目、ヒオドン目 |
|                | アロワナ目、ヒオドン目 |
|                | \| ニシン・骨鰾団 \| ニシン目、セキトリイワシ目、ネズミギス目、コイ目、ナマズ目など \| \| \| ニシン目、セキトリイワシ目、ネズミギス目、コイ目、ナマズ目など \| \| 正真骨団 \| 原棘鰭上目、キュウリウオ上目、シャチブリ上目、円鱗上目、ハダカイワシ上目、アカマンボウ上目、側棘鰭上目、棘鰭上目 \| \| \| 原棘鰭上目、キュウリウオ上目、シャチブリ上目、円鱗上目、ハダカイワシ上目、アカマンボウ上目、側棘鰭上目、棘鰭上目 \| |
|                | |
| ニシン・骨鰾団 | ニシン目、セキトリイワシ目、ネズミギス目、コイ目、ナマズ目など |
|                | ニシン目、セキトリイワシ目、ネズミギス目、コイ目、ナマズ目など |
| 正真骨団       | 原棘鰭上目、キュウリウオ上目、シャチブリ上目、円鱗上目、ハダカイワシ上目、アカマンボウ上目、側棘鰭上目、棘鰭上目 |
|                | 原棘鰭上目、キュウリウオ上目、シャチブリ上目、円鱗上目、ハダカイワシ上目、アカマンボウ上目、側棘鰭上目、棘鰭上目 |

| ニシン・骨鰾団 | ニシン目、セキトリイワシ目、ネズミギス目、コイ目、ナマズ目など                                                   |
|                | ニシン目、セキトリイワシ目、ネズミギス目、コイ目、ナマズ目など                                                   |
| 正真骨団       | 原棘鰭上目、キュウリウオ上目、シャチブリ上目、円鱗上目、ハダカイワシ上目、アカマンボウ上目、側棘鰭上目、棘鰭上目 |
|                | 原棘鰭上目、キュウリウオ上目、シャチブリ上目、円鱗上目、ハダカイワシ上目、アカマンボウ上目、側棘鰭上目、棘鰭上目 |

| アロワナ団     | アロワナ目、ヒオドン目 |
|                | アロワナ目、ヒオドン目 |
|                | \| ニシン・骨鰾団 \| ニシン目、セキトリイワシ目、ネズミギス目、コイ目、ナマズ目など \| \| \| ニシン目、セキトリイワシ目、ネズミギス目、コイ目、ナマズ目など \| \| 正真骨団 \| 原棘鰭上目、キュウリウオ上目、シャチブリ上目、円鱗上目、ハダカイワシ上目、アカマンボウ上目、側棘鰭上目、棘鰭上目 \| \| \| 原棘鰭上目、キュウリウオ上目、シャチブリ上目、円鱗上目、ハダカイワシ上目、アカマンボウ上目、側棘鰭上目、棘鰭上目 \| |
|                | |
| ニシン・骨鰾団 | ニシン目、セキトリイワシ目、ネズミギス目、コイ目、ナマズ目など |
|                | ニシン目、セキトリイワシ目、ネズミギス目、コイ目、ナマズ目など |
| 正真骨団       | 原棘鰭上目、キュウリウオ上目、シャチブリ上目、円鱗上目、ハダカイワシ上目、アカマンボウ上目、側棘鰭上目、棘鰭上目 |
|                | 原棘鰭上目、キュウリウオ上目、シャチブリ上目、円鱗上目、ハダカイワシ上目、アカマンボウ上目、側棘鰭上目、棘鰭上目 |

| ニシン・骨鰾団 | ニシン目、セキトリイワシ目、ネズミギス目、コイ目、ナマズ目など                                                   |
|                | ニシン目、セキトリイワシ目、ネズミギス目、コイ目、ナマズ目など                                                   |
| 正真骨団       | 原棘鰭上目、キュウリウオ上目、シャチブリ上目、円鱗上目、ハダカイワシ上目、アカマンボウ上目、側棘鰭上目、棘鰭上目 |
|                | 原棘鰭上目、キュウリウオ上目、シャチブリ上目、円鱗上目、ハダカイワシ上目、アカマンボウ上目、側棘鰭上目、棘鰭上目 |

|  | アミア目 |
|  |          |
|  | ガー目   |
|  |          |

| アロワナ団     | アロワナ目、ヒオドン目 |
|                | アロワナ目、ヒオドン目 |
|                | \| ニシン・骨鰾団 \| ニシン目、セキトリイワシ目、ネズミギス目、コイ目、ナマズ目など \| \| \| ニシン目、セキトリイワシ目、ネズミギス目、コイ目、ナマズ目など \| \| 正真骨団 \| 原棘鰭上目、キュウリウオ上目、シャチブリ上目、円鱗上目、ハダカイワシ上目、アカマンボウ上目、側棘鰭上目、棘鰭上目 \| \| \| 原棘鰭上目、キュウリウオ上目、シャチブリ上目、円鱗上目、ハダカイワシ上目、アカマンボウ上目、側棘鰭上目、棘鰭上目 \| |
|                | |
| ニシン・骨鰾団 | ニシン目、セキトリイワシ目、ネズミギス目、コイ目、ナマズ目など |
|                | ニシン目、セキトリイワシ目、ネズミギス目、コイ目、ナマズ目など |
| 正真骨団       | 原棘鰭上目、キュウリウオ上目、シャチブリ上目、円鱗上目、ハダカイワシ上目、アカマンボウ上目、側棘鰭上目、棘鰭上目 |
|                | 原棘鰭上目、キュウリウオ上目、シャチブリ上目、円鱗上目、ハダカイワシ上目、アカマンボウ上目、側棘鰭上目、棘鰭上目 |

| ニシン・骨鰾団 | ニシン目、セキトリイワシ目、ネズミギス目、コイ目、ナマズ目など                                                   |
|                | ニシン目、セキトリイワシ目、ネズミギス目、コイ目、ナマズ目など                                                   |
| 正真骨団       | 原棘鰭上目、キュウリウオ上目、シャチブリ上目、円鱗上目、ハダカイワシ上目、アカマンボウ上目、側棘鰭上目、棘鰭上目 |
|                | 原棘鰭上目、キュウリウオ上目、シャチブリ上目、円鱗上目、ハダカイワシ上目、アカマンボウ上目、側棘鰭上目、棘鰭上目 |

| アロワナ団     | アロワナ目、ヒオドン目 |
|                | アロワナ目、ヒオドン目 |
|                | \| ニシン・骨鰾団 \| ニシン目、セキトリイワシ目、ネズミギス目、コイ目、ナマズ目など \| \| \| ニシン目、セキトリイワシ目、ネズミギス目、コイ目、ナマズ目など \| \| 正真骨団 \| 原棘鰭上目、キュウリウオ上目、シャチブリ上目、円鱗上目、ハダカイワシ上目、アカマンボウ上目、側棘鰭上目、棘鰭上目 \| \| \| 原棘鰭上目、キュウリウオ上目、シャチブリ上目、円鱗上目、ハダカイワシ上目、アカマンボウ上目、側棘鰭上目、棘鰭上目 \| |
|                | |
| ニシン・骨鰾団 | ニシン目、セキトリイワシ目、ネズミギス目、コイ目、ナマズ目など |
|                | ニシン目、セキトリイワシ目、ネズミギス目、コイ目、ナマズ目など |
| 正真骨団       | 原棘鰭上目、キュウリウオ上目、シャチブリ上目、円鱗上目、ハダカイワシ上目、アカマンボウ上目、側棘鰭上目、棘鰭上目 |
|                | 原棘鰭上目、キュウリウオ上目、シャチブリ上目、円鱗上目、ハダカイワシ上目、アカマンボウ上目、側棘鰭上目、棘鰭上目 |

| ニシン・骨鰾団 | ニシン目、セキトリイワシ目、ネズミギス目、コイ目、ナマズ目など                                                   |
|                | ニシン目、セキトリイワシ目、ネズミギス目、コイ目、ナマズ目など                                                   |
| 正真骨団       | 原棘鰭上目、キュウリウオ上目、シャチブリ上目、円鱗上目、ハダカイワシ上目、アカマンボウ上目、側棘鰭上目、棘鰭上目 |
|                | 原棘鰭上目、キュウリウオ上目、シャチブリ上目、円鱗上目、ハダカイワシ上目、アカマンボウ上目、側棘鰭上目、棘鰭上目 |

|  | アミア目 |
|  |          |
|  | ガー目   |
|  |          |

| アロワナ団     | アロワナ目、ヒオドン目 |
|                | アロワナ目、ヒオドン目 |
|                | \| ニシン・骨鰾団 \| ニシン目、セキトリイワシ目、ネズミギス目、コイ目、ナマズ目など \| \| \| ニシン目、セキトリイワシ目、ネズミギス目、コイ目、ナマズ目など \| \| 正真骨団 \| 原棘鰭上目、キュウリウオ上目、シャチブリ上目、円鱗上目、ハダカイワシ上目、アカマンボウ上目、側棘鰭上目、棘鰭上目 \| \| \| 原棘鰭上目、キュウリウオ上目、シャチブリ上目、円鱗上目、ハダカイワシ上目、アカマンボウ上目、側棘鰭上目、棘鰭上目 \| |
|                | |
| ニシン・骨鰾団 | ニシン目、セキトリイワシ目、ネズミギス目、コイ目、ナマズ目など |
|                | ニシン目、セキトリイワシ目、ネズミギス目、コイ目、ナマズ目など |
| 正真骨団       | 原棘鰭上目、キュウリウオ上目、シャチブリ上目、円鱗上目、ハダカイワシ上目、アカマンボウ上目、側棘鰭上目、棘鰭上目 |
|                | 原棘鰭上目、キュウリウオ上目、シャチブリ上目、円鱗上目、ハダカイワシ上目、アカマンボウ上目、側棘鰭上目、棘鰭上目 |

| ニシン・骨鰾団 | ニシン目、セキトリイワシ目、ネズミギス目、コイ目、ナマズ目など                                                   |
|                | ニシン目、セキトリイワシ目、ネズミギス目、コイ目、ナマズ目など                                                   |
| 正真骨団       | 原棘鰭上目、キュウリウオ上目、シャチブリ上目、円鱗上目、ハダカイワシ上目、アカマンボウ上目、側棘鰭上目、棘鰭上目 |
|                | 原棘鰭上目、キュウリウオ上目、シャチブリ上目、円鱗上目、ハダカイワシ上目、アカマンボウ上目、側棘鰭上目、棘鰭上目 |

| アロワナ団     | アロワナ目、ヒオドン目 |
|                | アロワナ目、ヒオドン目 |
|                | \| ニシン・骨鰾団 \| ニシン目、セキトリイワシ目、ネズミギス目、コイ目、ナマズ目など \| \| \| ニシン目、セキトリイワシ目、ネズミギス目、コイ目、ナマズ目など \| \| 正真骨団 \| 原棘鰭上目、キュウリウオ上目、シャチブリ上目、円鱗上目、ハダカイワシ上目、アカマンボウ上目、側棘鰭上目、棘鰭上目 \| \| \| 原棘鰭上目、キュウリウオ上目、シャチブリ上目、円鱗上目、ハダカイワシ上目、アカマンボウ上目、側棘鰭上目、棘鰭上目 \| |
|                | |
| ニシン・骨鰾団 | ニシン目、セキトリイワシ目、ネズミギス目、コイ目、ナマズ目など |
|                | ニシン目、セキトリイワシ目、ネズミギス目、コイ目、ナマズ目など |
| 正真骨団       | 原棘鰭上目、キュウリウオ上目、シャチブリ上目、円鱗上目、ハダカイワシ上目、アカマンボウ上目、側棘鰭上目、棘鰭上目 |
|                | 原棘鰭上目、キュウリウオ上目、シャチブリ上目、円鱗上目、ハダカイワシ上目、アカマンボウ上目、側棘鰭上目、棘鰭上目 |

| ニシン・骨鰾団 | ニシン目、セキトリイワシ目、ネズミギス目、コイ目、ナマズ目など                                                   |
|                | ニシン目、セキトリイワシ目、ネズミギス目、コイ目、ナマズ目など                                                   |
| 正真骨団       | 原棘鰭上目、キュウリウオ上目、シャチブリ上目、円鱗上目、ハダカイワシ上目、アカマンボウ上目、側棘鰭上目、棘鰭上目 |
|                | 原棘鰭上目、キュウリウオ上目、シャチブリ上目、円鱗上目、ハダカイワシ上目、アカマンボウ上目、側棘鰭上目、棘鰭上目 |

|  | アミア目 |
|  |          |
|  | ガー目   |
|  |          |

| アロワナ団     | アロワナ目、ヒオドン目 |
|                | アロワナ目、ヒオドン目 |
|                | \| ニシン・骨鰾団 \| ニシン目、セキトリイワシ目、ネズミギス目、コイ目、ナマズ目など \| \| \| ニシン目、セキトリイワシ目、ネズミギス目、コイ目、ナマズ目など \| \| 正真骨団 \| 原棘鰭上目、キュウリウオ上目、シャチブリ上目、円鱗上目、ハダカイワシ上目、アカマンボウ上目、側棘鰭上目、棘鰭上目 \| \| \| 原棘鰭上目、キュウリウオ上目、シャチブリ上目、円鱗上目、ハダカイワシ上目、アカマンボウ上目、側棘鰭上目、棘鰭上目 \| |
|                | |
| ニシン・骨鰾団 | ニシン目、セキトリイワシ目、ネズミギス目、コイ目、ナマズ目など |
|                | ニシン目、セキトリイワシ目、ネズミギス目、コイ目、ナマズ目など |
| 正真骨団       | 原棘鰭上目、キュウリウオ上目、シャチブリ上目、円鱗上目、ハダカイワシ上目、アカマンボウ上目、側棘鰭上目、棘鰭上目 |
|                | 原棘鰭上目、キュウリウオ上目、シャチブリ上目、円鱗上目、ハダカイワシ上目、アカマンボウ上目、側棘鰭上目、棘鰭上目 |

| ニシン・骨鰾団 | ニシン目、セキトリイワシ目、ネズミギス目、コイ目、ナマズ目など                                                   |
|                | ニシン目、セキトリイワシ目、ネズミギス目、コイ目、ナマズ目など                                                   |
| 正真骨団       | 原棘鰭上目、キュウリウオ上目、シャチブリ上目、円鱗上目、ハダカイワシ上目、アカマンボウ上目、側棘鰭上目、棘鰭上目 |
|                | 原棘鰭上目、キュウリウオ上目、シャチブリ上目、円鱗上目、ハダカイワシ上目、アカマンボウ上目、側棘鰭上目、棘鰭上目 |

| アロワナ団     | アロワナ目、ヒオドン目 |
|                | アロワナ目、ヒオドン目 |
|                | \| ニシン・骨鰾団 \| ニシン目、セキトリイワシ目、ネズミギス目、コイ目、ナマズ目など \| \| \| ニシン目、セキトリイワシ目、ネズミギス目、コイ目、ナマズ目など \| \| 正真骨団 \| 原棘鰭上目、キュウリウオ上目、シャチブリ上目、円鱗上目、ハダカイワシ上目、アカマンボウ上目、側棘鰭上目、棘鰭上目 \| \| \| 原棘鰭上目、キュウリウオ上目、シャチブリ上目、円鱗上目、ハダカイワシ上目、アカマンボウ上目、側棘鰭上目、棘鰭上目 \| |
|                | |
| ニシン・骨鰾団 | ニシン目、セキトリイワシ目、ネズミギス目、コイ目、ナマズ目など |
|                | ニシン目、セキトリイワシ目、ネズミギス目、コイ目、ナマズ目など |
| 正真骨団       | 原棘鰭上目、キュウリウオ上目、シャチブリ上目、円鱗上目、ハダカイワシ上目、アカマンボウ上目、側棘鰭上目、棘鰭上目 |
|                | 原棘鰭上目、キュウリウオ上目、シャチブリ上目、円鱗上目、ハダカイワシ上目、アカマンボウ上目、側棘鰭上目、棘鰭上目 |

| ニシン・骨鰾団 | ニシン目、セキトリイワシ目、ネズミギス目、コイ目、ナマズ目など                                                   |
|                | ニシン目、セキトリイワシ目、ネズミギス目、コイ目、ナマズ目など                                                   |
| 正真骨団       | 原棘鰭上目、キュウリウオ上目、シャチブリ上目、円鱗上目、ハダカイワシ上目、アカマンボウ上目、側棘鰭上目、棘鰭上目 |
|                | 原棘鰭上目、キュウリウオ上目、シャチブリ上目、円鱗上目、ハダカイワシ上目、アカマンボウ上目、側棘鰭上目、棘鰭上目 |

|  | アミア目 |
|  |          |
|  | ガー目   |
|  |          |

| アロワナ団     | アロワナ目、ヒオドン目 |
|                | アロワナ目、ヒオドン目 |
|                | \| ニシン・骨鰾団 \| ニシン目、セキトリイワシ目、ネズミギス目、コイ目、ナマズ目など \| \| \| ニシン目、セキトリイワシ目、ネズミギス目、コイ目、ナマズ目など \| \| 正真骨団 \| 原棘鰭上目、キュウリウオ上目、シャチブリ上目、円鱗上目、ハダカイワシ上目、アカマンボウ上目、側棘鰭上目、棘鰭上目 \| \| \| 原棘鰭上目、キュウリウオ上目、シャチブリ上目、円鱗上目、ハダカイワシ上目、アカマンボウ上目、側棘鰭上目、棘鰭上目 \| |
|                | |
| ニシン・骨鰾団 | ニシン目、セキトリイワシ目、ネズミギス目、コイ目、ナマズ目など |
|                | ニシン目、セキトリイワシ目、ネズミギス目、コイ目、ナマズ目など |
| 正真骨団       | 原棘鰭上目、キュウリウオ上目、シャチブリ上目、円鱗上目、ハダカイワシ上目、アカマンボウ上目、側棘鰭上目、棘鰭上目 |
|                | 原棘鰭上目、キュウリウオ上目、シャチブリ上目、円鱗上目、ハダカイワシ上目、アカマンボウ上目、側棘鰭上目、棘鰭上目 |

| ニシン・骨鰾団 | ニシン目、セキトリイワシ目、ネズミギス目、コイ目、ナマズ目など                                                   |
|                | ニシン目、セキトリイワシ目、ネズミギス目、コイ目、ナマズ目など                                                   |
| 正真骨団       | 原棘鰭上目、キュウリウオ上目、シャチブリ上目、円鱗上目、ハダカイワシ上目、アカマンボウ上目、側棘鰭上目、棘鰭上目 |
|                | 原棘鰭上目、キュウリウオ上目、シャチブリ上目、円鱗上目、ハダカイワシ上目、アカマンボウ上目、側棘鰭上目、棘鰭上目 |

| アロワナ団     | アロワナ目、ヒオドン目 |
|                | アロワナ目、ヒオドン目 |
|                | \| ニシン・骨鰾団 \| ニシン目、セキトリイワシ目、ネズミギス目、コイ目、ナマズ目など \| \| \| ニシン目、セキトリイワシ目、ネズミギス目、コイ目、ナマズ目など \| \| 正真骨団 \| 原棘鰭上目、キュウリウオ上目、シャチブリ上目、円鱗上目、ハダカイワシ上目、アカマンボウ上目、側棘鰭上目、棘鰭上目 \| \| \| 原棘鰭上目、キュウリウオ上目、シャチブリ上目、円鱗上目、ハダカイワシ上目、アカマンボウ上目、側棘鰭上目、棘鰭上目 \| |
|                | |
| ニシン・骨鰾団 | ニシン目、セキトリイワシ目、ネズミギス目、コイ目、ナマズ目など |
|                | ニシン目、セキトリイワシ目、ネズミギス目、コイ目、ナマズ目など |
| 正真骨団       | 原棘鰭上目、キュウリウオ上目、シャチブリ上目、円鱗上目、ハダカイワシ上目、アカマンボウ上目、側棘鰭上目、棘鰭上目 |
|                | 原棘鰭上目、キュウリウオ上目、シャチブリ上目、円鱗上目、ハダカイワシ上目、アカマンボウ上目、側棘鰭上目、棘鰭上目 |

| ニシン・骨鰾団 | ニシン目、セキトリイワシ目、ネズミギス目、コイ目、ナマズ目など                                                   |
|                | ニシン目、セキトリイワシ目、ネズミギス目、コイ目、ナマズ目など                                                   |
| 正真骨団       | 原棘鰭上目、キュウリウオ上目、シャチブリ上目、円鱗上目、ハダカイワシ上目、アカマンボウ上目、側棘鰭上目、棘鰭上目 |
|                | 原棘鰭上目、キュウリウオ上目、シャチブリ上目、円鱗上目、ハダカイワシ上目、アカマンボウ上目、側棘鰭上目、棘鰭上目 |

|  | アミア目 |
|  |          |
|  | ガー目   |
|  |          |

| アロワナ団     | アロワナ目、ヒオドン目 |
|                | アロワナ目、ヒオドン目 |
|                | \| ニシン・骨鰾団 \| ニシン目、セキトリイワシ目、ネズミギス目、コイ目、ナマズ目など \| \| \| ニシン目、セキトリイワシ目、ネズミギス目、コイ目、ナマズ目など \| \| 正真骨団 \| 原棘鰭上目、キュウリウオ上目、シャチブリ上目、円鱗上目、ハダカイワシ上目、アカマンボウ上目、側棘鰭上目、棘鰭上目 \| \| \| 原棘鰭上目、キュウリウオ上目、シャチブリ上目、円鱗上目、ハダカイワシ上目、アカマンボウ上目、側棘鰭上目、棘鰭上目 \| |
|                | |
| ニシン・骨鰾団 | ニシン目、セキトリイワシ目、ネズミギス目、コイ目、ナマズ目など |
|                | ニシン目、セキトリイワシ目、ネズミギス目、コイ目、ナマズ目など |
| 正真骨団       | 原棘鰭上目、キュウリウオ上目、シャチブリ上目、円鱗上目、ハダカイワシ上目、アカマンボウ上目、側棘鰭上目、棘鰭上目 |
|                | 原棘鰭上目、キュウリウオ上目、シャチブリ上目、円鱗上目、ハダカイワシ上目、アカマンボウ上目、側棘鰭上目、棘鰭上目 |

| ニシン・骨鰾団 | ニシン目、セキトリイワシ目、ネズミギス目、コイ目、ナマズ目など                                                   |
|                | ニシン目、セキトリイワシ目、ネズミギス目、コイ目、ナマズ目など                                                   |
| 正真骨団       | 原棘鰭上目、キュウリウオ上目、シャチブリ上目、円鱗上目、ハダカイワシ上目、アカマンボウ上目、側棘鰭上目、棘鰭上目 |
|                | 原棘鰭上目、キュウリウオ上目、シャチブリ上目、円鱗上目、ハダカイワシ上目、アカマンボウ上目、側棘鰭上目、棘鰭上目 |

| アロワナ団     | アロワナ目、ヒオドン目 |
|                | アロワナ目、ヒオドン目 |
|                | \| ニシン・骨鰾団 \| ニシン目、セキトリイワシ目、ネズミギス目、コイ目、ナマズ目など \| \| \| ニシン目、セキトリイワシ目、ネズミギス目、コイ目、ナマズ目など \| \| 正真骨団 \| 原棘鰭上目、キュウリウオ上目、シャチブリ上目、円鱗上目、ハダカイワシ上目、アカマンボウ上目、側棘鰭上目、棘鰭上目 \| \| \| 原棘鰭上目、キュウリウオ上目、シャチブリ上目、円鱗上目、ハダカイワシ上目、アカマンボウ上目、側棘鰭上目、棘鰭上目 \| |
|                | |
| ニシン・骨鰾団 | ニシン目、セキトリイワシ目、ネズミギス目、コイ目、ナマズ目など |
|                | ニシン目、セキトリイワシ目、ネズミギス目、コイ目、ナマズ目など |
| 正真骨団       | 原棘鰭上目、キュウリウオ上目、シャチブリ上目、円鱗上目、ハダカイワシ上目、アカマンボウ上目、側棘鰭上目、棘鰭上目 |
|                | 原棘鰭上目、キュウリウオ上目、シャチブリ上目、円鱗上目、ハダカイワシ上目、アカマンボウ上目、側棘鰭上目、棘鰭上目 |

| ニシン・骨鰾団 | ニシン目、セキトリイワシ目、ネズミギス目、コイ目、ナマズ目など                                                   |
|                | ニシン目、セキトリイワシ目、ネズミギス目、コイ目、ナマズ目など                                                   |
| 正真骨団       | 原棘鰭上目、キュウリウオ上目、シャチブリ上目、円鱗上目、ハダカイワシ上目、アカマンボウ上目、側棘鰭上目、棘鰭上目 |
|                | 原棘鰭上目、キュウリウオ上目、シャチブリ上目、円鱗上目、ハダカイワシ上目、アカマンボウ上目、側棘鰭上目、棘鰭上目 |

|  | アミア目 |
|  |          |
|  | ガー目   |
|  |          |

| アロワナ団     | アロワナ目、ヒオドン目 |
|                | アロワナ目、ヒオドン目 |
|                | \| ニシン・骨鰾団 \| ニシン目、セキトリイワシ目、ネズミギス目、コイ目、ナマズ目など \| \| \| ニシン目、セキトリイワシ目、ネズミギス目、コイ目、ナマズ目など \| \| 正真骨団 \| 原棘鰭上目、キュウリウオ上目、シャチブリ上目、円鱗上目、ハダカイワシ上目、アカマンボウ上目、側棘鰭上目、棘鰭上目 \| \| \| 原棘鰭上目、キュウリウオ上目、シャチブリ上目、円鱗上目、ハダカイワシ上目、アカマンボウ上目、側棘鰭上目、棘鰭上目 \| |
|                | |
| ニシン・骨鰾団 | ニシン目、セキトリイワシ目、ネズミギス目、コイ目、ナマズ目など |
|                | ニシン目、セキトリイワシ目、ネズミギス目、コイ目、ナマズ目など |
| 正真骨団       | 原棘鰭上目、キュウリウオ上目、シャチブリ上目、円鱗上目、ハダカイワシ上目、アカマンボウ上目、側棘鰭上目、棘鰭上目 |
|                | 原棘鰭上目、キュウリウオ上目、シャチブリ上目、円鱗上目、ハダカイワシ上目、アカマンボウ上目、側棘鰭上目、棘鰭上目 |

| ニシン・骨鰾団 | ニシン目、セキトリイワシ目、ネズミギス目、コイ目、ナマズ目など                                                   |
|                | ニシン目、セキトリイワシ目、ネズミギス目、コイ目、ナマズ目など                                                   |
| 正真骨団       | 原棘鰭上目、キュウリウオ上目、シャチブリ上目、円鱗上目、ハダカイワシ上目、アカマンボウ上目、側棘鰭上目、棘鰭上目 |
|                | 原棘鰭上目、キュウリウオ上目、シャチブリ上目、円鱗上目、ハダカイワシ上目、アカマンボウ上目、側棘鰭上目、棘鰭上目 |

| アロワナ団     | アロワナ目、ヒオドン目 |
|                | アロワナ目、ヒオドン目 |
|                | \| ニシン・骨鰾団 \| ニシン目、セキトリイワシ目、ネズミギス目、コイ目、ナマズ目など \| \| \| ニシン目、セキトリイワシ目、ネズミギス目、コイ目、ナマズ目など \| \| 正真骨団 \| 原棘鰭上目、キュウリウオ上目、シャチブリ上目、円鱗上目、ハダカイワシ上目、アカマンボウ上目、側棘鰭上目、棘鰭上目 \| \| \| 原棘鰭上目、キュウリウオ上目、シャチブリ上目、円鱗上目、ハダカイワシ上目、アカマンボウ上目、側棘鰭上目、棘鰭上目 \| |
|                | |
| ニシン・骨鰾団 | ニシン目、セキトリイワシ目、ネズミギス目、コイ目、ナマズ目など |
|                | ニシン目、セキトリイワシ目、ネズミギス目、コイ目、ナマズ目など |
| 正真骨団       | 原棘鰭上目、キュウリウオ上目、シャチブリ上目、円鱗上目、ハダカイワシ上目、アカマンボウ上目、側棘鰭上目、棘鰭上目 |
|                | 原棘鰭上目、キュウリウオ上目、シャチブリ上目、円鱗上目、ハダカイワシ上目、アカマンボウ上目、側棘鰭上目、棘鰭上目 |

| ニシン・骨鰾団 | ニシン目、セキトリイワシ目、ネズミギス目、コイ目、ナマズ目など                                                   |
|                | ニシン目、セキトリイワシ目、ネズミギス目、コイ目、ナマズ目など                                                   |
| 正真骨団       | 原棘鰭上目、キュウリウオ上目、シャチブリ上目、円鱗上目、ハダカイワシ上目、アカマンボウ上目、側棘鰭上目、棘鰭上目 |
|                | 原棘鰭上目、キュウリウオ上目、シャチブリ上目、円鱗上目、ハダカイワシ上目、アカマンボウ上目、側棘鰭上目、棘鰭上目 |

| 輻鰭下綱     | シーラカンス目                                                                                    |
|              | シーラカンス目                                                                                    |
|              | \| ハイギョ下綱 \| ハイギョ目 \| \| \| ハイギョ目 \| \| 四肢動物下綱 \| 四肢類 \| \| \| 四肢類 \| |
|              |                                                                                                   |
| ハイギョ下綱 | ハイギョ目                                                                                        |
|              | ハイギョ目                                                                                        |
| 四肢動物下綱 | 四肢類                                                                                            |
|              | 四肢類                                                                                            |

| ハイギョ下綱 | ハイギョ目 |
|              | ハイギョ目 |
| 四肢動物下綱 | 四肢類     |
|              | 四肢類     |

|  | アミア目 |
|  |          |
|  | ガー目   |
|  |          |

| アロワナ団     | アロワナ目、ヒオドン目 |
|                | アロワナ目、ヒオドン目 |
|                | \| ニシン・骨鰾団 \| ニシン目、セキトリイワシ目、ネズミギス目、コイ目、ナマズ目など \| \| \| ニシン目、セキトリイワシ目、ネズミギス目、コイ目、ナマズ目など \| \| 正真骨団 \| 原棘鰭上目、キュウリウオ上目、シャチブリ上目、円鱗上目、ハダカイワシ上目、アカマンボウ上目、側棘鰭上目、棘鰭上目 \| \| \| 原棘鰭上目、キュウリウオ上目、シャチブリ上目、円鱗上目、ハダカイワシ上目、アカマンボウ上目、側棘鰭上目、棘鰭上目 \| |
|                | |
| ニシン・骨鰾団 | ニシン目、セキトリイワシ目、ネズミギス目、コイ目、ナマズ目など |
|                | ニシン目、セキトリイワシ目、ネズミギス目、コイ目、ナマズ目など |
| 正真骨団       | 原棘鰭上目、キュウリウオ上目、シャチブリ上目、円鱗上目、ハダカイワシ上目、アカマンボウ上目、側棘鰭上目、棘鰭上目 |
|                | 原棘鰭上目、キュウリウオ上目、シャチブリ上目、円鱗上目、ハダカイワシ上目、アカマンボウ上目、側棘鰭上目、棘鰭上目 |

| ニシン・骨鰾団 | ニシン目、セキトリイワシ目、ネズミギス目、コイ目、ナマズ目など                                                   |
|                | ニシン目、セキトリイワシ目、ネズミギス目、コイ目、ナマズ目など                                                   |
| 正真骨団       | 原棘鰭上目、キュウリウオ上目、シャチブリ上目、円鱗上目、ハダカイワシ上目、アカマンボウ上目、側棘鰭上目、棘鰭上目 |
|                | 原棘鰭上目、キュウリウオ上目、シャチブリ上目、円鱗上目、ハダカイワシ上目、アカマンボウ上目、側棘鰭上目、棘鰭上目 |

| アロワナ団     | アロワナ目、ヒオドン目 |
|                | アロワナ目、ヒオドン目 |
|                | \| ニシン・骨鰾団 \| ニシン目、セキトリイワシ目、ネズミギス目、コイ目、ナマズ目など \| \| \| ニシン目、セキトリイワシ目、ネズミギス目、コイ目、ナマズ目など \| \| 正真骨団 \| 原棘鰭上目、キュウリウオ上目、シャチブリ上目、円鱗上目、ハダカイワシ上目、アカマンボウ上目、側棘鰭上目、棘鰭上目 \| \| \| 原棘鰭上目、キュウリウオ上目、シャチブリ上目、円鱗上目、ハダカイワシ上目、アカマンボウ上目、側棘鰭上目、棘鰭上目 \| |
|                | |
| ニシン・骨鰾団 | ニシン目、セキトリイワシ目、ネズミギス目、コイ目、ナマズ目など |
|                | ニシン目、セキトリイワシ目、ネズミギス目、コイ目、ナマズ目など |
| 正真骨団       | 原棘鰭上目、キュウリウオ上目、シャチブリ上目、円鱗上目、ハダカイワシ上目、アカマンボウ上目、側棘鰭上目、棘鰭上目 |
|                | 原棘鰭上目、キュウリウオ上目、シャチブリ上目、円鱗上目、ハダカイワシ上目、アカマンボウ上目、側棘鰭上目、棘鰭上目 |

| ニシン・骨鰾団 | ニシン目、セキトリイワシ目、ネズミギス目、コイ目、ナマズ目など                                                   |
|                | ニシン目、セキトリイワシ目、ネズミギス目、コイ目、ナマズ目など                                                   |
| 正真骨団       | 原棘鰭上目、キュウリウオ上目、シャチブリ上目、円鱗上目、ハダカイワシ上目、アカマンボウ上目、側棘鰭上目、棘鰭上目 |
|                | 原棘鰭上目、キュウリウオ上目、シャチブリ上目、円鱗上目、ハダカイワシ上目、アカマンボウ上目、側棘鰭上目、棘鰭上目 |

|  | アミア目 |
|  |          |
|  | ガー目   |
|  |          |

| アロワナ団     | アロワナ目、ヒオドン目 |
|                | アロワナ目、ヒオドン目 |
|                | \| ニシン・骨鰾団 \| ニシン目、セキトリイワシ目、ネズミギス目、コイ目、ナマズ目など \| \| \| ニシン目、セキトリイワシ目、ネズミギス目、コイ目、ナマズ目など \| \| 正真骨団 \| 原棘鰭上目、キュウリウオ上目、シャチブリ上目、円鱗上目、ハダカイワシ上目、アカマンボウ上目、側棘鰭上目、棘鰭上目 \| \| \| 原棘鰭上目、キュウリウオ上目、シャチブリ上目、円鱗上目、ハダカイワシ上目、アカマンボウ上目、側棘鰭上目、棘鰭上目 \| |
|                | |
| ニシン・骨鰾団 | ニシン目、セキトリイワシ目、ネズミギス目、コイ目、ナマズ目など |
|                | ニシン目、セキトリイワシ目、ネズミギス目、コイ目、ナマズ目など |
| 正真骨団       | 原棘鰭上目、キュウリウオ上目、シャチブリ上目、円鱗上目、ハダカイワシ上目、アカマンボウ上目、側棘鰭上目、棘鰭上目 |
|                | 原棘鰭上目、キュウリウオ上目、シャチブリ上目、円鱗上目、ハダカイワシ上目、アカマンボウ上目、側棘鰭上目、棘鰭上目 |

| ニシン・骨鰾団 | ニシン目、セキトリイワシ目、ネズミギス目、コイ目、ナマズ目など                                                   |
|                | ニシン目、セキトリイワシ目、ネズミギス目、コイ目、ナマズ目など                                                   |
| 正真骨団       | 原棘鰭上目、キュウリウオ上目、シャチブリ上目、円鱗上目、ハダカイワシ上目、アカマンボウ上目、側棘鰭上目、棘鰭上目 |
|                | 原棘鰭上目、キュウリウオ上目、シャチブリ上目、円鱗上目、ハダカイワシ上目、アカマンボウ上目、側棘鰭上目、棘鰭上目 |

| アロワナ団     | アロワナ目、ヒオドン目 |
|                | アロワナ目、ヒオドン目 |
|                | \| ニシン・骨鰾団 \| ニシン目、セキトリイワシ目、ネズミギス目、コイ目、ナマズ目など \| \| \| ニシン目、セキトリイワシ目、ネズミギス目、コイ目、ナマズ目など \| \| 正真骨団 \| 原棘鰭上目、キュウリウオ上目、シャチブリ上目、円鱗上目、ハダカイワシ上目、アカマンボウ上目、側棘鰭上目、棘鰭上目 \| \| \| 原棘鰭上目、キュウリウオ上目、シャチブリ上目、円鱗上目、ハダカイワシ上目、アカマンボウ上目、側棘鰭上目、棘鰭上目 \| |
|                | |
| ニシン・骨鰾団 | ニシン目、セキトリイワシ目、ネズミギス目、コイ目、ナマズ目など |
|                | ニシン目、セキトリイワシ目、ネズミギス目、コイ目、ナマズ目など |
| 正真骨団       | 原棘鰭上目、キュウリウオ上目、シャチブリ上目、円鱗上目、ハダカイワシ上目、アカマンボウ上目、側棘鰭上目、棘鰭上目 |
|                | 原棘鰭上目、キュウリウオ上目、シャチブリ上目、円鱗上目、ハダカイワシ上目、アカマンボウ上目、側棘鰭上目、棘鰭上目 |

| ニシン・骨鰾団 | ニシン目、セキトリイワシ目、ネズミギス目、コイ目、ナマズ目など                                                   |
|                | ニシン目、セキトリイワシ目、ネズミギス目、コイ目、ナマズ目など                                                   |
| 正真骨団       | 原棘鰭上目、キュウリウオ上目、シャチブリ上目、円鱗上目、ハダカイワシ上目、アカマンボウ上目、側棘鰭上目、棘鰭上目 |
|                | 原棘鰭上目、キュウリウオ上目、シャチブリ上目、円鱗上目、ハダカイワシ上目、アカマンボウ上目、側棘鰭上目、棘鰭上目 |

|  | アミア目 |
|  |          |
|  | ガー目   |
|  |          |

| アロワナ団     | アロワナ目、ヒオドン目 |
|                | アロワナ目、ヒオドン目 |
|                | \| ニシン・骨鰾団 \| ニシン目、セキトリイワシ目、ネズミギス目、コイ目、ナマズ目など \| \| \| ニシン目、セキトリイワシ目、ネズミギス目、コイ目、ナマズ目など \| \| 正真骨団 \| 原棘鰭上目、キュウリウオ上目、シャチブリ上目、円鱗上目、ハダカイワシ上目、アカマンボウ上目、側棘鰭上目、棘鰭上目 \| \| \| 原棘鰭上目、キュウリウオ上目、シャチブリ上目、円鱗上目、ハダカイワシ上目、アカマンボウ上目、側棘鰭上目、棘鰭上目 \| |
|                | |
| ニシン・骨鰾団 | ニシン目、セキトリイワシ目、ネズミギス目、コイ目、ナマズ目など |
|                | ニシン目、セキトリイワシ目、ネズミギス目、コイ目、ナマズ目など |
| 正真骨団       | 原棘鰭上目、キュウリウオ上目、シャチブリ上目、円鱗上目、ハダカイワシ上目、アカマンボウ上目、側棘鰭上目、棘鰭上目 |
|                | 原棘鰭上目、キュウリウオ上目、シャチブリ上目、円鱗上目、ハダカイワシ上目、アカマンボウ上目、側棘鰭上目、棘鰭上目 |

| ニシン・骨鰾団 | ニシン目、セキトリイワシ目、ネズミギス目、コイ目、ナマズ目など                                                   |
|                | ニシン目、セキトリイワシ目、ネズミギス目、コイ目、ナマズ目など                                                   |
| 正真骨団       | 原棘鰭上目、キュウリウオ上目、シャチブリ上目、円鱗上目、ハダカイワシ上目、アカマンボウ上目、側棘鰭上目、棘鰭上目 |
|                | 原棘鰭上目、キュウリウオ上目、シャチブリ上目、円鱗上目、ハダカイワシ上目、アカマンボウ上目、側棘鰭上目、棘鰭上目 |

| アロワナ団     | アロワナ目、ヒオドン目 |
|                | アロワナ目、ヒオドン目 |
|                | \| ニシン・骨鰾団 \| ニシン目、セキトリイワシ目、ネズミギス目、コイ目、ナマズ目など \| \| \| ニシン目、セキトリイワシ目、ネズミギス目、コイ目、ナマズ目など \| \| 正真骨団 \| 原棘鰭上目、キュウリウオ上目、シャチブリ上目、円鱗上目、ハダカイワシ上目、アカマンボウ上目、側棘鰭上目、棘鰭上目 \| \| \| 原棘鰭上目、キュウリウオ上目、シャチブリ上目、円鱗上目、ハダカイワシ上目、アカマンボウ上目、側棘鰭上目、棘鰭上目 \| |
|                | |
| ニシン・骨鰾団 | ニシン目、セキトリイワシ目、ネズミギス目、コイ目、ナマズ目など |
|                | ニシン目、セキトリイワシ目、ネズミギス目、コイ目、ナマズ目など |
| 正真骨団       | 原棘鰭上目、キュウリウオ上目、シャチブリ上目、円鱗上目、ハダカイワシ上目、アカマンボウ上目、側棘鰭上目、棘鰭上目 |
|                | 原棘鰭上目、キュウリウオ上目、シャチブリ上目、円鱗上目、ハダカイワシ上目、アカマンボウ上目、側棘鰭上目、棘鰭上目 |

| ニシン・骨鰾団 | ニシン目、セキトリイワシ目、ネズミギス目、コイ目、ナマズ目など                                                   |
|                | ニシン目、セキトリイワシ目、ネズミギス目、コイ目、ナマズ目など                                                   |
| 正真骨団       | 原棘鰭上目、キュウリウオ上目、シャチブリ上目、円鱗上目、ハダカイワシ上目、アカマンボウ上目、側棘鰭上目、棘鰭上目 |
|                | 原棘鰭上目、キュウリウオ上目、シャチブリ上目、円鱗上目、ハダカイワシ上目、アカマンボウ上目、側棘鰭上目、棘鰭上目 |

|  | アミア目 |
|  |          |
|  | ガー目   |
|  |          |

| アロワナ団     | アロワナ目、ヒオドン目 |
|                | アロワナ目、ヒオドン目 |
|                | \| ニシン・骨鰾団 \| ニシン目、セキトリイワシ目、ネズミギス目、コイ目、ナマズ目など \| \| \| ニシン目、セキトリイワシ目、ネズミギス目、コイ目、ナマズ目など \| \| 正真骨団 \| 原棘鰭上目、キュウリウオ上目、シャチブリ上目、円鱗上目、ハダカイワシ上目、アカマンボウ上目、側棘鰭上目、棘鰭上目 \| \| \| 原棘鰭上目、キュウリウオ上目、シャチブリ上目、円鱗上目、ハダカイワシ上目、アカマンボウ上目、側棘鰭上目、棘鰭上目 \| |
|                | |
| ニシン・骨鰾団 | ニシン目、セキトリイワシ目、ネズミギス目、コイ目、ナマズ目など |
|                | ニシン目、セキトリイワシ目、ネズミギス目、コイ目、ナマズ目など |
| 正真骨団       | 原棘鰭上目、キュウリウオ上目、シャチブリ上目、円鱗上目、ハダカイワシ上目、アカマンボウ上目、側棘鰭上目、棘鰭上目 |
|                | 原棘鰭上目、キュウリウオ上目、シャチブリ上目、円鱗上目、ハダカイワシ上目、アカマンボウ上目、側棘鰭上目、棘鰭上目 |

| ニシン・骨鰾団 | ニシン目、セキトリイワシ目、ネズミギス目、コイ目、ナマズ目など                                                   |
|                | ニシン目、セキトリイワシ目、ネズミギス目、コイ目、ナマズ目など                                                   |
| 正真骨団       | 原棘鰭上目、キュウリウオ上目、シャチブリ上目、円鱗上目、ハダカイワシ上目、アカマンボウ上目、側棘鰭上目、棘鰭上目 |
|                | 原棘鰭上目、キュウリウオ上目、シャチブリ上目、円鱗上目、ハダカイワシ上目、アカマンボウ上目、側棘鰭上目、棘鰭上目 |

| アロワナ団     | アロワナ目、ヒオドン目 |
|                | アロワナ目、ヒオドン目 |
|                | \| ニシン・骨鰾団 \| ニシン目、セキトリイワシ目、ネズミギス目、コイ目、ナマズ目など \| \| \| ニシン目、セキトリイワシ目、ネズミギス目、コイ目、ナマズ目など \| \| 正真骨団 \| 原棘鰭上目、キュウリウオ上目、シャチブリ上目、円鱗上目、ハダカイワシ上目、アカマンボウ上目、側棘鰭上目、棘鰭上目 \| \| \| 原棘鰭上目、キュウリウオ上目、シャチブリ上目、円鱗上目、ハダカイワシ上目、アカマンボウ上目、側棘鰭上目、棘鰭上目 \| |
|                | |
| ニシン・骨鰾団 | ニシン目、セキトリイワシ目、ネズミギス目、コイ目、ナマズ目など |
|                | ニシン目、セキトリイワシ目、ネズミギス目、コイ目、ナマズ目など |
| 正真骨団       | 原棘鰭上目、キュウリウオ上目、シャチブリ上目、円鱗上目、ハダカイワシ上目、アカマンボウ上目、側棘鰭上目、棘鰭上目 |
|                | 原棘鰭上目、キュウリウオ上目、シャチブリ上目、円鱗上目、ハダカイワシ上目、アカマンボウ上目、側棘鰭上目、棘鰭上目 |

| ニシン・骨鰾団 | ニシン目、セキトリイワシ目、ネズミギス目、コイ目、ナマズ目など                                                   |
|                | ニシン目、セキトリイワシ目、ネズミギス目、コイ目、ナマズ目など                                                   |
| 正真骨団       | 原棘鰭上目、キュウリウオ上目、シャチブリ上目、円鱗上目、ハダカイワシ上目、アカマンボウ上目、側棘鰭上目、棘鰭上目 |
|                | 原棘鰭上目、キュウリウオ上目、シャチブリ上目、円鱗上目、ハダカイワシ上目、アカマンボウ上目、側棘鰭上目、棘鰭上目 |

|  | アミア目 |
|  |          |
|  | ガー目   |
|  |          |

| アロワナ団     | アロワナ目、ヒオドン目 |
|                | アロワナ目、ヒオドン目 |
|                | \| ニシン・骨鰾団 \| ニシン目、セキトリイワシ目、ネズミギス目、コイ目、ナマズ目など \| \| \| ニシン目、セキトリイワシ目、ネズミギス目、コイ目、ナマズ目など \| \| 正真骨団 \| 原棘鰭上目、キュウリウオ上目、シャチブリ上目、円鱗上目、ハダカイワシ上目、アカマンボウ上目、側棘鰭上目、棘鰭上目 \| \| \| 原棘鰭上目、キュウリウオ上目、シャチブリ上目、円鱗上目、ハダカイワシ上目、アカマンボウ上目、側棘鰭上目、棘鰭上目 \| |
|                | |
| ニシン・骨鰾団 | ニシン目、セキトリイワシ目、ネズミギス目、コイ目、ナマズ目など |
|                | ニシン目、セキトリイワシ目、ネズミギス目、コイ目、ナマズ目など |
| 正真骨団       | 原棘鰭上目、キュウリウオ上目、シャチブリ上目、円鱗上目、ハダカイワシ上目、アカマンボウ上目、側棘鰭上目、棘鰭上目 |
|                | 原棘鰭上目、キュウリウオ上目、シャチブリ上目、円鱗上目、ハダカイワシ上目、アカマンボウ上目、側棘鰭上目、棘鰭上目 |

| ニシン・骨鰾団 | ニシン目、セキトリイワシ目、ネズミギス目、コイ目、ナマズ目など                                                   |
|                | ニシン目、セキトリイワシ目、ネズミギス目、コイ目、ナマズ目など                                                   |
| 正真骨団       | 原棘鰭上目、キュウリウオ上目、シャチブリ上目、円鱗上目、ハダカイワシ上目、アカマンボウ上目、側棘鰭上目、棘鰭上目 |
|                | 原棘鰭上目、キュウリウオ上目、シャチブリ上目、円鱗上目、ハダカイワシ上目、アカマンボウ上目、側棘鰭上目、棘鰭上目 |

| アロワナ団     | アロワナ目、ヒオドン目 |
|                | アロワナ目、ヒオドン目 |
|                | \| ニシン・骨鰾団 \| ニシン目、セキトリイワシ目、ネズミギス目、コイ目、ナマズ目など \| \| \| ニシン目、セキトリイワシ目、ネズミギス目、コイ目、ナマズ目など \| \| 正真骨団 \| 原棘鰭上目、キュウリウオ上目、シャチブリ上目、円鱗上目、ハダカイワシ上目、アカマンボウ上目、側棘鰭上目、棘鰭上目 \| \| \| 原棘鰭上目、キュウリウオ上目、シャチブリ上目、円鱗上目、ハダカイワシ上目、アカマンボウ上目、側棘鰭上目、棘鰭上目 \| |
|                | |
| ニシン・骨鰾団 | ニシン目、セキトリイワシ目、ネズミギス目、コイ目、ナマズ目など |
|                | ニシン目、セキトリイワシ目、ネズミギス目、コイ目、ナマズ目など |
| 正真骨団       | 原棘鰭上目、キュウリウオ上目、シャチブリ上目、円鱗上目、ハダカイワシ上目、アカマンボウ上目、側棘鰭上目、棘鰭上目 |
|                | 原棘鰭上目、キュウリウオ上目、シャチブリ上目、円鱗上目、ハダカイワシ上目、アカマンボウ上目、側棘鰭上目、棘鰭上目 |

| ニシン・骨鰾団 | ニシン目、セキトリイワシ目、ネズミギス目、コイ目、ナマズ目など                                                   |
|                | ニシン目、セキトリイワシ目、ネズミギス目、コイ目、ナマズ目など                                                   |
| 正真骨団       | 原棘鰭上目、キュウリウオ上目、シャチブリ上目、円鱗上目、ハダカイワシ上目、アカマンボウ上目、側棘鰭上目、棘鰭上目 |
|                | 原棘鰭上目、キュウリウオ上目、シャチブリ上目、円鱗上目、ハダカイワシ上目、アカマンボウ上目、側棘鰭上目、棘鰭上目 |

|  | アミア目 |
|  |          |
|  | ガー目   |
|  |          |

| アロワナ団     | アロワナ目、ヒオドン目 |
|                | アロワナ目、ヒオドン目 |
|                | \| ニシン・骨鰾団 \| ニシン目、セキトリイワシ目、ネズミギス目、コイ目、ナマズ目など \| \| \| ニシン目、セキトリイワシ目、ネズミギス目、コイ目、ナマズ目など \| \| 正真骨団 \| 原棘鰭上目、キュウリウオ上目、シャチブリ上目、円鱗上目、ハダカイワシ上目、アカマンボウ上目、側棘鰭上目、棘鰭上目 \| \| \| 原棘鰭上目、キュウリウオ上目、シャチブリ上目、円鱗上目、ハダカイワシ上目、アカマンボウ上目、側棘鰭上目、棘鰭上目 \| |
|                | |
| ニシン・骨鰾団 | ニシン目、セキトリイワシ目、ネズミギス目、コイ目、ナマズ目など |
|                | ニシン目、セキトリイワシ目、ネズミギス目、コイ目、ナマズ目など |
| 正真骨団       | 原棘鰭上目、キュウリウオ上目、シャチブリ上目、円鱗上目、ハダカイワシ上目、アカマンボウ上目、側棘鰭上目、棘鰭上目 |
|                | 原棘鰭上目、キュウリウオ上目、シャチブリ上目、円鱗上目、ハダカイワシ上目、アカマンボウ上目、側棘鰭上目、棘鰭上目 |

| ニシン・骨鰾団 | ニシン目、セキトリイワシ目、ネズミギス目、コイ目、ナマズ目など                                                   |
|                | ニシン目、セキトリイワシ目、ネズミギス目、コイ目、ナマズ目など                                                   |
| 正真骨団       | 原棘鰭上目、キュウリウオ上目、シャチブリ上目、円鱗上目、ハダカイワシ上目、アカマンボウ上目、側棘鰭上目、棘鰭上目 |
|                | 原棘鰭上目、キュウリウオ上目、シャチブリ上目、円鱗上目、ハダカイワシ上目、アカマンボウ上目、側棘鰭上目、棘鰭上目 |

| アロワナ団     | アロワナ目、ヒオドン目 |
|                | アロワナ目、ヒオドン目 |
|                | \| ニシン・骨鰾団 \| ニシン目、セキトリイワシ目、ネズミギス目、コイ目、ナマズ目など \| \| \| ニシン目、セキトリイワシ目、ネズミギス目、コイ目、ナマズ目など \| \| 正真骨団 \| 原棘鰭上目、キュウリウオ上目、シャチブリ上目、円鱗上目、ハダカイワシ上目、アカマンボウ上目、側棘鰭上目、棘鰭上目 \| \| \| 原棘鰭上目、キュウリウオ上目、シャチブリ上目、円鱗上目、ハダカイワシ上目、アカマンボウ上目、側棘鰭上目、棘鰭上目 \| |
|                | |
| ニシン・骨鰾団 | ニシン目、セキトリイワシ目、ネズミギス目、コイ目、ナマズ目など |
|                | ニシン目、セキトリイワシ目、ネズミギス目、コイ目、ナマズ目など |
| 正真骨団       | 原棘鰭上目、キュウリウオ上目、シャチブリ上目、円鱗上目、ハダカイワシ上目、アカマンボウ上目、側棘鰭上目、棘鰭上目 |
|                | 原棘鰭上目、キュウリウオ上目、シャチブリ上目、円鱗上目、ハダカイワシ上目、アカマンボウ上目、側棘鰭上目、棘鰭上目 |

| ニシン・骨鰾団 | ニシン目、セキトリイワシ目、ネズミギス目、コイ目、ナマズ目など                                                   |
|                | ニシン目、セキトリイワシ目、ネズミギス目、コイ目、ナマズ目など                                                   |
| 正真骨団       | 原棘鰭上目、キュウリウオ上目、シャチブリ上目、円鱗上目、ハダカイワシ上目、アカマンボウ上目、側棘鰭上目、棘鰭上目 |
|                | 原棘鰭上目、キュウリウオ上目、シャチブリ上目、円鱗上目、ハダカイワシ上目、アカマンボウ上目、側棘鰭上目、棘鰭上目 |

|  | アミア目 |
|  |          |
|  | ガー目   |
|  |          |

| アロワナ団     | アロワナ目、ヒオドン目 |
|                | アロワナ目、ヒオドン目 |
|                | \| ニシン・骨鰾団 \| ニシン目、セキトリイワシ目、ネズミギス目、コイ目、ナマズ目など \| \| \| ニシン目、セキトリイワシ目、ネズミギス目、コイ目、ナマズ目など \| \| 正真骨団 \| 原棘鰭上目、キュウリウオ上目、シャチブリ上目、円鱗上目、ハダカイワシ上目、アカマンボウ上目、側棘鰭上目、棘鰭上目 \| \| \| 原棘鰭上目、キュウリウオ上目、シャチブリ上目、円鱗上目、ハダカイワシ上目、アカマンボウ上目、側棘鰭上目、棘鰭上目 \| |
|                | |
| ニシン・骨鰾団 | ニシン目、セキトリイワシ目、ネズミギス目、コイ目、ナマズ目など |
|                | ニシン目、セキトリイワシ目、ネズミギス目、コイ目、ナマズ目など |
| 正真骨団       | 原棘鰭上目、キュウリウオ上目、シャチブリ上目、円鱗上目、ハダカイワシ上目、アカマンボウ上目、側棘鰭上目、棘鰭上目 |
|                | 原棘鰭上目、キュウリウオ上目、シャチブリ上目、円鱗上目、ハダカイワシ上目、アカマンボウ上目、側棘鰭上目、棘鰭上目 |

| ニシン・骨鰾団 | ニシン目、セキトリイワシ目、ネズミギス目、コイ目、ナマズ目など                                                   |
|                | ニシン目、セキトリイワシ目、ネズミギス目、コイ目、ナマズ目など                                                   |
| 正真骨団       | 原棘鰭上目、キュウリウオ上目、シャチブリ上目、円鱗上目、ハダカイワシ上目、アカマンボウ上目、側棘鰭上目、棘鰭上目 |
|                | 原棘鰭上目、キュウリウオ上目、シャチブリ上目、円鱗上目、ハダカイワシ上目、アカマンボウ上目、側棘鰭上目、棘鰭上目 |

| アロワナ団     | アロワナ目、ヒオドン目 |
|                | アロワナ目、ヒオドン目 |
|                | \| ニシン・骨鰾団 \| ニシン目、セキトリイワシ目、ネズミギス目、コイ目、ナマズ目など \| \| \| ニシン目、セキトリイワシ目、ネズミギス目、コイ目、ナマズ目など \| \| 正真骨団 \| 原棘鰭上目、キュウリウオ上目、シャチブリ上目、円鱗上目、ハダカイワシ上目、アカマンボウ上目、側棘鰭上目、棘鰭上目 \| \| \| 原棘鰭上目、キュウリウオ上目、シャチブリ上目、円鱗上目、ハダカイワシ上目、アカマンボウ上目、側棘鰭上目、棘鰭上目 \| |
|                | |
| ニシン・骨鰾団 | ニシン目、セキトリイワシ目、ネズミギス目、コイ目、ナマズ目など |
|                | ニシン目、セキトリイワシ目、ネズミギス目、コイ目、ナマズ目など |
| 正真骨団       | 原棘鰭上目、キュウリウオ上目、シャチブリ上目、円鱗上目、ハダカイワシ上目、アカマンボウ上目、側棘鰭上目、棘鰭上目 |
|                | 原棘鰭上目、キュウリウオ上目、シャチブリ上目、円鱗上目、ハダカイワシ上目、アカマンボウ上目、側棘鰭上目、棘鰭上目 |

| ニシン・骨鰾団 | ニシン目、セキトリイワシ目、ネズミギス目、コイ目、ナマズ目など                                                   |
|                | ニシン目、セキトリイワシ目、ネズミギス目、コイ目、ナマズ目など                                                   |
| 正真骨団       | 原棘鰭上目、キュウリウオ上目、シャチブリ上目、円鱗上目、ハダカイワシ上目、アカマンボウ上目、側棘鰭上目、棘鰭上目 |
|                | 原棘鰭上目、キュウリウオ上目、シャチブリ上目、円鱗上目、ハダカイワシ上目、アカマンボウ上目、側棘鰭上目、棘鰭上目 |

|  | アミア目 |
|  |          |
|  | ガー目   |
|  |          |

| アロワナ団     | アロワナ目、ヒオドン目 |
|                | アロワナ目、ヒオドン目 |
|                | \| ニシン・骨鰾団 \| ニシン目、セキトリイワシ目、ネズミギス目、コイ目、ナマズ目など \| \| \| ニシン目、セキトリイワシ目、ネズミギス目、コイ目、ナマズ目など \| \| 正真骨団 \| 原棘鰭上目、キュウリウオ上目、シャチブリ上目、円鱗上目、ハダカイワシ上目、アカマンボウ上目、側棘鰭上目、棘鰭上目 \| \| \| 原棘鰭上目、キュウリウオ上目、シャチブリ上目、円鱗上目、ハダカイワシ上目、アカマンボウ上目、側棘鰭上目、棘鰭上目 \| |
|                | |
| ニシン・骨鰾団 | ニシン目、セキトリイワシ目、ネズミギス目、コイ目、ナマズ目など |
|                | ニシン目、セキトリイワシ目、ネズミギス目、コイ目、ナマズ目など |
| 正真骨団       | 原棘鰭上目、キュウリウオ上目、シャチブリ上目、円鱗上目、ハダカイワシ上目、アカマンボウ上目、側棘鰭上目、棘鰭上目 |
|                | 原棘鰭上目、キュウリウオ上目、シャチブリ上目、円鱗上目、ハダカイワシ上目、アカマンボウ上目、側棘鰭上目、棘鰭上目 |

| ニシン・骨鰾団 | ニシン目、セキトリイワシ目、ネズミギス目、コイ目、ナマズ目など                                                   |
|                | ニシン目、セキトリイワシ目、ネズミギス目、コイ目、ナマズ目など                                                   |
| 正真骨団       | 原棘鰭上目、キュウリウオ上目、シャチブリ上目、円鱗上目、ハダカイワシ上目、アカマンボウ上目、側棘鰭上目、棘鰭上目 |
|                | 原棘鰭上目、キュウリウオ上目、シャチブリ上目、円鱗上目、ハダカイワシ上目、アカマンボウ上目、側棘鰭上目、棘鰭上目 |

| アロワナ団     | アロワナ目、ヒオドン目 |
|                | アロワナ目、ヒオドン目 |
|                | \| ニシン・骨鰾団 \| ニシン目、セキトリイワシ目、ネズミギス目、コイ目、ナマズ目など \| \| \| ニシン目、セキトリイワシ目、ネズミギス目、コイ目、ナマズ目など \| \| 正真骨団 \| 原棘鰭上目、キュウリウオ上目、シャチブリ上目、円鱗上目、ハダカイワシ上目、アカマンボウ上目、側棘鰭上目、棘鰭上目 \| \| \| 原棘鰭上目、キュウリウオ上目、シャチブリ上目、円鱗上目、ハダカイワシ上目、アカマンボウ上目、側棘鰭上目、棘鰭上目 \| |
|                | |
| ニシン・骨鰾団 | ニシン目、セキトリイワシ目、ネズミギス目、コイ目、ナマズ目など |
|                | ニシン目、セキトリイワシ目、ネズミギス目、コイ目、ナマズ目など |
| 正真骨団       | 原棘鰭上目、キュウリウオ上目、シャチブリ上目、円鱗上目、ハダカイワシ上目、アカマンボウ上目、側棘鰭上目、棘鰭上目 |
|                | 原棘鰭上目、キュウリウオ上目、シャチブリ上目、円鱗上目、ハダカイワシ上目、アカマンボウ上目、側棘鰭上目、棘鰭上目 |

| ニシン・骨鰾団 | ニシン目、セキトリイワシ目、ネズミギス目、コイ目、ナマズ目など                                                   |
|                | ニシン目、セキトリイワシ目、ネズミギス目、コイ目、ナマズ目など                                                   |
| 正真骨団       | 原棘鰭上目、キュウリウオ上目、シャチブリ上目、円鱗上目、ハダカイワシ上目、アカマンボウ上目、側棘鰭上目、棘鰭上目 |
|                | 原棘鰭上目、キュウリウオ上目、シャチブリ上目、円鱗上目、ハダカイワシ上目、アカマンボウ上目、側棘鰭上目、棘鰭上目 |

## 進化
知られている中で最古の脊椎動物であり魚類は、カンブリア紀のミロクンミンギア類である。次のオルドビス紀で無顎類が発達し、シルル紀に汽水域で活動できるようになり、顎を持つ顎口類が登場した。

## 人と魚
魚類は世界中で食物として利用される。獣肉を食べることを禁じられていた仏教徒の多い国ではより重視される。
魚類を捕らえる方法として代表的なのは銛（）などで突く方法、網ですくう方法、釣りなどであり、それぞれに各国で、あるいは対象によって様々な方法が工夫されている。中には動物を使役する（鵜飼いやカワウソなど）などの特殊な方法もある。それらは食料確保のためでもあるが、趣味としても行なわれている。
魚を取ることをまとめて漁、仕事としては漁業という。また、食用の魚種を飼育することを養殖という。
四方を海に囲まれた日本でもなじみ深い食材である。「不味い魚」「美味しい魚」という実用的な観点から魚の種類への関心が高い。貝類や甲殻類とあわせて魚介類と言うことも多く、それらは魚屋で扱われる。そのような文化もあり、生物の和名には肉の色が採用されることが多い。
焼いたり煮たり、あるいは揚げたりと様々に料理される。日本の刺身などでは生で食べるが少数派である。傷みやすいものが多く、保存のために塩漬けや干物、燻製、あるいは油漬けなど処理される例も多い。直接的な食品でない例としては鰹節や魚醤がある。
食料の他に肥料や飼料・加工品の原料などとして使われる。また、釣りや熱帯魚鑑賞は趣味として広く親しまれている。各地に水族館が建てられ、世界中の魚を見ることができる。日本は周りを海に囲まれていることもあり、世界有数の魚大国である。
水産業
水産業 - 養殖業 - 港 - 漁業権 - 漁業協同組合
漁場 - 漁船 - ソナー - 投網 - 梁 - 梁漁
食材・料理
魚料理の一覧、海鮮料理の一覧
寄生虫 - アニサキス
趣味・娯楽
ペット - キンギョ
釣り - 餌 - 釣り針 - 釣り糸 - 釣り竿 - リール - ルアーフィッシング - フライ・フィッシング - 魚拓 - 出世魚 - 根魚
潜水(ダイビング) - フィッシュウォッチング - 水中写真

### 健康
魚には、エイコサペンタエン酸 (EPA) やドコサヘキサエン酸 (DHA) などのω-3脂肪酸である多価不飽和脂肪酸が多く含まれる。魚に含まれるDHAの多くは、ラビリンチュラ類の1属であるSchizochytrium属などのような海産の微生物によって生産されたものが、食物連鎖の過程で魚の体内に濃縮されたものである。
ω-3脂肪酸の摂取は心臓病の予防に良いと言われている。脳や網膜など神経系の発達にも関与するといわれている。流行歌のおさかな天国には「魚を食べると頭が良くなる」というフレーズがあるが、上記の健康影響を考えると無根拠とも言えない。
村落単位で見た生活習慣では、労働が激しく、魚又は大豆を十分にとり、野菜や海草を多食する地域は長寿村であり、米と塩の過剰摂取、魚の偏食の見られる地域は短命村が多いことが指摘されている。
魚は世界の水系に排出される化学物質を取り込み濃縮させる。具体例としては、PCBやダイオキシン、水銀、鉛、DTTなどがある。また、魚はPCBの最大の摂取源であると指摘されている。
脂肪の多い魚は、オメガ3脂肪酸の豊富な供給源であり、アルツハイマー病の人々の脳に有害な塊を形成するタンパク質であるベータアミロイドの血中濃度の低下に関連している。このため、少なくとも週に2回は魚を食べることが大切であると言われている。ただし、鮭、タラ、ライトマグロの缶詰、ポラックなど、水銀の少ない品種を選択することや、魚に過敏な場合は、オメガ3サプリメントの摂取について医師に相談したり、亜麻仁、アボカド、クルミなどの陸生オメガ3ソースを選択したりすることも視野に入れるべきである。

### 毒
- 食べると幻覚を起こす魚類（英語版）
- 水俣病、シガテラなど、環境の毒を生物濃縮してしまい人間に害をなす場合もある。

## 分類
20世紀半ばまでは、魚類は魚上綱（ぎょじょうこう）として1つの綱に分類されていた。これは日常用語における「魚」に対応する分類群であった。魚上綱には、軟骨魚綱、硬骨魚綱、絶滅した板皮綱および棘魚綱が含まれていた。
現在では、魚綱は単系統群ではなく側系統群であるとされる。例えば、マグロ・メダカなどの典型的な魚を含む条鰭綱は、サメなどの軟骨魚類やヤツメウナギなどの無顎類よりも、ヒトなどの四肢動物（両生類、爬虫類、鳥類、哺乳類）により近縁である。このような分類は人為的であるため、現在では魚綱は生物の分類としては用いられない。
ただし、漁業などの実用的な分野では、現在でも上述の区分が用いられる。
本稿では無顎類も示すこととする。また全体の分類体系はNelson の分類に従った。

### 分類方法

様々な形態の尾鰭。A:異尾、B:原尾、C:正尾、D:両尾。正尾にはさらに多くのバリエーションがある

魚類を分類するにあたって使用される特徴のうち、特に注目されるのが鰭の形態である。背鰭の数、胸鰭と腹鰭の位置、脂鰭の有無などが、分類上の重要な形質となる。例として、系統的に古い魚類（コイ目など）では腹鰭は体の中央付近に位置するが、比較的高等な魚類（スズキ目など）ではずっと前方に移動し、胸鰭のすぐ下であったり喉の位置にあったりする。胸鰭と腹鰭を近づけて連動させることで、より効率の良い運動が行えるようになったものと見られている。また条鰭類の魚類では、各々の鰭が何本の棘条と軟条で構成されているかによって、系統的に近い種類・遠い種類を見分けることができる。これらの鰭の構成は分類上極めて重要な要素であるため、専門的には略号を用いて「D.XII,9; A.III,8; P1.26〜28; P2.I,5」のように表す。これを鰭式（きしき）と呼ぶ。アルファベットは鰭の種類（D：背鰭、A：臀鰭、P1：胸鰭、P2：腹鰭）を、ローマ数字・アラビア数字はそれぞれ棘条・軟条の数を表している。
分類に用いられる形質として、骨格や鱗もまた重要な要素である。より進化した高等な魚類では、骨の癒合・省略が進み、全体の数が少なくなる傾向がある。これは脊椎動物全体に見られる特徴で、ウィリストンの法則と呼ばれる。鱗は上述したような形態の区別の他、側線を基準に計測した鱗の数（側線鱗数や横列鱗数）が分類形質となる。
魚類は様々な体型や体色をしており、これらは見た目にわかりやすい特徴ではあるが、少なくとも目のレベルでの分類に使用されることは少ない。体型や体色は系統よりもむしろ環境への適応を色濃く反映している。科・属・種などの下位分類では、発光器の数と位置（ハダカイワシ類）、交接器の形態（アシロ類）など多種多様な形質が分類に用いられている。

### 無顎口上綱 Agnatha
- ヌタウナギ綱 Myxini
- †翼甲綱 Pteraspidomorphi （絶滅）
- 頭甲綱 Cephalaspidomorphi
  - アナスピス目（欠甲目）Anaspidiformes - ビルケニア　（絶滅）
  - 甲骨目 Osteostraci - トレマタスピス　（絶滅）
  - ガレアスピス目 Galeaspida　（絶滅）
  - ピトゥリアスピス目 Pituriaspida　（絶滅）

### 顎口上綱 Gnathostomata

#### 板皮階 Placodermiomorphi
- †板皮綱 Placodermi - ダンクルオステウス　（絶滅）

#### 軟骨魚階 Chondriomorphi
- 軟骨魚綱 Chondrichthyes
  - 全頭亜綱 Holocephali
    - ギンザメ目 Chimaeriformes - ギンザメ

  - 板鰓亜綱 Elasmobranchii
    - ネズミザメ上目 Galeomorpha
      - ネコザメ目 Heterodontiformes - ネコザメ
      - テンジクザメ目 Orectolobiformes - ジンベエザメ、トラフザメ
      - ネズミザメ目 Lamniformes - ホホジロザメ、ネズミザメ、ミツクリザメ、メガマウス、ウバザメ
      - メジロザメ目 Carcharhiniformes - ヨシキリザメ、シュモクザメ、メジロザメ、オオメジロザメ

    - ツノザメ上目 Squalomorpha
      - カグラザメ目 Hexanchiformes - カグラザメ、ラブカ
      - キクザメ目 Echinorhiniformes - キクザメ
      - ツノザメ目 Squaliformes - ツノザメ
      - カスザメ目 Squatiniformes - カスザメ
      - ノコギリザメ目 Pristiophoriformes - ノコギリザメ

    - エイ上目 Batidoidimorpha
      - ノコギリエイ目 Rhynchobatiforme - シノノメサカタザメ、トンガリサカタザメ
      - シビレエイ目 Torpediniformes - シビレエイ
      - ガンギエイ目 Rajiformes - コモンカスベ、メガネカスベ
      - トビエイ目 Myliobatiformes -アカエイ、イトマキエイ

#### 棘魚綱 Acanthodii
- †棘魚綱 Acanthodii - アカンソーデス （絶滅）

#### 硬骨魚綱 Teleostomi
- 肉鰭亜綱 Sarcopterygii
  - 総鰭下綱 Coelacnathimorpha
    - シーラカンス目 Coelacanthiformes - シーラカンス（ラティメリア）

  - ハイギョ下綱 Dipnotetrapodomorpha
    - オーストラリアハイギョ目 Ceratodontiformes - オーストラリアハイギョ（ネオケラドトゥス）
    - ミナミアメリカハイギョ目 Lepidosireniformes - ミナミアメリカハイギョ、アフリカハイギョ
- 条鰭亜綱 Actinopterygii
  - 多鰭下綱 Cladistia
    - ポリプテルス目 Polypteriformes - ポリプテルス、アミメウナギ

  - 軟質下綱 Chondrostei
    - チョウザメ目 Acipenseriformes
      - チョウザメ亜目 Acipenseroidei - チョウザメ

  - 真鰭下綱 Neopterygii
    - 全骨区 Holostei
    - Halecostomi
      - ガー目 Lepisosteiformes - ガー

    - Halecomorphi
      - アミア目 Amiiformes - アミア

    - 真骨区 Teleostei
    - カライワシ上目 Elopomorpha
      - カライワシ目 Elopiformes - カライワシ
      - ソトイワシ目 Albuliformes - ソトイワシ
      - ソコギス目 Notacanthiformes - トカゲギス
      - ウナギ目 Anguilliformes
        - ウナギ亜目 Anguilloidei - ウナギ
        - ウツボ亜目 Muraenoidei - ウツボ
        - アナゴ亜目 Congroidei - マアナゴ

      - フウセンウナギ目 Saccopharyngiformes
        - ヤバネウナギ亜目 Cyematoidei - ヤバネウナギ
        - フウセンウナギ亜目 Saccopharyngoidei - フウセンウナギ

    - アロワナ上目 Osteoglossomorpha
      - ヒオドン目 Hiodontiformes - ヒオドン
      - アロワナ目 Osteoglossiformes - アロワナ、ピラルクー

    - ニシン上目 Clupeomorpha
      - ニシン目 Clupeiformes
        - デンティケプス亜目 Denticipitoidei - デンティケプス
        - ニシン亜目 Clupeoidei - マイワシ、ニシン、コノシロ

    - Alepocephali
      - セキトリイワシ目 Alepocephaliformes

    - 骨鰾上目 Ostariophysi
      - ネズミギス目 Gonorynchiformes
        - サバヒー亜目 Chanidae - サバヒー
        - ネズミギス亜目 Gonorynchoidei - ネズミギス
        - クネリア亜目 Knerioidei

      - コイ目 Cypriniformes
      - カラシン目 Characiformes
        - キタリヌス亜目 Citharionoidei
        - カラシン亜目 Characoidei - ピラニア、テトラ

      - デンキウナギ目 Gymnotiformes
        - デンキウナギ亜目 Gymnotoidei - デンキウナギ
        - ステルノピュグス亜目 Sternopygoidei

      - ナマズ目 Siluriformes - ナマズ

    - Lepidogalaxii
      - レピドガラキシアス目 Lepidogalaxiiformes

    - 原棘鰭上目 Protacanthopterygii
      - ニギス目 Argentiniformes - ニギス
      - ガラクシアス目 Galaxiiformes
      - サケ目 Salmoniformes - サケ類
      - カワカマス目 Esociformes - カワカマス（パイク）

    - Stomiati
      - キュウリウオ目 Osmeriformes - アユ
      - ワニトカゲギス目 Stomiiformes
        - ヨコエソ亜目 Gonostomatoidei - オニハダカ
        - ギンハダカ亜目 Photichthyoidei - ギンハダカ

    - シャチブリ上目 Ateleopodomorpha
      - シャチブリ目 Ateleopodiformes

    - 円鱗上目 Cyclosquamata
      - ヒメ目 Aulopiformes
        - ヒメ亜目 Synodontoidei - エソ、ヒメ
        - アオメエソ亜目 Chlorophthalmoidei - アオメエソ
        - ミズウオ亜目 Alepisauroidei - ミズウオ

    - ハダカイワシ上目 Scopelomorpha
      - ハダカイワシ目 Myctophiformes - ハダカイワシ

    - アカマンボウ上目 Lampridiomorpha
      - アカマンボウ目 Lampriformes - アカマンボウ、リュウグウノツカイ

    - ギンメダイ上目 Polymiximorpha
      - ギンメダイ目 Polymixiiformes - ギンメダイ

    - 側棘鰭上目 Paracanthopterygii
      - サケスズキ目 Percopsiformes - サケスズキ
      - マトウダイ目 Zeiformes
        - Cyttoidei 亜目
        - マトウダイ亜目 Zeioidei - マトウダイ

      - ステューレポルス目 Stylephoriformes - ステューレポルス
      - タラ目 Gadiformes - マダラ、スケトウダラ

    - 棘鰭上目 Acanthopterygii
      - クジラウオ目 Stephanoberyciformes - クジラウオ
      - キンメダイ目 Beryciformes
        - ヒウチダイ亜目 Trachichthyoidei
        - キンメダイ亜目 Berycoidei - キンメダイ
        - イットウダイ亜目 Holocentroidei - イットウダイ

      - アシロ目 Ophidiiformes
        - アシロ亜目 Ophidioidei - イタチウオ
        - フサイタチウオ亜目 Bythitoidei

      - ガマアンコウ目 Batrachoidiformes
      - トゲウオ目 Gasterosteiformes
        - トゲウオ亜目 Gasterosteoidei - イトヨ
        - ヨウジウオ亜目 Syngnathoidei - タツノオトシゴ、ヨウジウオ
        - セミホウボウ亜目 Dactylopteroidei - セミホウボウ

      - タウナギ目 Synbranchiformes
        - タウナギ亜目 Synbranchoidei - タウナギ
        - トゲウナギ亜目 Mastacembeloidei - スパイニーイール

      - ボラ目 Mugiliformes - ボラ
      - トウゴロウイワシ目 Atheriniformes
        - アテリノプス亜目 Atherinopsoidei
        - トウゴロウイワシ亜目 Atherinoidei - トウゴロウイワシ

      - ダツ目 Beloniformes
        - メダカ亜目 - メダカ
        - ダツ亜目 Belonoidei - サンマ、トビウオ

      - カダヤシ目 Cyprinodontiformes
        - アプロケイルス亜目 Aplocheiloidei
        - キプリノドン亜目 Cyprinodonoidei - グッピー、ヨツメウオ

      - スズキ目 Perciformes
        - カサゴ亜目 Scorpaenoidei - カサゴ、メバル、オコゼ､ マゴチ
        - スズキ亜目 Percoidei - スズキ、マダイ
        - エラッソマ亜目 Elassomatoidei
        - ベラ亜目 Labroidei - ベラ、スズメダイ、クマノミ
        - カジカ亜目 Cottoidei - カジカ､ ハタハタ､ ギンダラ､ アイナメ、ホッケ
        - ノルマニクテュス亜目 Normanichthyoidei
        - ゲンゲ亜目 Zoarcoidei - ギンポ、オオカミウオ
        - ワニギス亜目 Trachinoidei - イカナゴ
        - ポリディクテュス亜目 Pholidichthyoidei
        - ギンポ亜目 Blennioidei - ナベカ、ヘビギンポ
        - イレズミコンニャクアジ亜目 Icosteoidei - イレズミコンニャクアジ
        - ウバウオ亜目 Gobiesocoidei - ウバウオ
        - ネズッポ亜目 Callionymoidei -ネズミゴチ
        - ハゼ亜目 Gobioidei - ハゼ
        - コモリウオ亜目 Kurtoidei - コモリウオ
        - ニザダイ亜目 Acanthuroidei - アイゴ、ニザダイ
        - ムカシクロタチ亜目 Scombrolabracoidei - ムカシクロタチ
        - サバ亜目 Scombroidei - マサバ、カツオ、クロマグロ､ マカジキ
        - イボダイ亜目 Stromateoidei - イボダイ、マナガツオ
        - キノボリウオ亜目 Anabantoidei - ベタ、キノボリウオ
        - タイワンドジョウ亜目 Channoidei - ライギョ
        - ヒシダイ亜目 Caproidei - ヒシダイ

      - カレイ目 Pleuronectiformes
        - ボウズガレイ亜目 Psettodoidei - ボウズガレイ
        - カレイ亜目 Pleuronectoidei - ヒラメ、マコガレイ、ササウシノシタ

      - アンコウ目 Lophiiformes
        - アンコウ亜目 Lophioidei - アンコウ
        - カエルアンコウ亜目 Antennarioidei - カエルアンコウ
        - アカグツ亜目 Ogcocephalioidei - チョウチンアンコウ

      - フグ目 Tetraodontiformes
        - ベニカワムキ亜目 Triacanthodoidei - ベニカワムキ
        - モンガラカワハギ亜目 Balistoidei - カワハギ、ハコフグ
        - フグ亜目 Tetraodontoidei - トラフグ、マンボウ

## 能力や習性などによる分類
- 電気魚 - 電気を利用する魚。
- 遡河魚 - 遡上する魚。
- 毒魚（英語版）、刺毒魚（英語版）
- 寒海性魚類（英語版） - 寒い水域を好む魚類。対義語は暖海性魚類。暖海性魚類に比べ魚卵が大きく産卵数が少なく孵化までの時間が長いなどの特徴を持つ。
- 捕食魚（英語版）、狂乱索餌、鱗食（英語版）（鱗食魚）、藻類食者（英語版）、ボトムフィーダー（英語版）（底魚）、濾過摂食(プランクトンのパラドックス)
- まぐさ魚（英語版） - 餌になる魚介類。
- 発光魚 - 発光する魚[53]。

- 発音魚[54][55]

フグ、イシモチ、ホウボウ、イットウダイ科の魚類、大西洋のタラ科数種と太平洋のスケトウダラ、Porichthys notatusなど。コーネル大学の研究では、アンコウとナマズ類が特にお喋りであるとされる。
スズメダイなどでは、縄張りを守るために侵入する魚に対応した威嚇音を発する。歯、骨格、浮袋などを使用して、警戒、求愛、威嚇、認識などの水棲動物のコミュニケーションを行う。